# Louis Pasteur
Pour les articles homonymes, voir Pasteur.
Louis Pasteur, né le 27 décembre 1822 à Dole (Jura) et mort le 28 septembre 1895 à Marnes-la-Coquette (Hauts-de-Seine, à cette époque en Seine-et-Oise), est un scientifique français, chimiste et physicien de formation. Pionnier de la microbiologie, il connut (de son vivant) une grande notoriété pour avoir mis au point un vaccin contre la rage.

## Biographie

### Jeunesse

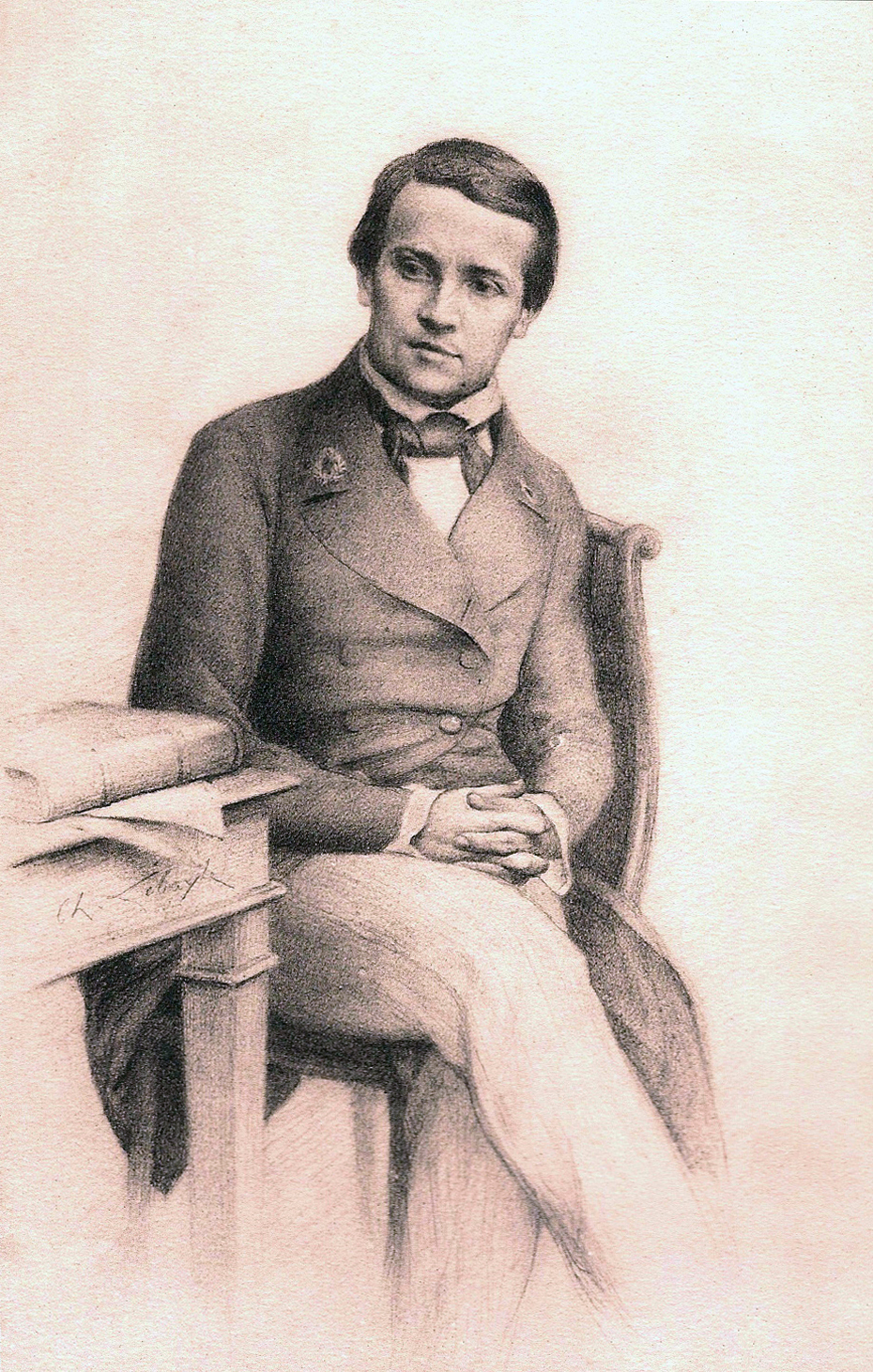
Louis Pasteur en 1845, dessin de Charles Lebayle.

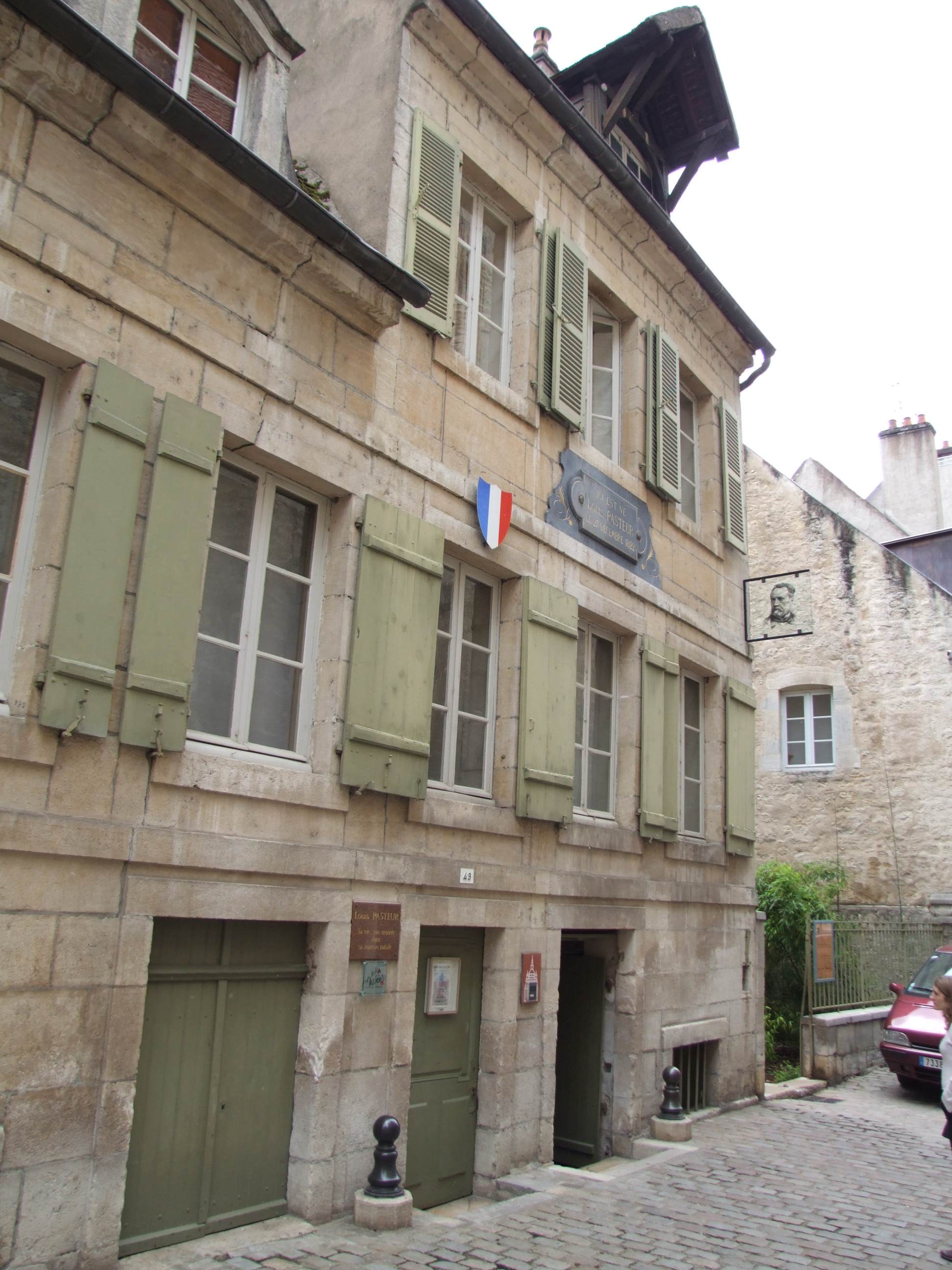
Maison de Louis Pasteur à Dole.

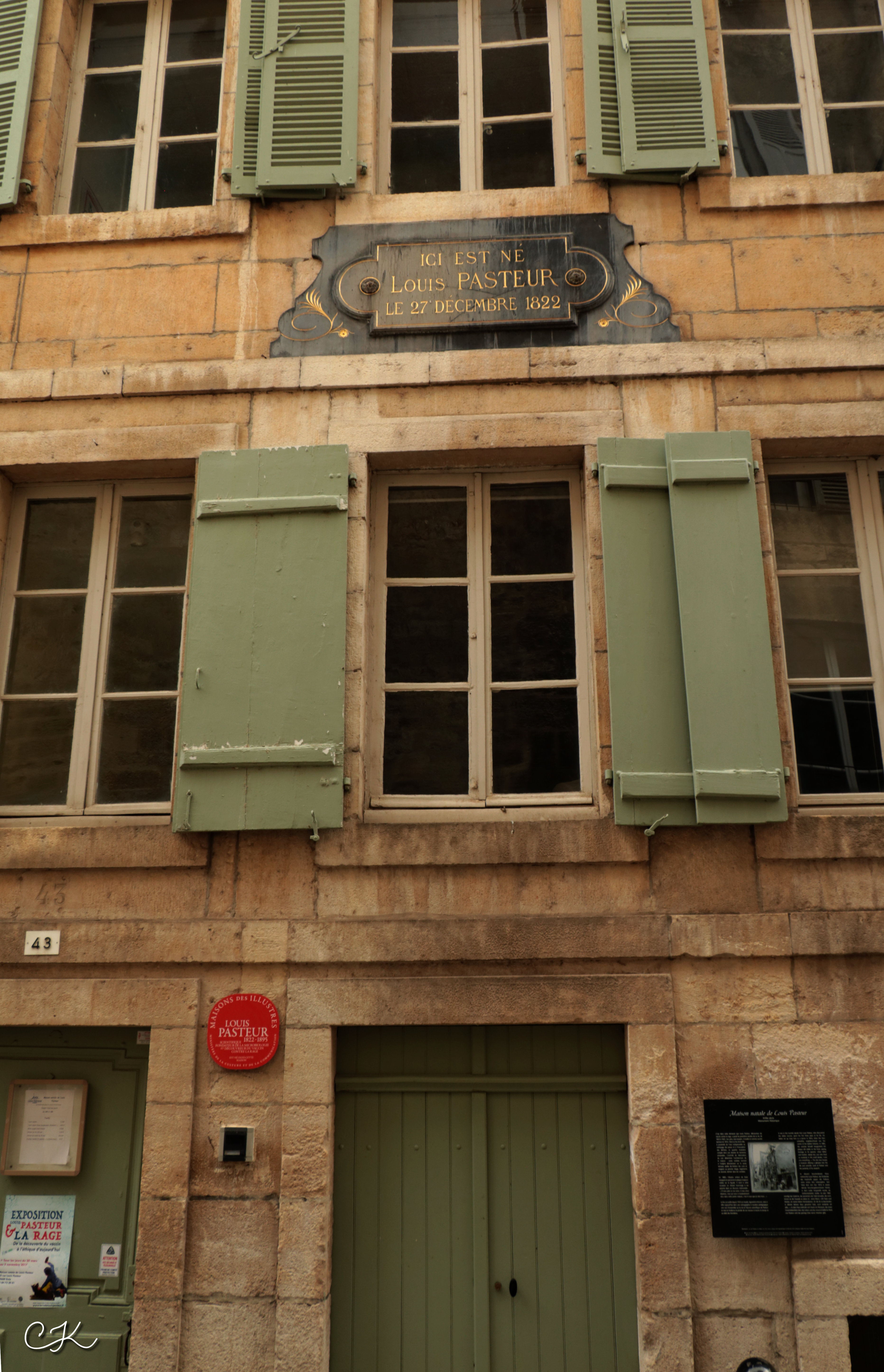
Façade de la maison de Louis Pasteur.

Louis Pasteur est né à deux heures du matin le 27 décembre 1822 dans la maison familiale de Dole, troisième enfant de Jean Joseph Pasteur et de Jeanne Étiennette Roqui,,,. Il est baptisé dans la Collégiale Notre-Dame de Dole le 15 janvier 1823. Son père, après avoir été sergent dans l’armée napoléonienne, reprit la profession familiale de tanneur. En 1827, la famille quitte Dole pour Marnoz, lieu de la maison familiale des Roqui, pour finalement s'installer dans une nouvelle maison en 1830 à Arbois, localité plus propice à l'activité de tannage. Le jeune Pasteur suit à Arbois les cours d'enseignement mutuel puis entre au collège de la ville. C'est à cette époque qu'il se fait connaître pour ses talents de peintre ; il a d'ailleurs fait de nombreux portraits de membres de sa famille et des habitants de la petite ville.

### Formation
Il part au collège royal de Besançon. Puis, en octobre 1838, il le quitte pour l'Institution Barbet, à Paris, afin de se préparer au baccalauréat puis aux concours. Cependant, déprimé par cette nouvelle vie, il renonce à son projet, quitte Paris et termine son année scolaire 1838-1839 au collège d'Arbois. À la rentrée 1839, il réintègre le collège royal de Franche-Comté, à Besançon. En 1840, il obtient le baccalauréat en lettres puis, en 1842, après un échec, le baccalauréat en sciences mathématiques. Pasteur retourne à Paris en novembre. Logé à la pension Barbet, où il fait aussi office de répétiteur, il suit les cours du lycée Saint-Louis et assiste avec enthousiasme à ceux donnés à la Sorbonne par le chimiste Jean-Baptiste Dumas ; il a pu également prendre quelques leçons avec Claude Pouillet. En 1843, il est finalement admis — quatrième — à l'École normale. Plus tard il sera élève de Jean-Baptiste Boussingault au Conservatoire national des arts et métiers.

### Mariage et descendance
Alors qu'il est professeur suppléant à la Faculté des Sciences de Strasbourg, Pasteur se marie le 29 mai 1849 avec Marie-Anne, la fille du recteur Aristide Laurent (1791-1869), lequel réside dans les bâtiments de l'Académie avec sa famille. Ensemble ils ont cinq enfants, dont les trois premiers sont nés à Strasbourg: Jeanne (1850-1859), Jean Baptiste (1851-1908), Cécile Marie Louise Marguerite – dite Cécile – (1853-1866). La quatrième, Marie-Louise (1858-1934) se marie en 1879 avec René Vallery-Radot, Camille (1863-1865) est la dernière. De l'union de Marie-Louise et de René Vallery-Radot sont issus Camille Vallery-Radot (1880-1927), sans descendance, et Louis Pasteur Vallery-Radot (1886-1970), membre de l'Académie française et de l'Académie de Médecine, également sans enfant et dernier descendant de Pasteur.
Son épouse Marie, dont Émile Roux dit qu'« elle a été le meilleur collaborateur de Louis Pasteur », écrit sous sa dictée, réalise les revues de presse et veille à son image puis à sa mémoire jusqu'à sa mort, en 1910.

### Carrière

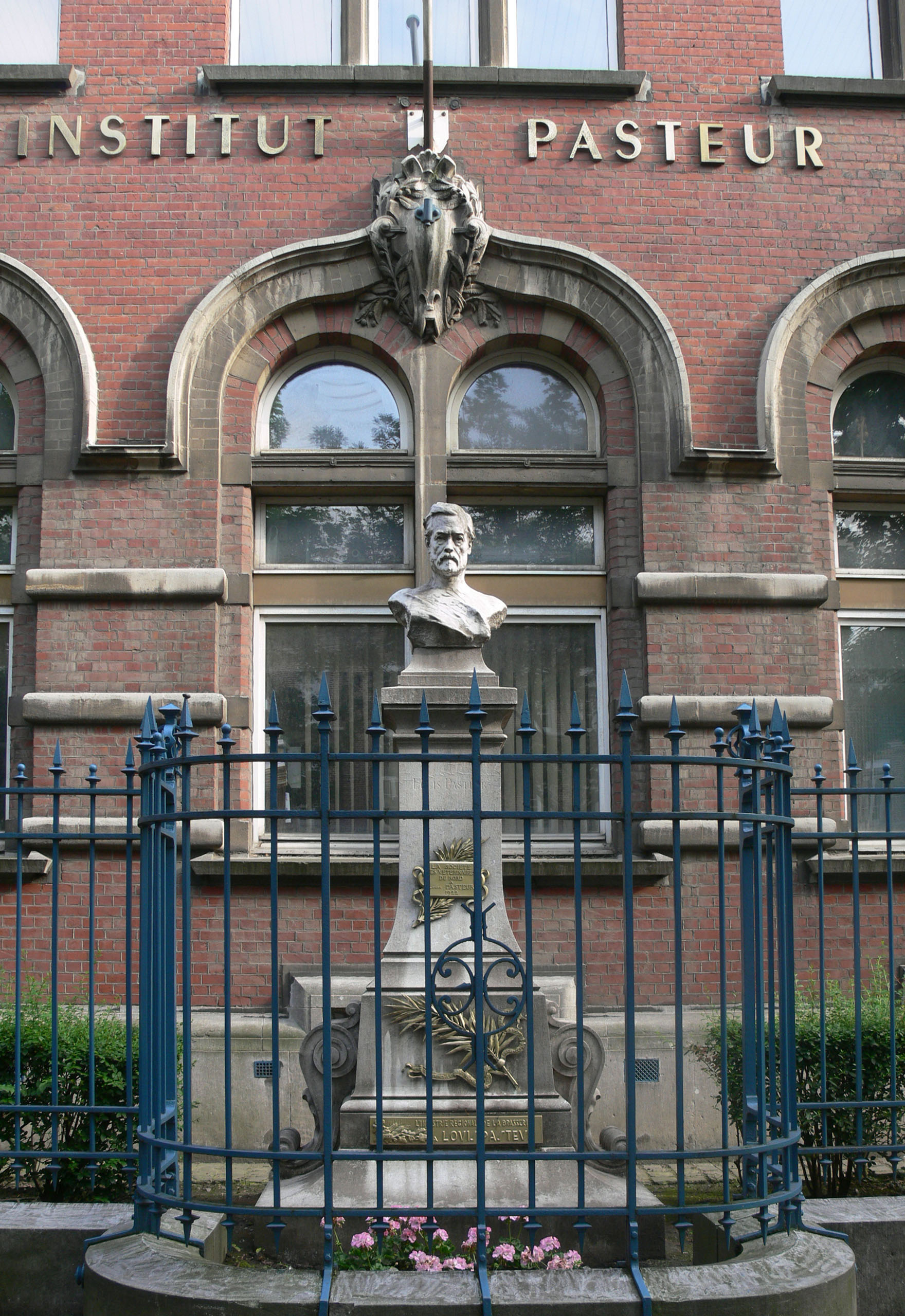
Institut Pasteur de Lille, inauguré en 1899.

À l'École normale, Pasteur étudie la chimie et la physique, ainsi que la cristallographie. Il devient agrégé-préparateur de chimie, dans le laboratoire d'Antoine-Jérôme Balard, et soutient en 1847 à la faculté des sciences de Paris ses thèses pour le doctorat en sciences,. Ses travaux sur la chiralité moléculaire lui vaudront la médaille Rumford en 1856.
Il est professeur à Dijon puis à Strasbourg de 1848 à 1853. Le 19 janvier 1849, il est nommé professeur suppléant à la faculté des sciences de Strasbourg ; il occupe également la suppléance de la chaire de chimie à l’école de pharmacie de cette même ville, du 4 juin 1849 au 17 janvier 1851.
En 1853, il est fait chevalier de la Légion d'honneur.
En février 1854, pour avoir le temps de mener à bien des travaux qui puissent lui valoir le titre de correspondant de l'Institut, il se fait octroyer un congé rémunéré de trois mois à l'aide d'un certificat médical de complaisance. Il fait prolonger le congé jusqu'au 1er août, date du début des examens. « Je dis au Ministre que j'irai faire les examens, afin de ne pas augmenter les embarras du service. C'est aussi pour ne pas laisser à un autre une somme de 6 ou 700 francs ».

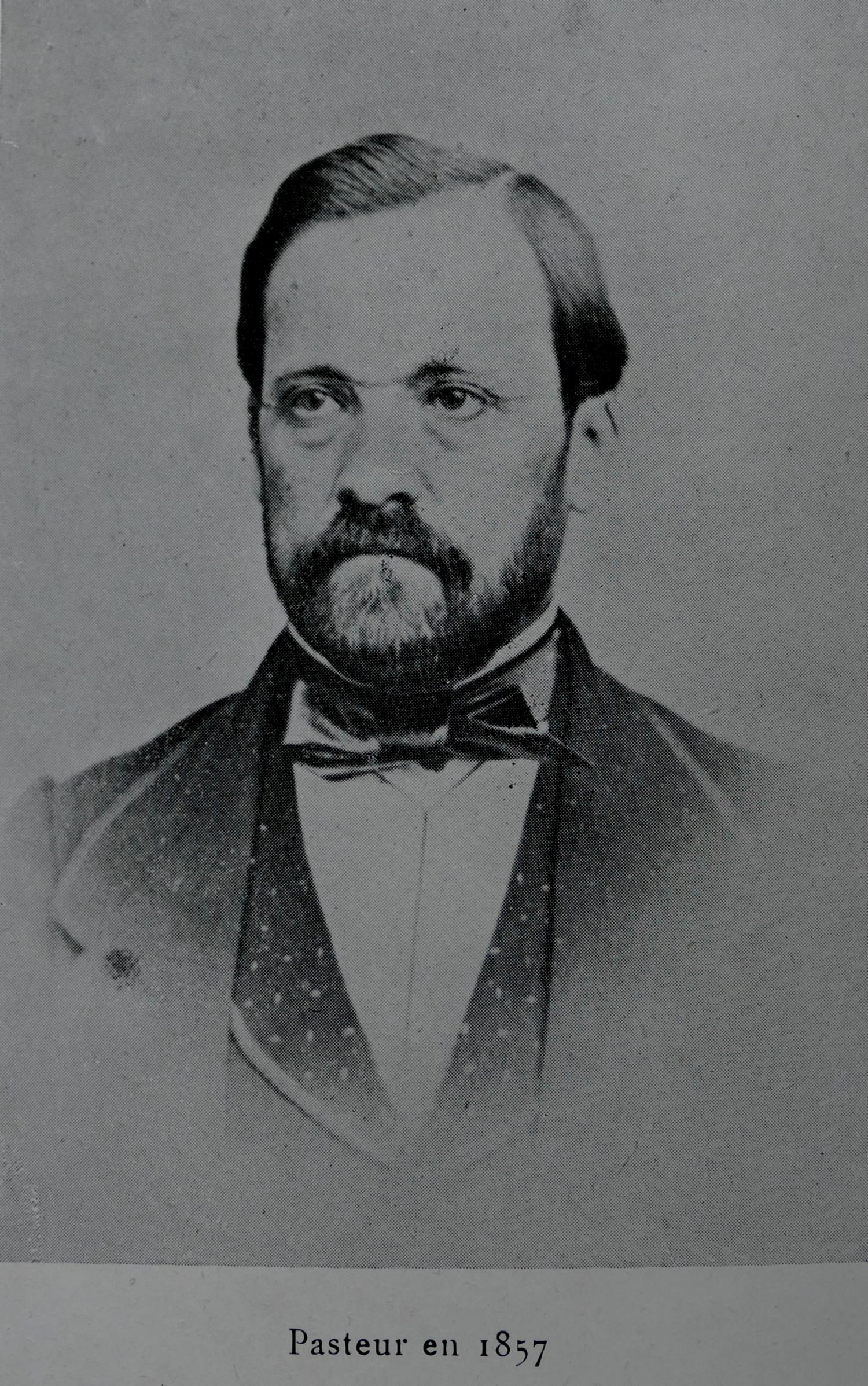
Pasteur en 1857.

Il est ensuite en 1854 nommé professeur de chimie et doyen de la faculté des sciences de Lille nouvellement créée. C'est à cette occasion qu'il prononce la phrase souvent citée : « Dans les champs de l'observation, le hasard ne favorise que les esprits préparés. » Pasteur, qui s'intéressait à la fermentation depuis 1849 (voir plus loin), est stimulé dans ces travaux par les demandes des brasseurs lillois concernant la conservation de la bière.

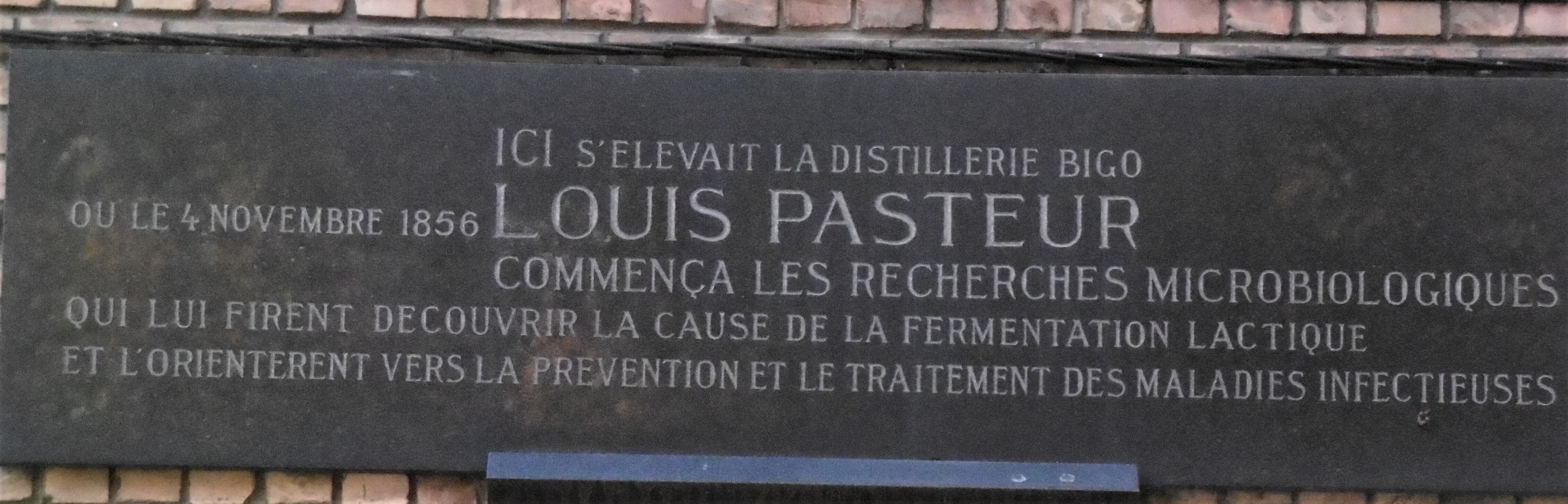
Inscription rue Fulton dans le quartier d'Esquermes à Lille.

Après Frédéric Kuhlmann et Charles Delezenne, Pasteur est ainsi un des premiers en France à établir des relations fructueuses entre l'enseignement supérieur et l'industrie chimique.
Les travaux qu'il réalise à Lille entre 1854 et 1857, notamment ceux effectués à la demande de l'industriel Louis Bigo dans sa distillerie de betteraves à sucre d'Esquermes, conduisent à la présentation de son Mémoire sur la fermentation appelée lactique dans le cadre de la Société des sciences, de l'agriculture et des arts de Lille le 8 août 1857.
En 1857, il est nommé administrateur chargé de la direction des études à l'École normale supérieure.

Son laboratoire, rue d'Ulm
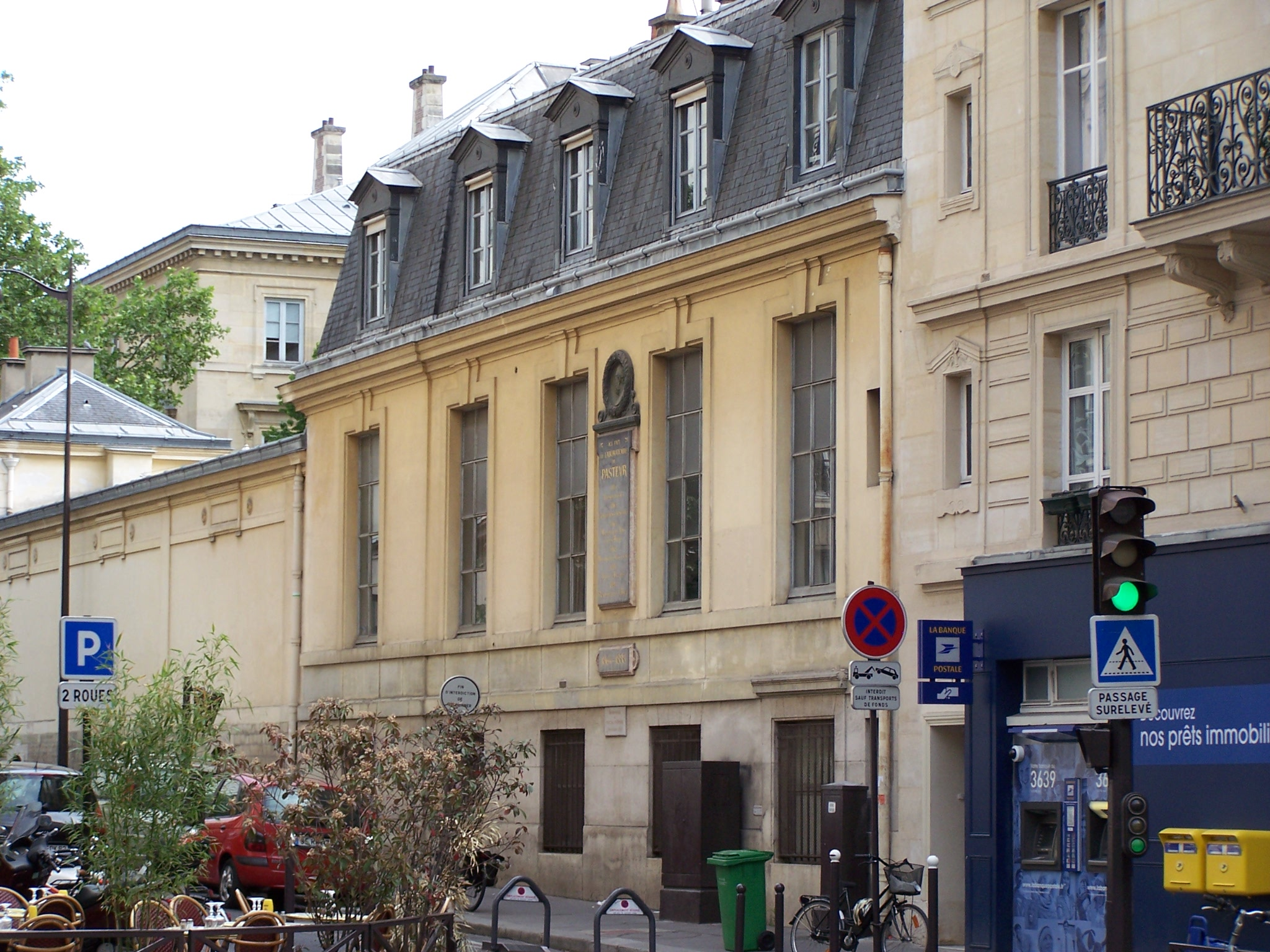
Le laboratoire de Pasteur à l'ENS, rue d'Ulm à Paris.
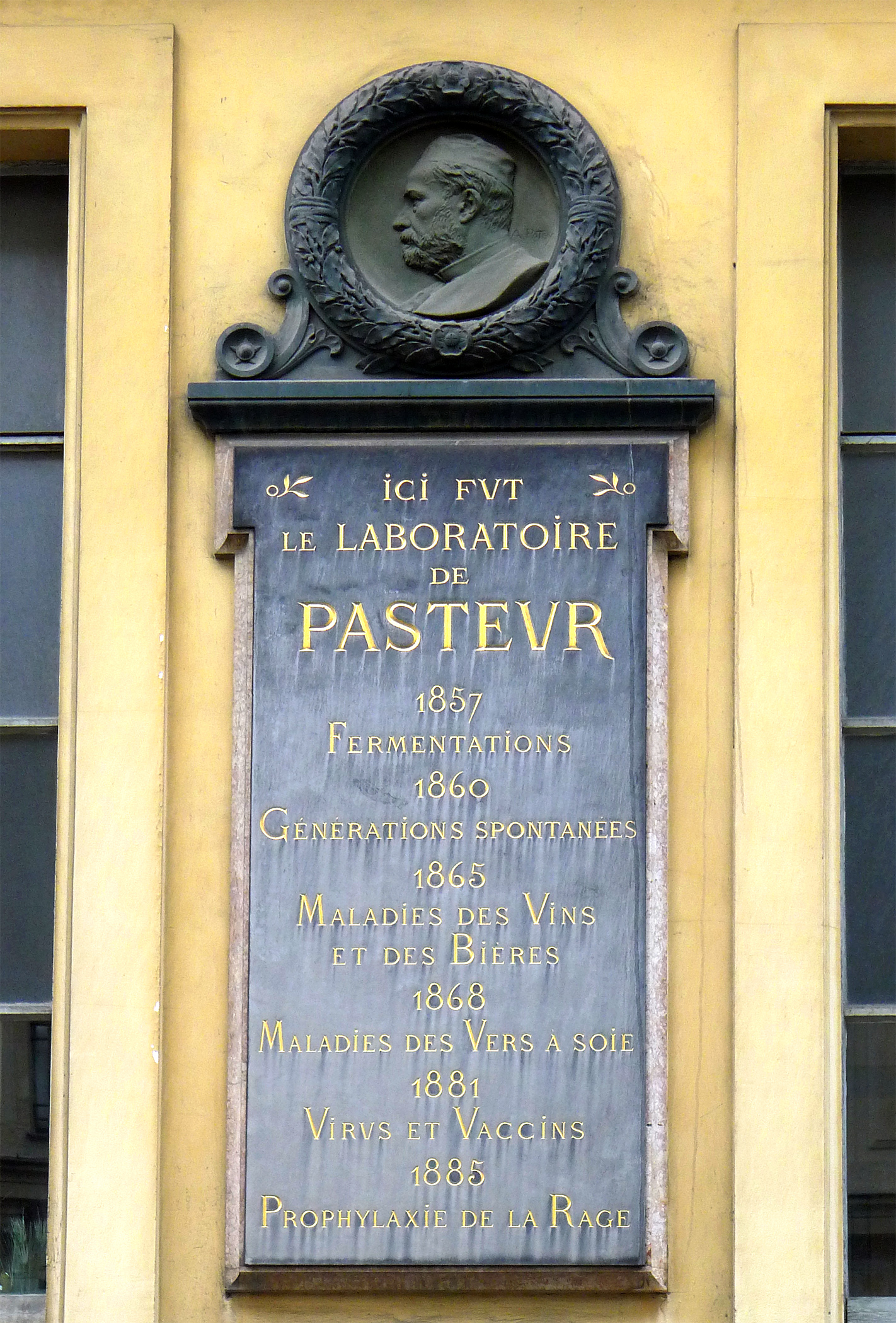
Plaque posée rue d'Ulm.

De 1861 à 1862, Pasteur publie ses travaux réfutant la théorie de la génération spontanée. L'Académie des sciences lui décerne le prix Jecker pour ses recherches sur les fermentations. En 1862, il est élu à l'Académie des sciences, dans la section de minéralogie, en remplacement de Henri Hureau de Senarmont.
En 1863, il commence l'étude des altérations du vin, et entre autres, le processus de formation du vinaigre, il publie un ouvrage sur le sujet en 1866.
En octobre 1865, le baron Haussmann, instituant une commission chargée d'étudier l'étiologie du choléra et les moyens d'y remédier, y nomme Pasteur, avec Dumas (président), Claude Bernard (malade, il n'y prendra part que de loin), Sainte-Claire Deville et Pelouze. Les savants, qui cherchent le principe de la contagion dans l'air (alors que Snow, dans un travail publié en 1855, avait montré qu'il était dans l'eau), ne trouvent pas le microbe, que Pacini avait pourtant fait connaître en 1854.

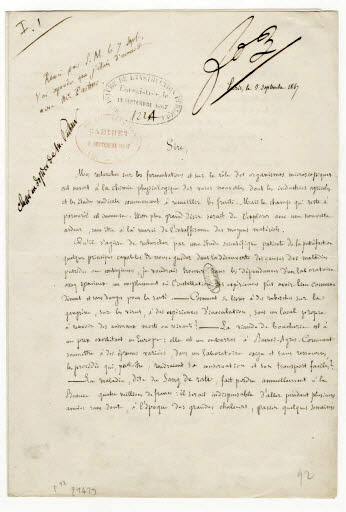
Lettre de Pasteur à Napoléon III, demandant de nouveaux moyens matériels pour mener à bien ses recherches, avec annotations de Victor Duruy. Archives nationales de France.

À l'École normale supérieure, où règne l'esprit républicain, Pasteur, proche de Napoléon III, est contesté tant par ses collègues que par les élèves, ce qui le pousse à démissionner, en 1867, de ses fonctions d'administrateur. Il reçoit une chaire en Sorbonne et on crée, à l'École normale même, un laboratoire de chimie physiologique dont la direction lui est confiée.
Ses études sur les maladies des vers à soie, menées de 1865 à 1869 à la demande de Napoléon III, triomphent de la pébrine mais non de la flacherie et ne permettent pas vraiment d'endiguer le déclin de la sériciculture. Pendant ces études, il demeure à Pont-Gisquet près d'Alès. Durant cette période, une attaque cérébrale le rend hémiplégique. Il se remet, mais gardera toujours des séquelles : perte de l'usage de la main gauche et difficulté à se déplacer. En 1868 il devient commandeur de la Légion d'honneur. Cette même année, l'université de Bonn le fait docteur honoris causa en médecine.
La défaite de 1870 et la chute de Napoléon III sont un coup terrible pour Pasteur, grand patriote et très attaché à la famille impériale. Au lendemain de la proclamation de la IIIe République, il n'hésite pas à prophétiser que « l'Empereur peut attendre avec confiance le jugement de la postérité. » Par ailleurs, il est malade. L'Assemblée nationale lui vote une récompense pour le remercier de ses travaux dont les conséquences économiques sont considérables. Le 25 mars 1873, il est élu « membre associé libre » de l'Académie de médecine,. En 1874, ses recherches sur la fermentation lui valent la médaille Copley, décernée par la Royal Society, de Londres.
Par ailleurs, ayant perdu le soutien financier de la cour en 1870, il se lance dans les affaires. Il dépose deux brevets en 1871 et en 1873 sur la fabrication de bière, et les met à disposition d'une entreprise, contre 20% des bénéfices.
En 1876, Pasteur se présente aux élections sénatoriales, mais c'est un échec. Ses amis croient qu'il va enfin s'arrêter et jouir de sa retraite, mais il reprend ses recherches. Il gagne Clermont-Ferrand où il étudie les maladies de la bière avec son ancien préparateur Émile Duclaux, et conclut ses études sur la fermentation par la publication d'un livre : Les Études sur la bière (1876).
En 1878, il devient grand-officier de la légion d'honneur. Le 11 décembre 1879, Louis Pasteur est élu à l'unanimité à l'Académie vétérinaire de France. En 1881, l'équipe de Pasteur met au point un vaccin contre le charbon des moutons, à la suite des études commencées en 1877. Il lance deux nouvelles entreprises qui vont prospérer : une société pour commercialiser son vaccin dans le monde entier, et une société pour exploiter une invention d'un collaborateur sur la filtration de l'eau.
En 1882, il est reçu à l'Académie française. Dans son discours de réception, il accepte pour la science expérimentale l'épithète « positiviste », en ce sens qu'elle a pour domaine les causes secondes et s'abstient donc de spéculer sur les causes premières et sur l'essence des choses, mais il reproche à Auguste Comte et à Émile Littré d'avoir voulu imposer à toute la pensée humaine cette abstention. Il plaide pour le spiritualisme et célèbre « les deux saintetés de l'Homme-Dieu », qu'il voit réunies dans le couple que l'agnostique Littré formait avec sa femme chrétienne. C'est dans ce discours que Pasteur prononce la phrase souvent citée : « Les Grecs […] nous ont légué un des plus beaux mots de notre langue, le mot enthousiasme […] — un dieu intérieur ».

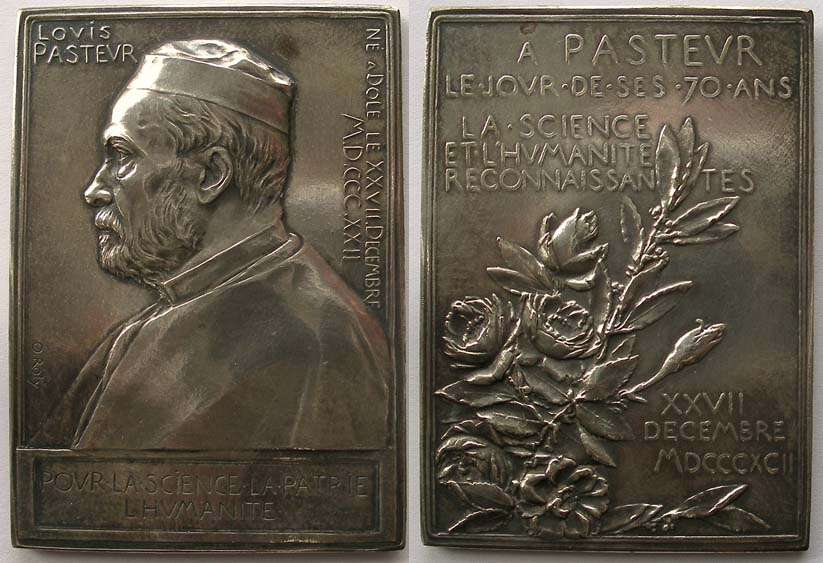
Médaille du jubilé de Pasteur.

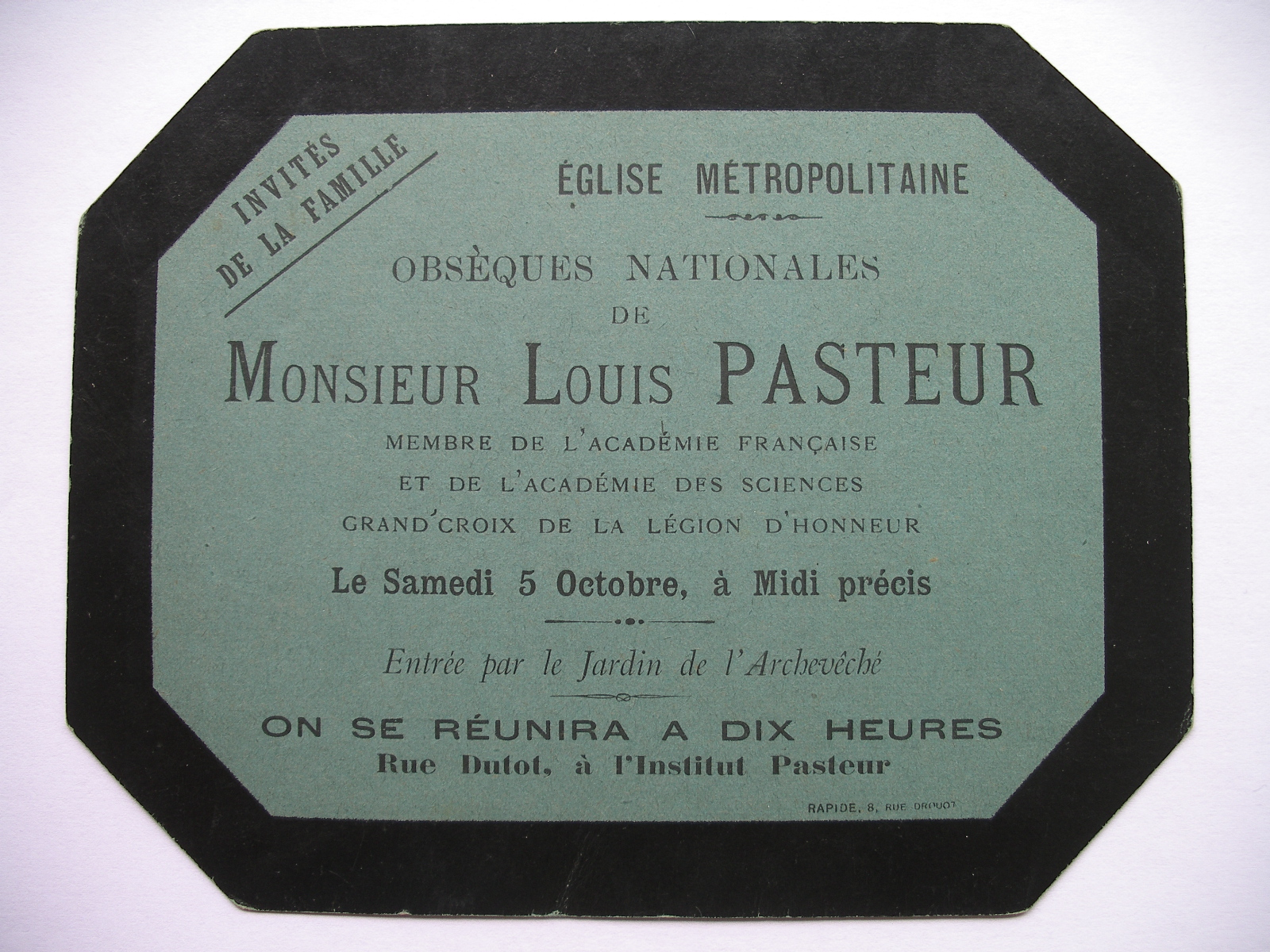
Faire-part des obsèques de Louis Pasteur.

Il reçoit, le 29 décembre 1883, le mérite agricole pour ses travaux sur les vins et la fermentation. Il se rend régulièrement aux réunions du Cercle Saint-Simon.
En 1885, Pasteur refusa de poser sa candidature aux élections législatives, alors que les paysans de la Beauce, dont il avait sauvé les troupeaux grâce au vaccin contre le charbon, l'auraient sans doute porté à la Chambre des Députés.
La découverte du vaccin antirabique (1885) vaudra à Pasteur sa consécration : il recevra de nombreuses distinctions. L'Académie des sciences lui décerne le prix Jean-Reynaud de l'Institut en 1886, saluant « l'émotion produite dans l'Académie et, bientôt après, dans le monde entier, par la communication » par laquelle, quelques mois plus tôt, Pasteur annonçait les résultats du cas Joseph Meister. L'Académie récompense ces recherches, comme « un des plus beaux travaux que la science ait jamais enregistrés ». Elle propose aussi la création d'un établissement destiné à traiter la rage : l'Institut Pasteur naît en 1888. En 1892, la Troisième République lui organise un jubilé triomphal pour son 70e anniversaire. À cette occasion, une médaille gravée par Oscar Roty lui est offerte par souscription nationale.
Il meurt le 28 septembre 1895 à Villeneuve-l'Étang, dans l'annexe (dite « de Garches ») de l'Institut Pasteur. Après des obsèques nationales, le 5 octobre, son corps, préalablement embaumé, est déposé dans l'un des caveaux de Notre-Dame, puis transféré le 27 décembre 1896, à la demande de sa famille, dans une crypte du musée Pasteur. La famille avait décliné la proposition de l'inhumation au Panthéon.

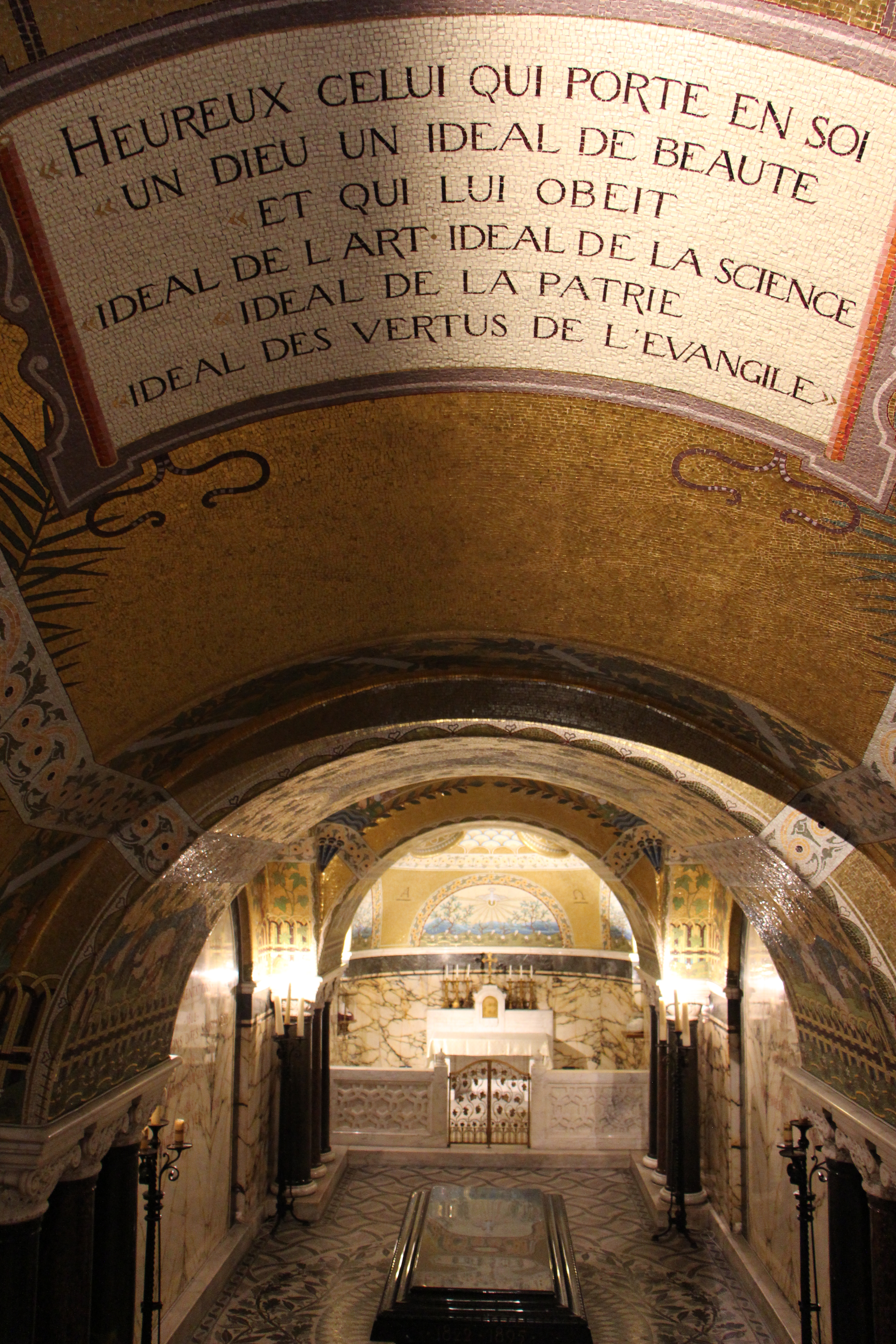
Crypte et tombeau de Louis et Marie Pasteur, vue depuis l'entrée.
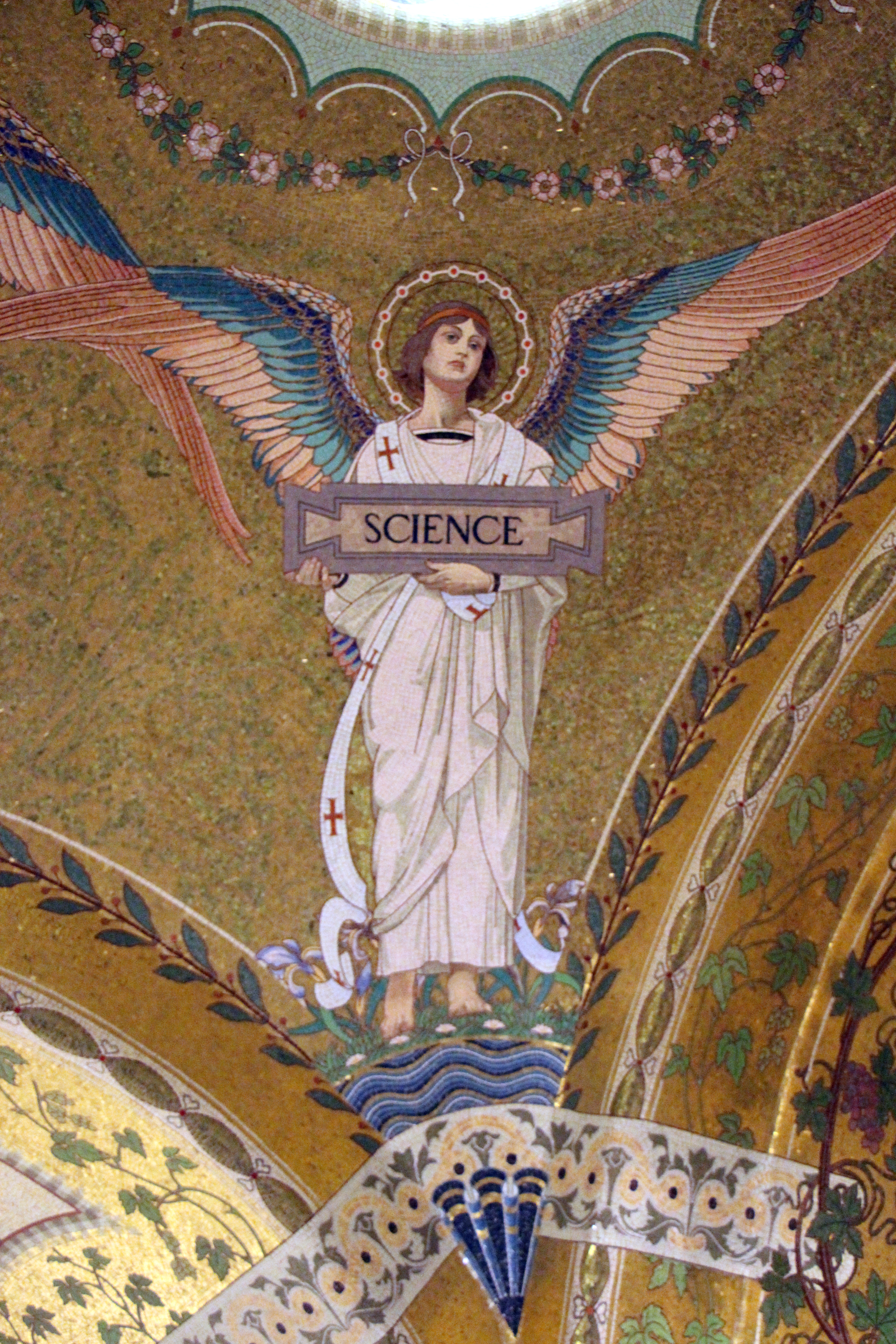
Détail de la mosaïque décorant la chapelle.
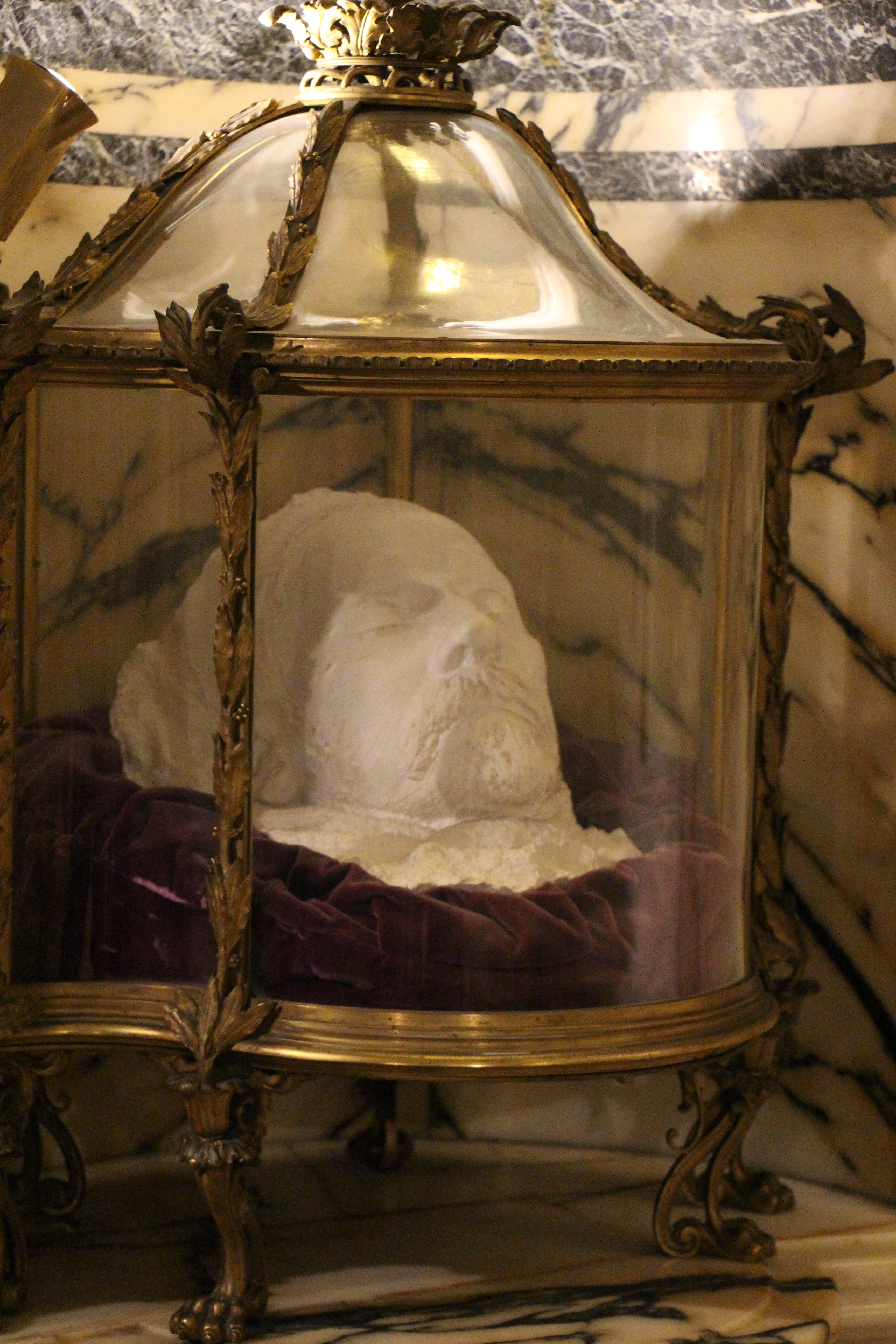
Masque mortuaire de Louis Pasteur.
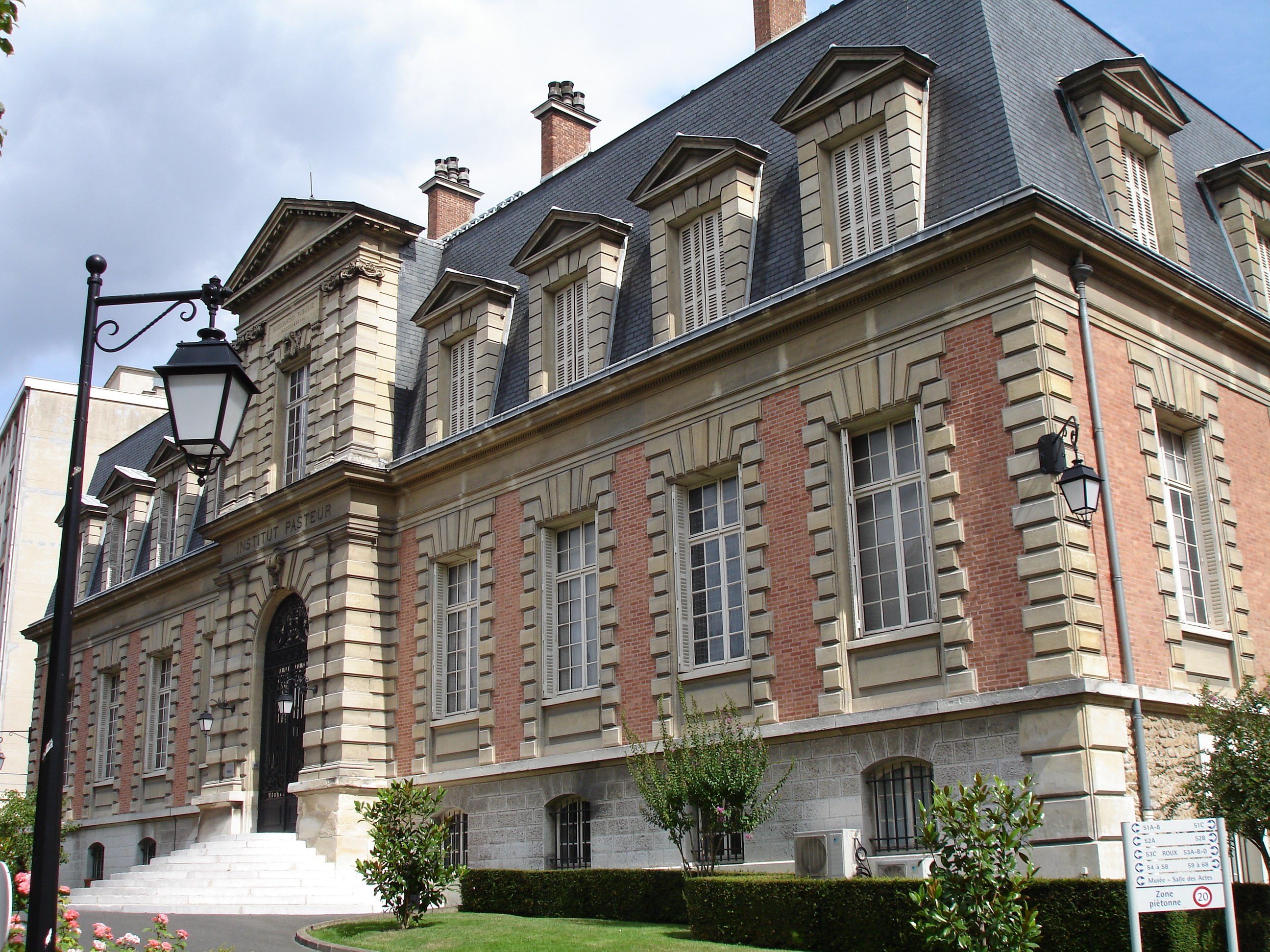
Bâtiment le plus ancien de l'Institut Pasteur à Paris. Le tombeau de Pasteur se situe en bas des marches de l'entrée dans la crypte.

## Œuvres
Sa carrière scientifique a connu une évolution basée sur l'expérimentation progressive sur des sujets aussi variés que les minéraux, les insectes, les végétaux pour passer sur le vin, le vinaigre, la bière et les fermentations et terminer sur la santé de ses semblables avec la vaccination contre la rage.

### Découverte de la dissymétrie moléculaire

Pasteur sépare les deux formes de cristaux d'acide tartrique, pour former deux tas : la forme lévogyre, qui, en solution, dévie la lumière polarisée vers la gauche, et la forme dextrogyre qui dévie la lumière polarisée vers la droite. Un mélange équimoléculaire (racémique) des deux solutions ne dévie pas cette lumière.

Dans les travaux que Pasteur a réalisés au début de sa carrière scientifique en tant que chimiste, il résolut en 1848 un problème qui allait par la suite se révéler d'importance capitale dans le développement de la chimie contemporaine : la séparation des deux formes de l'acide tartrique. Le seul acide tartrique que l'on connaissait à l'époque était un sous-produit classique de la vinification, utilisé dans la teinturerie. Parfois, au lieu de l'acide tartrique attendu, on obtenait un autre acide, qu'on appela acide racémique puis acide paratartrique. Une solution de l'acide tartrique, comme de chacun de ses sels (tartrates), tournait le plan de la lumière polarisée la traversant, alors qu'une solution de l'acide paratartrique, comme de chacun de ses sels (paratartrates), ne causait pas cet effet, bien que les deux composés aient la même formule brute. En 1844, Mitscherlich avait affirmé que, parmi les couples tartrate / paratartrate, il y en avait un, à savoir le couple « tartrate double de soude et d'ammoniaque » / « paratartrate double de soude et d'ammoniaque », où le tartrate et le paratartrate n'étaient discernables que par la propriété rotatoire, présente dans le tartrate et absente dans le paratartrate (« tartrate double de soude et d'ammoniaque » était la façon dont on désignait à l'époque le tartrate — base conjuguée de l'acide tartrique — de sodium et d'ammonium). En particulier, ce tartrate et ce paratartrate avaient, selon Mitscherlich, la même forme cristalline. Pasteur eut peine à croire « que deux substances fussent aussi semblables sans être tout à fait identiques ». Il refit les observations de Mitscherlich et s'avisa d'un détail que Mitscherlich n'avait pas remarqué : dans le tartrate en question, les cristaux présentent une dissymétrie (« hémiédrie »), toujours orientée de la même façon ; en revanche, dans le paratartrate correspondant, il coexiste deux formes de cristaux, images spéculaires non superposables l'une de l'autre, et dont l'une est identique à celle du tartrate. Il sépara manuellement les deux sortes de cristaux du paratartrate, en fit deux solutions et observa un effet de rotation du plan de polarisation de la lumière, dans un sens opposé pour les deux échantillons. La déviation du plan de polarisation par les solutions étant considérée, depuis les travaux de Biot, comme liée à la structure de la molécule, Pasteur conjectura que la dissymétrie de la forme cristalline correspondait à une dissymétrie interne de la molécule, et que la molécule en question pouvait exister en deux formes dissymétriques inverses l'une de l'autre. C'était la première apparition de la notion de chiralité des molécules. Depuis les travaux de Pasteur, l'acide racémique ou paratartrique est considéré comme composé d'un acide tartrique droit (l'acide tartrique connu antérieurement) et d'un acide tartrique gauche.
Les travaux de Pasteur dans ce domaine ont abouti, quelques années plus tard à la naissance du domaine de la stéréochimie avec la publication de l'ouvrage la Chimie dans l'Espace par van 't Hoff qui, en introduisant la notion d'asymétrie de l'atome de carbone a grandement contribué à l'essor de la chimie organique moderne.

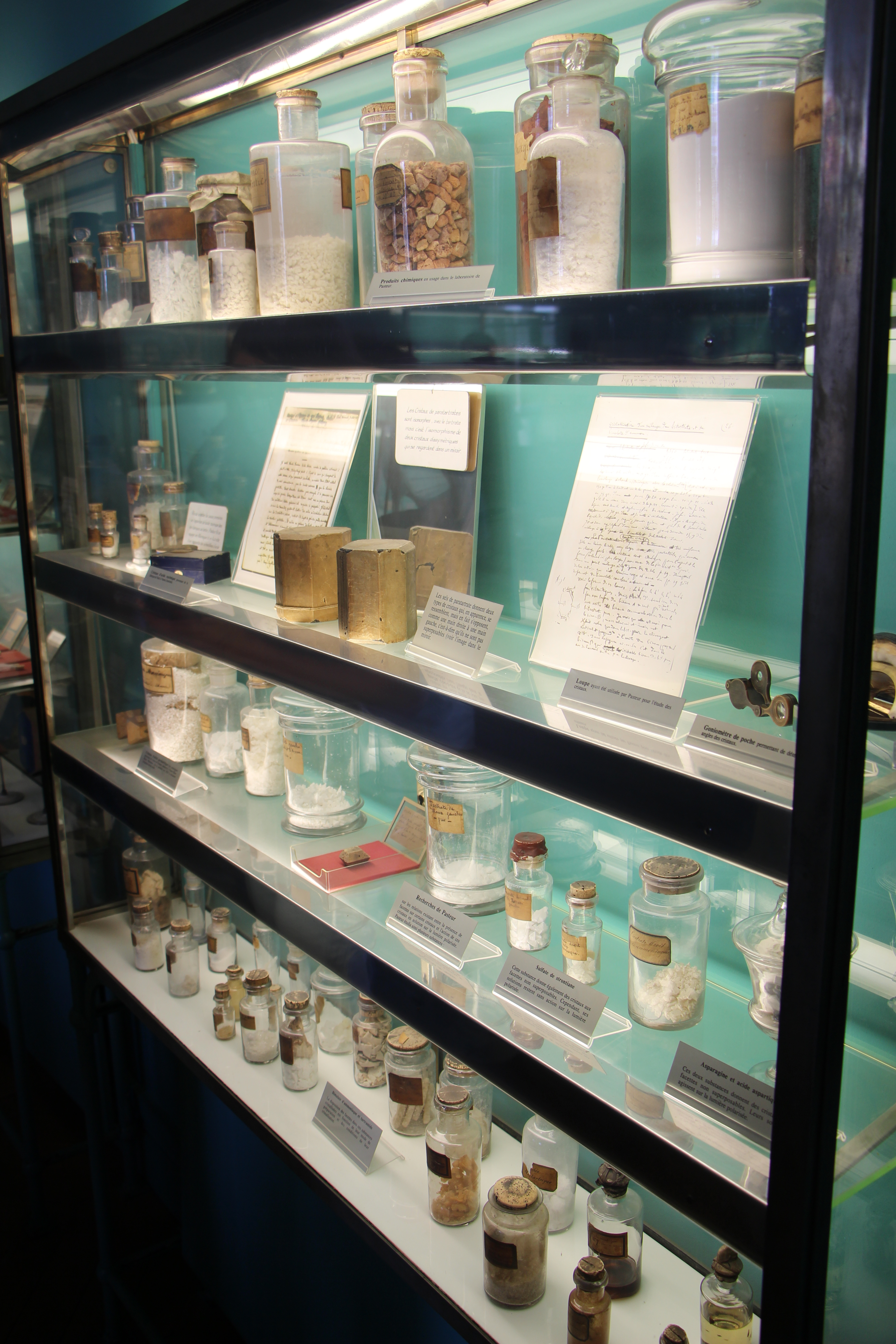
Vitrine du musée Pasteur de Paris, montrant les maquettes originales des cristaux d'acide tartrique (au centre), des échantillons et des instruments utilisés par Louis Pasteur lors de ses études en cristallographie.

Pasteur avait correctement démontré (par l'examen des cristaux puis par l'épreuve polarimétrique) que l'acide paratartrique est composé de deux formes distinctes d'acide tartrique. En revanche, la relation générale qu'il crut pouvoir en déduire entre la forme cristalline et la constitution de la molécule était inexacte, le cas spectaculaire de l'acide paratartrique étant loin d'être l'illustration d'une loi générale, comme Pasteur s'en apercevra lui-même. François Dagognet dit à ce sujet : « la stéréochimie n'a rien conservé des vues de Pasteur, même s'il demeure vrai que les molécules biologiques sont conformées hélicoïdalement ».
Gerald L. Geison, dans un livre de 1995, et d'autres auteurs après lui ont noté chez Pasteur une tendance à atténuer sa dette envers Auguste Laurent pour ce qui est de la connaissance des tartrates. Geison a formulé d'autres critiques contre les travaux de Pasteur sur la chiralité des molécules, mais dans un travail publié en 2019, Joseph Gal, de l'université du Colorado à Denver, conclut que, pour l'essentiel, ces critiques sont entièrement dépourvues de valeur scientifique.

### Études sur la fermentation

#### De la dissymétrie moléculaire à la fermentation
En 1849, Biot signale à Pasteur que l'alcool amylique dévie le plan de polarisation de la lumière et possède donc la propriété de dissymétrie moléculaire. Pasteur estime peu vraisemblable que l'alcool amylique hérite cette propriété du sucre dont il est issu (par fermentation), car, d'une part, la constitution moléculaire des sucres lui paraît très différente de celle de l'alcool amylique et, de plus, il a toujours vu les dérivés perdre la propriété rotatoire des corps de départ. Il conjecture donc que la dissymétrie moléculaire de l'alcool amylique est due à l'action du ferment. S'étant persuadé (sous l'influence de Biot) que la dissymétrie moléculaire est étroitement liée à la vie, il voit là la confirmation de certaines « idées préconçues » qu'il s'est faites sur la cause de la fermentation et qui le rangent parmi les tenants du ferment vivant.

#### Les idées de l'époque sur la fermentation
En 1787, en effet, Adamo Fabbroni, dans son Ragionamento sull'arte di far vino (Florence), avait le premier soutenu que la fermentation du vin est produite par une substance vivante présente dans le moût. Cagniard de Latour et Theodor Schwann avaient apporté des faits supplémentaires à l'appui de la nature vivante de la levure. Dans le même ordre d'idées, Jean-Baptiste Dumas, en 1843 (époque où le jeune Pasteur allait écouter ses leçons à la Sorbonne), décrivait le ferment comme un être organisé et comparait son activité à l'activité de nutrition des animaux.
Berzelius, lui, avait eu une conception purement catalytique de la fermentation, qui excluait le rôle d'organismes vivants. Liebig, de façon plus nuancée, avait des idées analogues : il voulait bien envisager que la levure fût un être vivant, mais il affirmait que si elle provoquait la fermentation, ce n'était pas par ses activités vitales mais parce qu'en se décomposant, elle était à l'origine de la propagation d'un état de mouvement (vibratoire). Berzelius et Liebig avaient tous deux combattu les travaux de Cagniard de Latour et de Schwann.

#### Les découvertes de Pasteur
Pasteur « dispose d'une première orientation donnée par Cagniard de Latour ; il la développe et montre que c'est en tant qu'être vivant que la levure agit, et non en tant que matière organique en décomposition ». Ces travaux bénéficient de la mise au point des premiers objectifs achromatiques dépourvus d'irisation parasite. De 1857 à 1867, il publie des études sur les fermentations. Inaugurant la méthode des cultures pures, il établit que certaines fermentations (lactique, butyrique) où on n'avait pas aperçu de substance jouant un rôle analogue à celui de la levure (ce qui avait servi d'argument à Liebig) sont bel et bien l'œuvre d'organismes vivants.
Il établit la capacité qu'ont certains organismes de vivre en l'absence d'oxygène libre (c'est-à-dire en l'absence d'air). Il appelle ces organismes anaérobies.

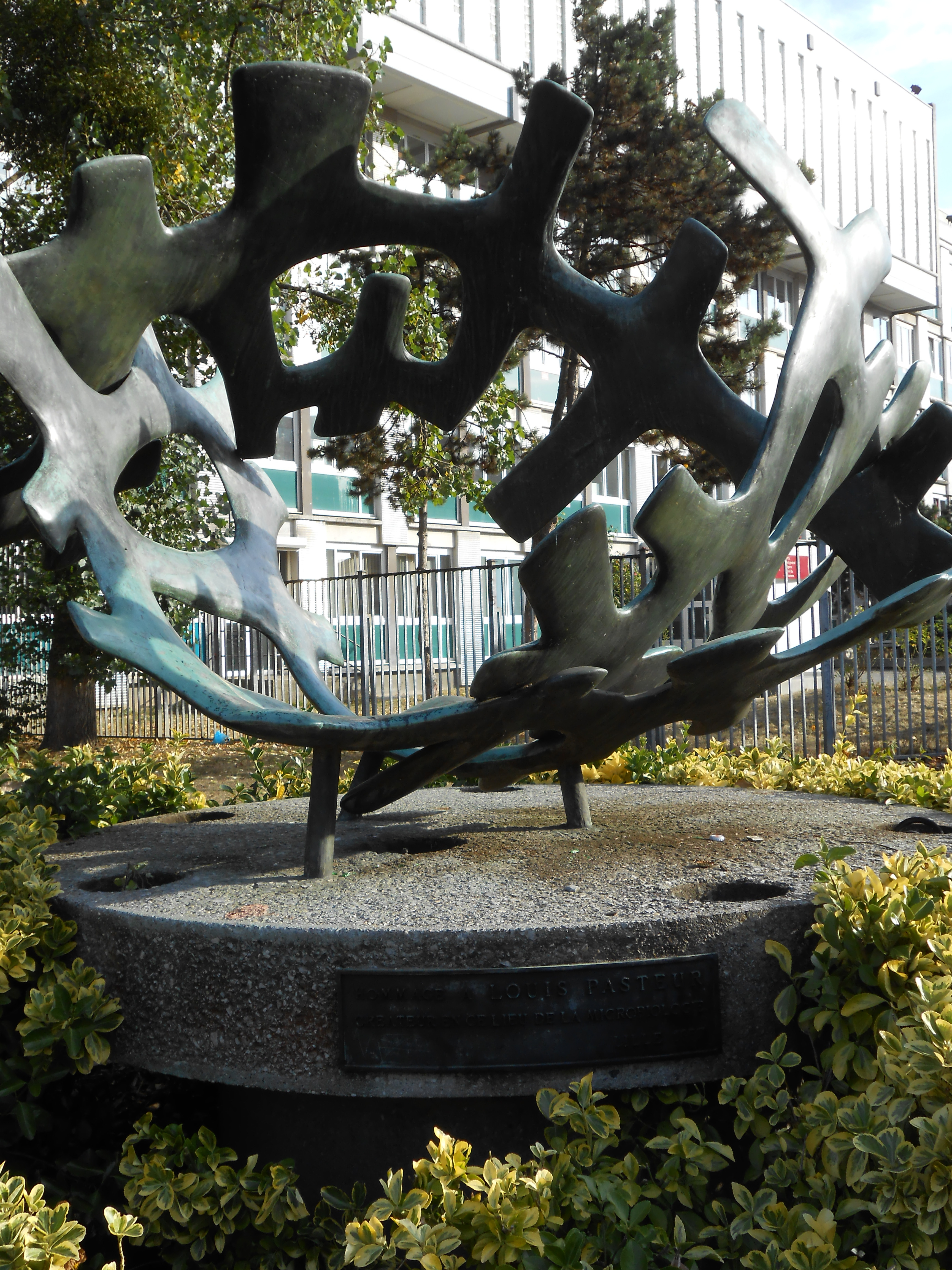
Sculpture à Lille, en hommage à Louis Pasteur, au lieu précis où il a effectué ses recherches qui mèneront à la compréhension de la microbiologie actuelle.

Ainsi, dans le cas de la fermentation alcoolique, la levure tenue à l'abri de l'air vit en provoquant aux dépens du sucre une réaction chimique qui libère les substances dont elle a besoin et provoque en même temps l'apparition d'alcool. En revanche, si la levure se trouve en présence d'oxygène libre, elle se développe davantage et la fermentation productrice d'alcool est faible. Les rendements en levure et en alcool sont donc antagonistes. L'inhibition de la fermentation par la présence d'oxygène libre est ce qu'on appellera « l'effet Pasteur ».

#### Débat sur le rôle exact des agents vivants dans la fermentation
Même si Liebig resta sur ses positions, les travaux de Pasteur furent généralement accueillis comme prouvant définitivement le rôle des organismes vivants dans la fermentation. Toutefois, certains faits (comme le rôle joué dans l'hydrolyse de l'amidon par la diastase, ou alpha-amylase, découverte en 1833 par Payen et Persoz) allaient dans le sens de la conception catalytique de Berzelius. C'est pourquoi Moritz Traube en 1858 et Marcellin Berthelot en 1860 proposèrent une synthèse des deux théories, physiologique et catalytique : la fermentation n'est pas produite directement par les êtres vivants qui en sont responsables couramment (levures etc.) mais par des substances non vivantes, des « ferments solubles » (on disait parfois « diastases » et on dira plus tard « enzymes »), substances elles-mêmes sécrétées ou excrétées par les êtres vivants en question. En 1878, Berthelot publia un travail posthume de Claude Bernard qui, contredisant Pasteur, mettait l'accent sur le rôle des « ferments solubles » dans la fermentation alcoolique. Il en résulta entre Pasteur et Berthelot une des controverses célèbres de l'histoire des sciences.
Pasteur ne rejetait pas absolument le rôle des « ferments solubles ». Dans le cas particulier de la fermentation ammoniacale de l'urine, il considérait comme établi, à la suite d'une publication de Musculus, que la cause proche de la fermentation était un « ferment soluble » (dans ce cas, l'enzyme qu'on appellera « uréase ») produit par le ferment microbien qu'il avait découvert lui-même. Il admettait aussi le phénomène, signalé par Georges Lechartier et Bellamy, de l'alcoolisation des fruits sans intervention du ferment microbien alcoolique. Plus d'une fois, il déclara qu'il ne repoussait pas (mais n'adoptait pas non plus) l'hypothèse d'un ferment soluble dans la fermentation alcoolique. Toutefois, il écrivit en 1879 (à propos du ferment soluble alcoolique) : « La question du ferment soluble est tranchée : il n'existe pas; Bernard s'est fait illusion ». On s'accorde donc à penser que Pasteur fut incapable de comprendre l'importance des « ferments solubles » (consacrée depuis par les travaux d’Eduard Buchner) et souligna le rôle des micro-organismes dans les « fermentations proprement dites » avec une insistance excessive, qui n'allait pas dans le sens du progrès de l'enzymologie. On met cette répugnance de Pasteur à relativiser le rôle des organismes vivants sur le compte de son vitalisme, qui l'empêcha aussi de comprendre le rôle des toxines et d'admettre en 1881, lors de sa rivalité avec le vétérinaire Henry Toussaint dans la course au vaccin contre le charbon, qu'un vaccin « tué » pût être efficace.
Les travaux de Pasteur sur la fermentation ont fait l'objet d'un débat dans les années 1970 et 1980, la question étant de savoir si, en parlant de « fermentations proprement dites », Pasteur avait commis une tautologie qui lui permettait de prouver à peu de frais la cause biologique des fermentations.

### Réfutation de la génération spontanée
À partir de 1859, Pasteur mène une lutte contre les partisans de la « génération spontanée », en particulier contre Félix Archimède Pouchet et un jeune journaliste, Georges Clemenceau ; ce dernier, médecin, met en cause les compétences de Pasteur, qui ne l'est pas, et attribue son refus de la génération spontanée à un parti pris idéologique (Pasteur est chrétien). Il fallut à Pasteur six années de recherche pour démontrer la fausseté à court terme de la théorie selon laquelle la vie pourrait apparaître à partir de rien, et les microbes être générés spontanément.

#### Les questions précises

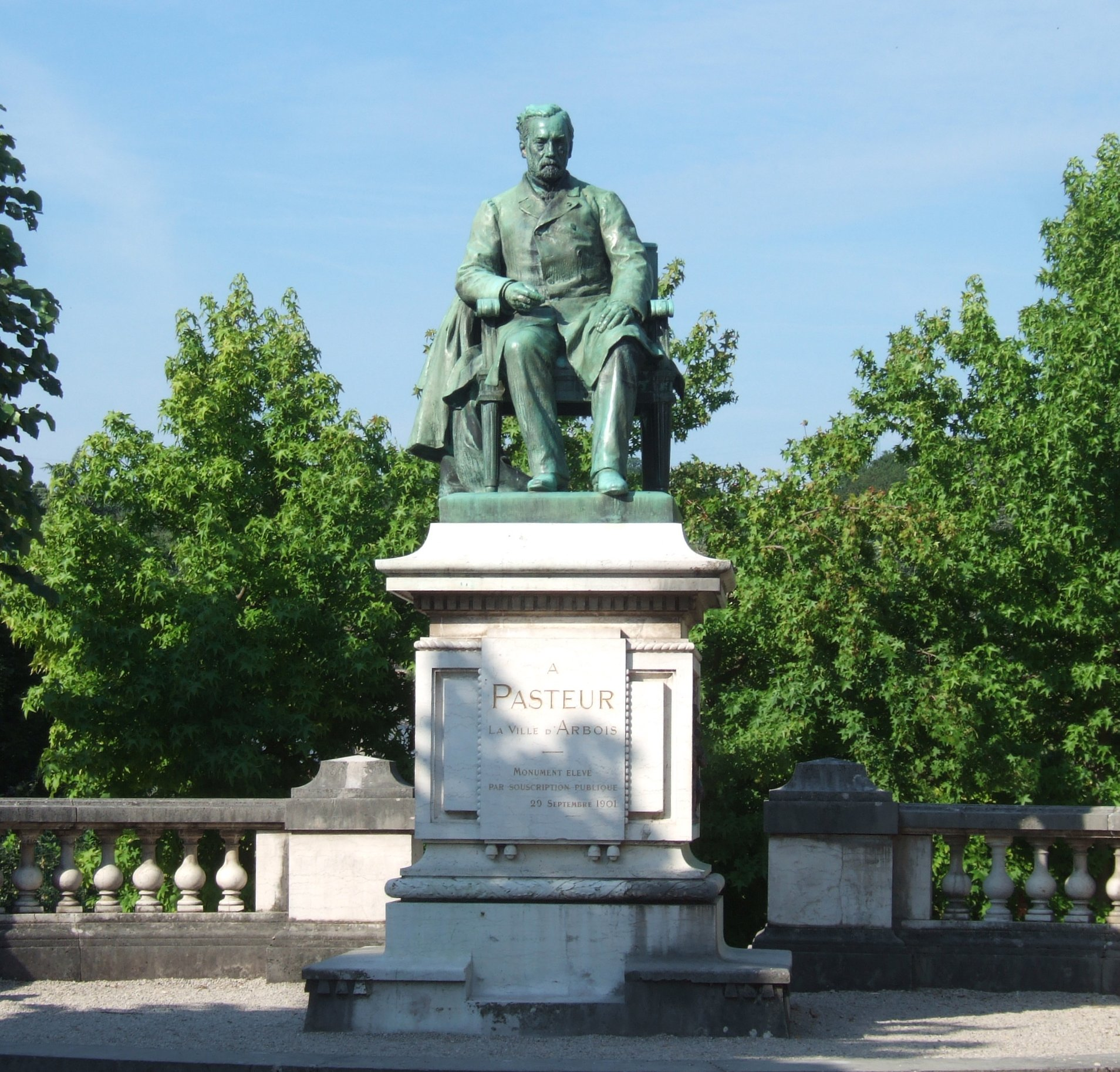
Monument à Pasteur, dans la ville d'Arbois.

Depuis le XVIIIe siècle, partisans et adversaires de la génération spontanée (aussi appelée hétérogénie) cherchent à réaliser des expériences décisives à l'appui de leur opinion.
Les partisans de cette théorie (appelés spontéparistes ou hétérogénistes) soutiennent que, quand le contact avec l'air fait apparaître sur certaines substances des êtres vivants microscopiques, cette vie tient son origine non pas d'une vie préexistante mais d'un pouvoir génésique de l'air.
Pour les adversaires de la génération spontanée, l'air amène la vie sur ces substances non par une propriété génésique mais parce qu'il véhicule des germes d'êtres vivants.
En 1791 déjà, Pierre Bulliard avance, à la suite d'expériences rigoureuses, que la putréfaction ne donne pas naissance à des êtres organisés et que toute moisissure ne peut survenir que de la « graine d'un individu de la même espèce ».
En 1837, encore, Schwann a fait une expérience que les adversaires de la génération spontanée considèrent comme probante en faveur de leur thèse : il a montré que si l'air est chauffé (puis refroidi) avant de pouvoir exercer son influence, la vie n'apparaît pas.
En 1847, M. Blondeau de Carolles faisant état d'une expérience reprenant celles conduites par Turpin conclut : « tout être organisé provient d'un germe qui, pour se développer, n'a besoin que de circonstances favorables, et que ce germe ne peut dévier de la mission qui lui est assignée, laquelle est de reproduire un être semblable à celui qui l'a formé ».
Le 20 décembre 1858, l'Académie des Sciences prend connaissance de deux notes où Félix Pouchet, naturaliste et médecin rouennais, prétend apporter une preuve définitive de la génération spontanée.
Le 3 janvier 1859, l'Académie des Sciences discute la note de Pouchet. Tous les académiciens qui participent à cette discussion : Milne Edwards, Payen, Quatrefages, Claude Bernard et Dumas, alléguant des expériences qu'ils ont faites eux-mêmes, s'expriment contre la génération spontanée, qui, d'ailleurs, est alors devenue une doctrine minoritaire.
Même après les discussions de l'Académie, il reste cependant deux points faibles dans la position des adversaires de la génération spontanée :
1. Sous certaines conditions, ils obtiennent, sans pouvoir l'expliquer, des résultats apparemment favorables à la génération spontanée[101] ;
2. Les procédés (chauffage, lavage à l'acide sulfurique, filtrage) par lesquels ils débarrassent l'air des germes qu'il pourrait véhiculer sont accusés par les spontéparistes de « tourmenter » l'air et de le priver de son pouvoir génésique[102].

« Personne, raconte Pasteur, ne sut indiquer la véritable cause d'erreur de ses expériences [= de Pouchet], et bientôt l'Académie, comprenant tout ce qui restait encore à faire, propose pour sujet de prix la question suivante : Essayer, par des expériences bien faites, de jeter un jour nouveau sur la question des générations spontanées ».
C'est Pasteur qui va obtenir le prix en 1862, pour ses travaux expérimentaux exposés dans son Mémoire sur les corpuscules organisés qui existent dans l'atmosphère. Examen de la doctrine des générations spontanées.

#### Les expériences de Pasteur
Ses expériences sont, pour l'essentiel, des versions améliorées de celles de ses prédécesseurs. Il comble de plus les deux desiderata signalés plus haut. Tout d'abord, il comprend que certains résultats antérieurs, apparemment favorables à la génération spontanée étaient dus à ce qu'on utilisait la cuve à mercure pour empêcher la pénétration de l'air ambiant : le mercure, tout simplement, est lui-même très sale.

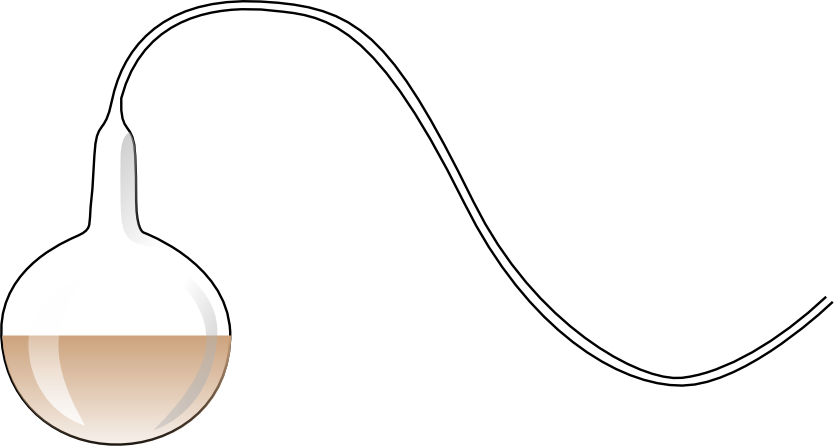
Ballon à « col de cygne » de Pasteur.

Ensuite, il présente une expérience qu'on ne peut pas accuser de « tourmenter » l'air : il munit des flacons d'un col en S (col de cygne) et constate que, dans un nombre appréciable de cas, l'air qui a traversé les sinuosités, sans avoir été ni chauffé, ni filtré ni lavé, ne provoque pas l'apparition d'êtres vivants sur les substances qui se trouvent au fond du flacon, alors qu'il la provoque sur une goutte placée à l'entrée du circuit. La seule explication de l'inaltération du fond est que des germes ont été arrêtés par les sinuosités et se sont déposés sur le verre. Cette expérience avait été suggérée à Pasteur par le chimiste Balard ; Chevreul en avait fait d'analogues dans ses cours.
Enfin, Pasteur réfute un argument propre à Pouchet : celui-ci, arguant de la constance avec laquelle (dans ses expériences, du moins) la vie apparaissait sur les infusions, concluait que, si la théorie de ses adversaires était exacte, les germes seraient à ce point ubiquitaires que « l'air dans lequel nous vivons aurait presque la densité du fer ». Pasteur fait des expériences en divers lieux, temps et altitudes et montre que (si on laisse pénétrer l'air ambiant sans le débarrasser de ses germes) la proportion des bocaux contaminés est d'autant plus faible que l'air est plus pur. Ainsi, sur la Mer de Glace, une seule des vingt préparations s'altère.

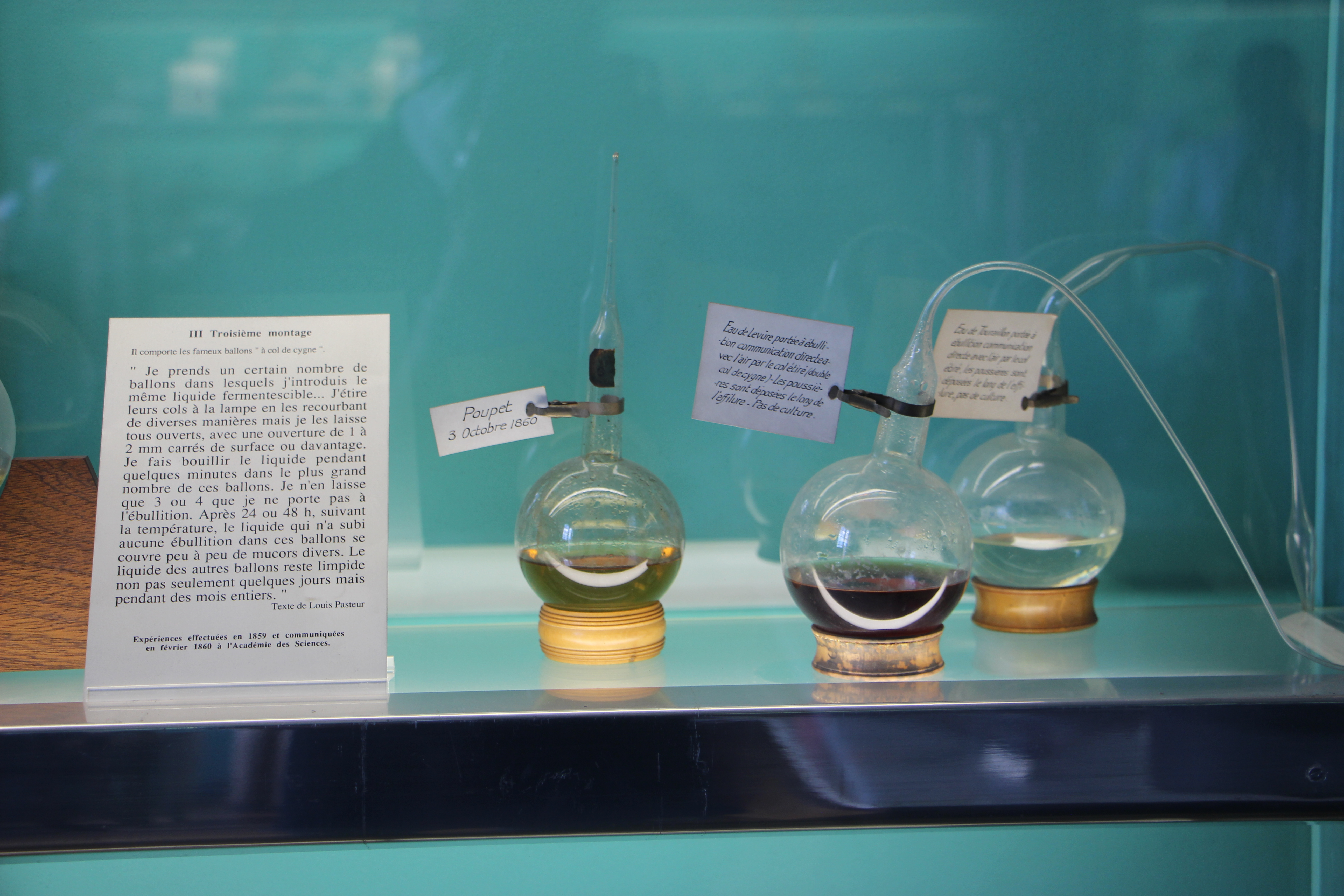
Ballons utilisés par Louis Pasteur lors de ces expériences autour de la génération spontanée (vitrine du musée Pasteur de Paris).

Dans l'expérience des ballons à col de cygne, l'air était de l'air normal, ni chauffé, ni filtré ni lavé chimiquement, mais la matière fermentescible était chauffée, ce dont un spontépariste aurait pu tirer argument pour prétendre que le résultat de l'expérience (non-apparition de la vie) ne provenait pas de l'absence des germes, mais d'une modification des propriétés de la matière fermentescible. En 1863, Pasteur montre que si on met un liquide organique tout frais (sang ou urine) en présence d'air stérilisé, la vie n'apparaît pas, ce qui, conclut-il, « porte un dernier coup à la doctrine des générations spontanées ».

#### Incomplétude de la démonstration de Pasteur
Il y avait toutefois une lacune dans la démonstration de Pasteur : alors qu'il se posait en réfutateur de Pouchet, il n'utilisa jamais une infusion de foin comme le faisait Pouchet. S'il l'avait fait, il se serait peut-être trouvé devant une difficulté inattendue. En effet, de 1872 à 1876, quelques années après la controverse Pasteur-Pouchet, Ferdinand Cohn établira qu'un bacille du foin, Bacillus subtilis, peut former des endospores qui le rendent résistant à l'ébullition.
À la lumière des travaux de Cohn, le pasteurien Émile Duclaux reconnaît que la réfutation de Pouchet par Pasteur devant la Commission académique des générations spontanées était erronée : « L'air est souvent un autre facteur important de la reviviscence des germes (…). [Le] foin contient d'ordinaire, comme Cohn l'a montré depuis, un bacille très ténu (…). C'est ce fameux bacillus subtilis (…). Ses spores, en particulier, peuvent supporter plusieurs heures d'ébullition sans périr, mais elles sont d'autant plus difficiles à rajeunir qu'elles ont été plus maltraitées. Si on ferme à la lampe le col du ballon qui les contient, au moment où le liquide qui les baigne est en pleine ébullition elles ne sont pas mortes, mais elles ne se développent pas dans le liquide refroidi et remis à l'étuve, parce que l'air fait défaut. Si on laisse rentrer cet air, l'infusion se peuple, et se peuplerait encore si on ne laissait rentrer que de l'air chauffé, car l'air n'agit pas, comme le croyait Pasteur au moment des débats devant la Commission académique des générations spontanées, en apportant des germes : c'est son oxygène qui entre seul en jeu. » (Émile Duclaux ajoute que Pasteur revint de son erreur).
L'air comme facteur de reviviscence de germes non pas morts, mais en état de non-développement, telle est donc l'explication que la science a fini par préférer à l'air convoyeur de germes pour rendre compte d'un phénomène que Pouchet, pour sa part, interprétait comme suit : « les Proto-organismes, qui naissent spontanément (...) ne sont pas extraits de la matière brute proprement dite, ainsi que l'ont prétendu quelques fauteurs [= partisans] de l'hétérogénie, mais bien des particules organiques, débris des anciennes générations d'animaux et de plantes, qui se trouvent combinées aux parties constituantes des minéraux. Selon cette doctrine, ce ne sont donc pas des molécules minérales qui s'organisent, mais bien des particules organiques qui sont appelées à une nouvelle vie ».
On considère que c'est John Tyndall qui, en suivant les idées de Cohn, mettra la dernière main à la réfutation de la génération spontanée.
Pasteur estimait d'ailleurs que la génération spontanée n'était pas réfutée de façon absolue, mais seulement dans les expériences par lesquelles on avait prétendu la démontrer. Dans un texte non publié de 1878, il déclarait ne pas juger la génération spontanée impossible.

#### Critiques «externalistes»
Si l'on peut reprocher à Pasteur comme un manque de rigueur le fait de ne pas avoir cherché à répéter vraiment les expériences de Pouchet, il y a une autre circonstance où, dans ses travaux sur la génération spontanée, Pasteur peut sembler tendancieux, puisqu'il admet avoir passé sous silence des constatations qui n'allaient pas dans le sens de sa thèse. En effet, travaillant à l'aide de la cuve à mercure alors qu'il n'avait pas encore compris que le mercure apporte lui-même des germes, il avait obtenu des résultats apparemment favorables à la génération spontanée : « Je ne publiai pas ces expériences ; les conséquences qu'il fallait en déduire étaient trop graves pour que je n'eusse pas la crainte de quelque cause d'erreur cachée, malgré le soin que j'avais mis à les rendre irréprochables. J'ai réussi, en effet, plus tard, à reconnaître cette cause d'erreur ».
Se fondant sur ces deux entorses de Pasteur à la pure méthode scientifique, et aussi sur ce qu'ils considéraient comme l'évidente partialité de l'Académie des sciences en faveur de Pasteur, Farley et Geison, dans un article de 1974, ont soutenu qu'un facteur externe à la science intervenait dans la démarche de Pasteur et de l'Académie des sciences : le désir de faire échec aux idées matérialistes et subversives dont la génération spontanée passait pour être l'alliée. (Pasteur, qui était spiritualiste, voyait un lien entre matérialisme et adhésion à la génération spontanée, mais se défendait de s'être lui-même laissé influencer par cette sorte de considérations dans ses travaux scientifiques.) Dans son livre de 1995, Geison reprend une bonne part de l'article de 1974, mais reconnaît que cet article était trop « externaliste » au détriment de Pasteur et faisait la part trop belle à Pouchet.
H. Collins et T. Pinch, en 1993, prennent eux aussi pour point de départ de leur réflexion les deux entorses de Pasteur à la pure méthode scientifique et la partialité de l'Académie des sciences, ils mentionnent eux aussi (brièvement) les enjeux religieux et politiques que certains croyaient voir dans la question, mais n'évoquent pas la possibilité que Pasteur lui-même ait cédé à de tels mobiles idéologiques. En fait, ils exonèrent Pasteur et blâment plutôt une conception aseptisée de la méthode scientifique : « Pasteur savait ce qui devait être considéré comme un résultat et ce qui devait l'être comme une 'erreur'. Pasteur était un grand savant, mais la manière dont il a agi ne s'approche guère de l'idéal de la méthode scientifique proposé de nos jours. On voit mal comment il aurait pu transformer à ce point notre conception de la nature des germes s'il avait dû adopter le modèle de comportement stérile qui passe aux yeux de beaucoup pour le parangon de l'attitude scientifique ».
Signalons cependant, à propos de cette apologie un peu cynique, que des voix se sont élevées contre la tendance de certains théoriciens « externalistes » ou « relativistes » des sciences à réduire l'activité scientifique, et notamment celle de Pasteur, à des manœuvres et à des coups de force où la rationalité aurait assez peu de part.
Dans un article de 1999 et un livre de 2003, D. Raynaud a réexaminé la controverse sur la génération spontanée en partant de la correspondance non publiée entre les membres de l'Académie des Sciences et Pouchet. À partir de quatre arguments principaux, il a conclu à l'inanité de l'apologie de Pouchet présentée par certains historiens et sociologues « relativistes » des sciences.
- Défaite de Pouchet. En 1862, après avoir déposé son mémoire pour le concours du prix Alhumbert, Pouchet décida de se retirer du concours, contribuant ainsi à assurer la victoire de Pasteur. En 1864, après avoir demandé que la controverse soit tranchée par une commission d'expertise (MHNR, FAP 3978), Pouchet recula parce que les résultats seraient « compromis par les basses températures du printemps ». Les expériences reportées au mois de juin, Pouchet refusa une nouvelle fois de se présenter à Paris. Dans une lettre du 18 juin 1864, Flourens devait lui laisser une dernière chance de faire ses expériences mais il se défaussa encore, laissant la commission expertiser les seuls travaux de Pasteur.
- Coalition anti-Pouchet. Raynaud note que la coalition anti-Pouchet au sein de l'Académie des Sciences a été plus supposée que réellement démontrée. La correspondance montre que Pouchet avait des relations suivies et amicales avec plusieurs académiciens, en particulier Geoffroy Saint-Hilaire, Serres, Coste et Flourens, secrétaire perpétuel de l'Académie des Sciences[129].
- Qualités d'expérimentateur. Raynaud pondère les erreurs de méthode de Pasteur, qui sont souvent mises en exergue, par celles, moins connues, de son adversaire rouennais. L'argument du Bacillus subtilis est fragilisé par le fait que Pouchet « porta le corps putrescible à 200 °C, 250 °C et même plus, sans entraver l'apparition des micro-organismes »[130]. Pouchet pensait avoir démontré expérimentalement que la lumière rouge favorise l'apparition des micro-organismes d'origine animale, la lumière verte, celle des microphytes[131]. Il admettait par ailleurs les pluies de grenouilles et les «avalanches d'épinoches» comme preuves irréfutables de la génération spontanée[132].
- Probité intellectuelle. En 1863, Pouchet, Joly et Musset tentèrent de reproduire les expériences de Pasteur dans les Pyrénées. Ils ouvrent quatre ballons (A, B, C, D) au village de Rencluse à 2 083 m d'altitude ; quatre autres ballons (E, F, G, H) sur les glaciers de la Maladeta à 3 000 m d'altitude. À leurs yeux, tous les ballons contiennent des micro-organismes. La note des Comptes rendus de l'Académie des Sciences de 1863 ne décrivant pas le contenu des ballons un à un, Pasteur sommera Pouchet d'expliquer ce que sont devenus les ballons manquants (B, C, G, H). Pouchet demande alors à Joly de répondre: «Vous voyez où il veut en venir. Pondérez bien vos phrases». Par ailleurs, selon D. Raynaud, l'apologie de Pouchet se fonderait sur la prise en compte par les historiens et sociologues des sciences du témoignage de Pennetier, disciple de Pouchet, qui tire sa lecture de la controverse d'une lettre présumée d'Isidore Geoffroy Saint-Hilaire du 31 août 1859, qui est un faux de Pouchet.

### Les maladies du vin et la pasteurisation

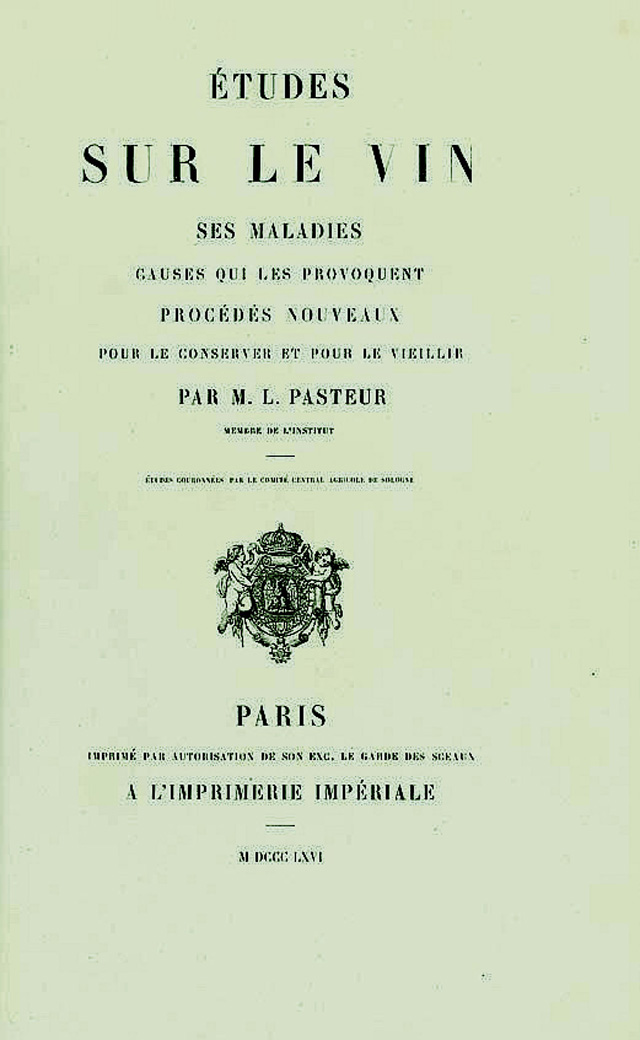
Études sur le vin Louis Pasteur, édition de 1866.

En 1862, Pasteur confirme l'opinion formulée dès 1822 par Christiaan Hendrik Persoon, en établissant le rôle d'un microorganisme, le mycoderma aceti (renommé Acetobacter aceti) dans la formation du vinaigre.
En 1863, il y a déjà quelques années que les maladies des vins français grèvent lourdement le commerce. Napoléon III demande à Pasteur, spécialiste de la fermentation et de la putréfaction, de chercher un remède : Pasteur, qui transporta deux années de suite en automne son laboratoire à Arbois, publiera les résultats de ses travaux dans Études sur le vin en 1866 (il avait publié un premier papier sur le sujet dès 1863). Il propose de chauffer le vin à 57 °C afin de tuer les germes et résout ainsi le problème de sa conservation et du transport, c'est la pasteurisation. Il a au sujet de ce procédé une querelle de priorité avec l'œnologue Alfred de Vergnette de Lamotte, dans laquelle les savants Balard et Thenard prennent parti respectivement pour Pasteur et pour Vergnette. Pasteur et Vergnette avaient d'ailleurs été tous deux précédés par Nicolas Appert qui avait publié le chauffage des vins en 1831 dans son ouvrage Le livre de tous les ménages. La découverte de la pasteurisation vaudra à Pasteur le Mérite Agricole, mais aussi le Grand Prix de l’Exposition universelle (1867).
Des dégustateurs opérant à l'aveugle avaient conclu que la pasteurisation n'altérait pas le bouquet des grands vins, mais « Pasteur fut forcé de reconnaître la forte influence de l'imagination après avoir vu sa commission d'expertise renverser complètement ses conclusions sur le même vin en l'espace de quelques jours ». Finalement, la pasteurisation du vin n'eut pas un grand succès et fut abandonnée avant la fin du XIXe siècle. Avant la Première Guerre mondiale, l'Institut Pasteur pratiqua sur le vin une pasteurisation rapide en couche mince qui ne se répandit guère mais fit plus tard « un retour triomphal en France sous son nom américain » de flash pasteurization.
En Bourgogne, la pasteurisation du vin a été abandonnée dans les années 1930.
Les maladies microbiennes du vin ont été évitées par d'autres moyens que la pasteurisation : conduite rationnelle des fermentations, sulfitage des vendanges, réduction des populations contaminantes par différents procédés de clarification. D'un emploi malaisé au niveau du chai, où elle ne met pas en outre la cuvée à l'abri d'une contamination postérieure au chauffage, la pasteurisation a toutefois son utilité pour certains types de vins, - d'ailleurs plutôt de qualité moyenne et de consommation rapide — au moment de l'embouteillage où l'on préfère parfois les techniques de sulfitage et de filtration stérile (mais la brasserie recourt plus volontiers à la pasteurisation).
Pour sa mise en évidence du rôle des organismes vivants dans la fermentation alcoolique et pour les conséquences d'ordre pratique qu'il en a tirées, Pasteur est considéré comme le fondateur de l’œnologie, dont Chaptal avait posé les premiers jalons. Toutefois, en limitant l'action positive aux seules levures, Pasteur n'a pas pu voir le rôle de certaines bactéries dans le déclenchement de la fermentation malolactique (rôle qui, une fois redécouvert -en 1946- permettra une conduite beaucoup plus subtile de la vinification).
Contrairement à la pasteurisation du vin, la pasteurisation du lait, à laquelle Pasteur n'avait pas pensé (c'est le chimiste allemand Franz von Soxhlet qui, en 1886, proposa d'appliquer la pasteurisation au lait), s'implanta durablement. (Ici encore, d'ailleurs, on marchait sur les traces d'Appert).

### Les fermentations mènent aux maladies contagieuses

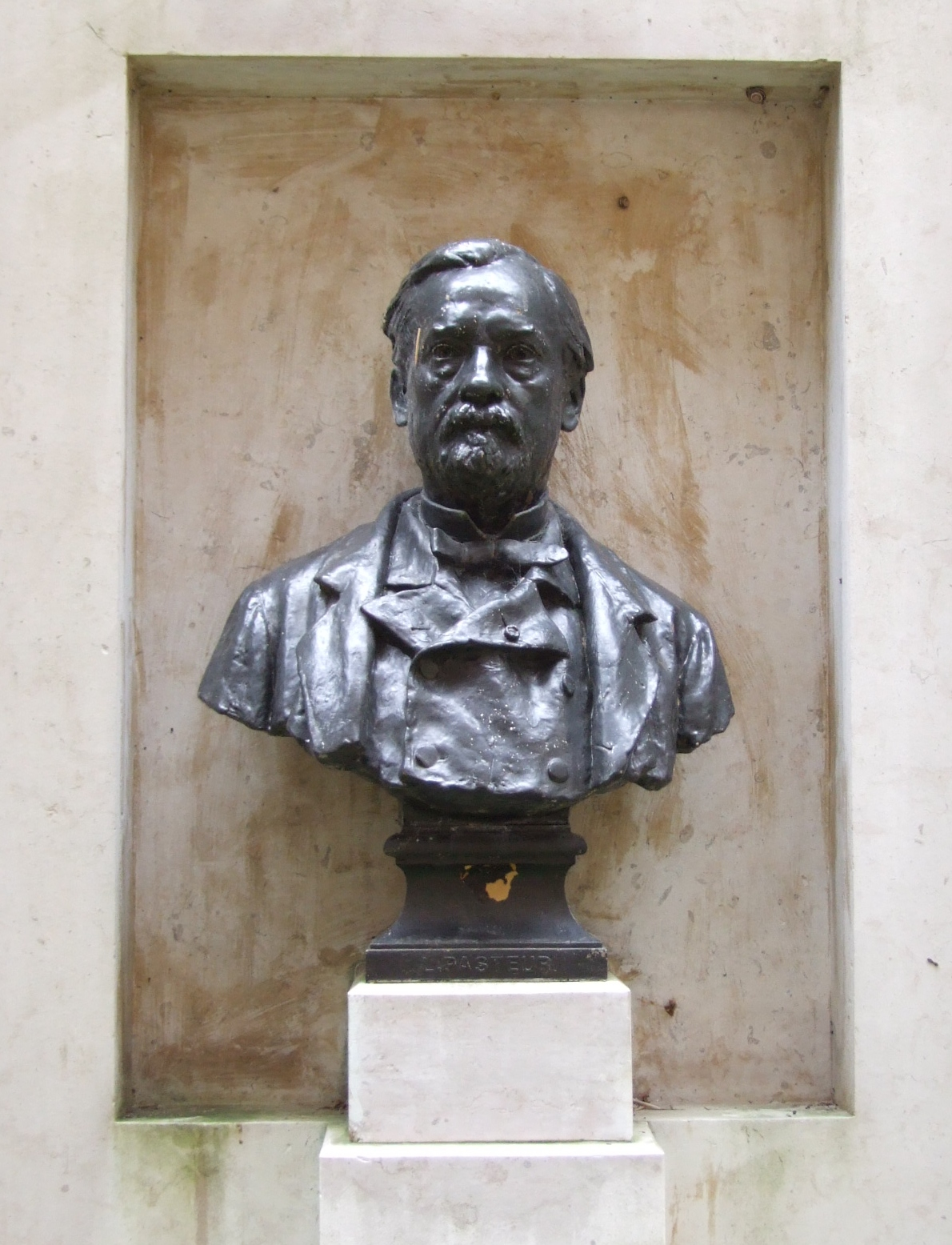
Buste de Pasteur à Dole.

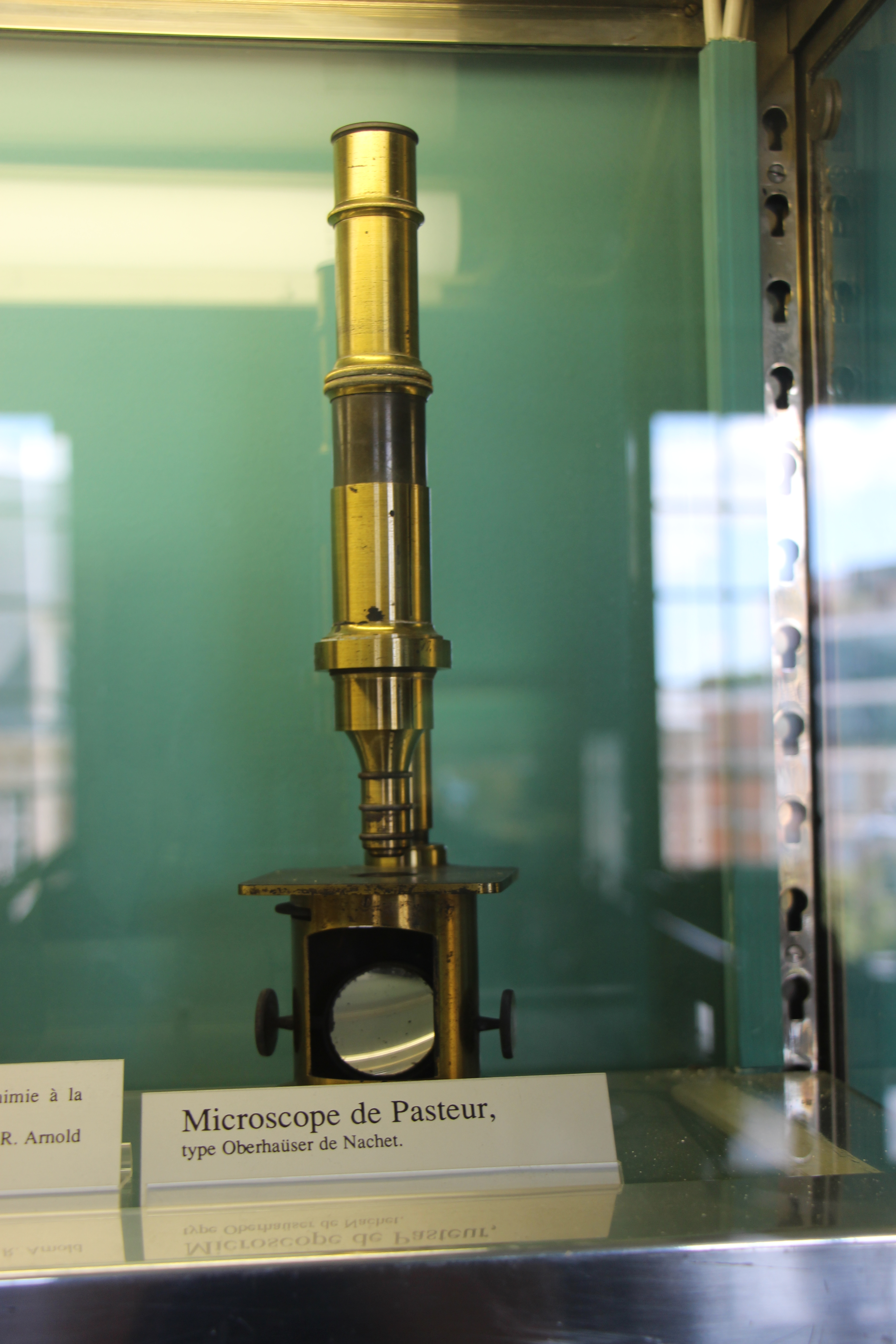
Microscope de Louis Pasteur (vitrine du musée Pasteur de Paris).

La théorie de l'origine microbienne des maladies contagieuses, appelée théorie microbienne ou théorie des germes, existait depuis longtemps, mais seulement à l'état d'hypothèse. La première démonstration de la nature vivante d'un agent infectieux est établie en 1687 par deux élèves de Francesco Redi, Giovanni Cossimo Bonomo et Diacinto Cestoni qui montrent, grâce à l'utilisation du microscope, que la gale est causée par un petit parasite, Sarcoptes scabiei. Cette découverte n'eut pourtant alors aucun écho. Vers 1835, quelques savants, dont on a surtout retenu Agostino Bassi, prouvent qu'une des maladies du ver à soie, la muscardine, est causée par un champignon microscopique. En 1836-37 Alfred Donné décrit le protiste responsable de la trichomonose : Trichomonas vaginalis. En 1839 Johann Lukas Schönlein identifie l'agent des teignes faviques : Trichophyton schoenleinii ; en 1841, le Suédois Frederick Theodor Berg identifie Candida albicans, l'agent du Muguet buccal et en 1844, David Gruby identifie l'agent des teignes tondantes, Trichophyton tonsurans (cette dernière découverte apparemment oubliée, fut faite de nouveau par Saboureau en 1894). Il s'agissait là toutefois de protozoaires ou d'organismes multicellulaires. En 1861, Anton de Bary établit le lien de causalité entre le mildiou de la pomme de terre - responsable notamment de la Grande Famine en Irlande - et le champignon Botrytis infestans (qui avait déjà été observé par Miles Joseph Berkeley en 1845).
Dans un essai de 1840, Friedrich Gustav Jakob Henle, faisant écho aux travaux de Bassi sur la nature microbienne de la muscardine du ver à soie et à ceux de Cagniard de Latour et de Theodor Schwann sur la nature vivante de la levure, avait développé une théorie microbienne des maladies contagieuses et formulé les critères permettant selon lui de décider si telle maladie a pour cause tel micro-organisme.
La théorie, en dépit de ces avancées, rencontrait des résistances et se développait assez lentement, notamment pour ce qui est des maladies contagieuses humaines. Ainsi, la découverte du bacille du choléra était restée quasiment lettre morte quand Pacini l'avait publiée en 1854, alors qu'elle devait trouver immédiatement une vaste audience quand Koch la refit en 1883. À l'époque des débuts de Pasteur, donc, la théorie microbienne existe, même si elle est encore dans l'enfance. D'autre part, il est de tradition, surtout depuis le XVIIIe siècle, de souligner l'analogie entre les maladies fiévreuses et la fermentation. Il n'est donc pas étonnant, dans ce contexte, que les travaux de Pasteur sur la fermentation aient stimulé le développement de la théorie microbienne des maladies contagieuses. En 1860, après avoir réaffirmé le rôle des organismes vivants dans la putréfaction et la fermentation, Pasteur lui-même ajoutait : « Je n'ai pas fini cependant avec toutes ces études. Ce qu'il y aurait de plus désirable serait de les conduire assez loin pour préparer la voie à une recherche sérieuse de l'origine de diverses maladies ». Casimir Davaine, au début de ses publications de 1863 sur le charbon, qui sont maintenant considérées comme la première preuve de l'origine microbienne d'une maladie transmissible à l'homme, écrivait « M. Pasteur, en février 1861, publia son remarquable travail sur le ferment butyrique, ferment qui consiste en petites baguettes cylindriques, possédant tous les caractères des vibrions ou des bactéries. Les corpuscules filiformes que j'avais vus dans le sang des moutons atteints de sang de rate [= charbon] ayant une grande analogie de forme avec ces vibrions, je fus amené à examiner si des corpuscules analogues ou du même genre que ceux qui déterminent la fermentation butyrique, introduits dans le sang d'un animal, n'y joueraient pas de même le rôle d'un ferment ». Pasteur lui-même, en 1880, rappelle ses travaux sur les fermentations et ajoute : « La médecine humaine, comme la médecine vétérinaire, s'emparèrent de la lumière que leur apportaient ces nouveaux résultats. On s'empressa notamment de rechercher si les virus et les contages ne seraient pas des êtres animés. Le docteur Davaine (1863) s'efforça de mettre en évidence les fonctions de la bactéridie du charbon, qu'il avait aperçue dès l'année 1850 ».On verra toutefois que Pasteur, quand il aura à s'occuper des maladies des vers à soie, en 1865, commencera par nier le caractère microbien de la pébrine, compris par d'autres avant lui. Quant aux maladies contagieuses humaines, c'est seulement à partir de 1877 qu'il participera personnellement au développement de leur connaissance. (Dès 1873 Gerhard Armauer Hansen, porté par la conclusion de Pasteur dans le débat sur la génération spontanée certes, mais aussi lecteur de Charles-Louis Drognat-Landré et de Davaine, identifie l'agent causal de la lèpre. Cette découverte, toutefois, ne fera pas immédiatement l'unanimité.).

### Antisepsie et asepsie

#### Antisepsie
Le chirurgien anglais Joseph Lister, après avoir lu les travaux de Pasteur sur la fermentation (où la putréfaction est expliquée, comme la fermentation, par l'action d'organismes vivants), se convainc que l'infection postopératoire (volontiers décrite à l'époque comme une pourriture, une putréfaction) est due elle aussi à des organismes microscopiques. Ayant lu ailleurs que l'acide phénique (phénol) détruisait les entérozoaires qui infectaient certains bestiaux, il lave les blessures de ses opérés à l'eau phéniquée et leur applique un coton imbibé d'acide phénique. Le résultat est une réduction drastique de l'infection et de la mortalité.
Lister publie sa théorie et sa méthode en 1867, en les rattachant explicitement aux travaux de Pasteur. Dans une lettre de 1874, il remercie Pasteur « pour m'avoir, par vos brillantes recherches, démontré la vérité de la théorie des germes de putréfaction, et m'avoir ainsi donné le seul principe qui ait pu mener à bonne fin le système antiseptique ».
L'antisepsie listérienne, dont l'efficacité triomphera en quelques années des résistances, est, au point de vue théorique, une branche importante de la théorie microbienne. Sur le plan pratique, toutefois, elle n'est pas entièrement satisfaisante : Lister, qui n'a pensé qu'aux germes présents dans l'air, et non à ceux que propagent l'eau, les mains des opérateurs ainsi que les instruments et les tissus qu'ils emploient, attaque les microbes dans le champ opératoire, en vaporisant l'acide phénique dans l'air et en l'appliquant sur les plaies. C'est assez peu efficace quand il faut opérer en profondeur et, de plus, l'acide phénique a un effet caustique sur l'opérateur et sur le patient. On cherche donc bientôt à prévenir l'infection (asepsie) plutôt qu'à la combattre (antisepsie).

#### Asepsie
Pasteur « est de ceux qui cherchent à dépasser l'antisepsie par l'asepsie ». À la séance du 30 avril 1878 de l'Académie de médecine, il attire l'attention sur les germes propagés par l'eau, l'éponge ou la charpie avec lesquelles les chirurgiens lavent ou recouvrent les plaies et leur recommande de ne se servir que d'instruments d'une propreté parfaite, de se nettoyer les mains puis de les soumettre à un flambage rapide et de n'employer que de la charpie, des bandelettes, des éponges et de l'eau préalablement exposées à diverses températures qu'il précise. Les germes en suspension dans l'air autour du lit du malade étant beaucoup moins nombreux que dans l'eau et à la surface des objets, ces précautions permettraient d'utiliser un acide phénique assez dilué pour ne pas être caustique.
Certes, ces recommandations n'étaient pas d'une nouveauté absolue : Semmelweis et d'autres avant lui (par exemple Claude Pouteau et Jacques-Mathieu Delpech,) avaient déjà compris que les auteurs des actes médicaux pouvaient eux-mêmes transmettre l'infection, et ils avaient fait des recommandations en conséquence, mais les progrès de la théorie microbienne avaient tellement changé les données que les conseils de Pasteur reçurent beaucoup plus d'audience que ceux de ses prédécesseurs.
En préconisant ainsi l'asepsie, Pasteur traçait une voie qui serait suivie (non sans résistances du corps médical) par Octave Terrillon (1883), Ernst von Bergmann et William Halsted,.

### Lutte contre les maladies des vers à soie

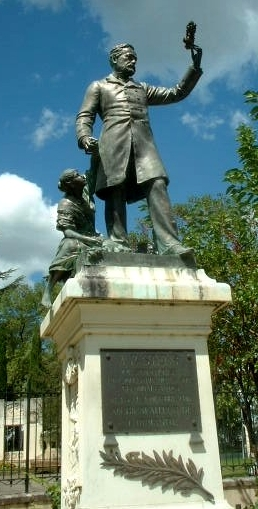
Hommage aux travaux de Pasteur sur le ver à soie à Alès.

En 1865, Jean-Baptiste Dumas, sénateur et ancien ministre de l'Agriculture et du commerce, demande à Pasteur d'étudier une nouvelle maladie qui décime les élevages de vers à soie du sud de la France et de l'Europe, la pébrine, caractérisée à l'échelle macroscopique par des taches noires et à l'échelle microscopique par les « corpuscules de Cornalia ». Pasteur accepte et fera cinq longs séjours à Alès, entre le 7 juin 1865 et 1869.

#### Erreurs initiales
Arrivé à Alès, Pasteur se familiarise avec la pébrine et aussi avec une autre maladie du ver à soie, connue plus anciennement que la pébrine : la flacherie ou maladie des morts-flats. Contrairement, par exemple, à Quatrefages, qui avait forgé le mot nouveau pébrine, Pasteur commet l'erreur de croire que les deux maladies n'en font qu'une et même que la plupart des maladies des vers à soie connues jusque-là sont identiques entre elles et à la pébrine. C'est dans des lettres du 30 avril et du 21 mai 1867 à Dumas qu'il fait pour la première fois la distinction entre la pébrine et la flacherie.
Il commet une autre erreur : il commence par nier le caractère « parasitaire » (microbien) de la pébrine, que plusieurs savants (notamment Antoine Béchamp) considéraient comme bien établi. Même une note publiée le 27 août 1866 par Balbiani, que Pasteur semble d'abord accueillir favorablement, reste sans effet, du moins immédiat. « Pasteur se trompe. Il ne changera d'opinion que dans le courant de 1867 ».

#### Victoire sur la pébrine
Alors que Pasteur n'a pas encore compris la cause de la maladie, il propage un procédé efficace pour enrayer les infections : on choisit un échantillonnage de chrysalides, on les broie et on recherche les corpuscules dans le broyat ; si la proportion de chrysalides corpusculeuses dans l'échantillonnage est très faible, on considère que la chambrée est bonne pour la reproduction. Cette méthode de tri des « graines » (œufs) est proche d'une méthode qu'avait proposée Osimo quelques années auparavant, mais dont les essais n'avaient pas été concluants. Par ce procédé, Pasteur jugule la pébrine et sauve pour beaucoup l'industrie de la soie dans les Cévennes,.

#### La flacherie résiste
En 1884, Balbiani, qui faisait peu de cas de la valeur théorique des travaux de Pasteur sur les maladies des vers à soie, reconnaissait que son procédé pratique avait remédié aux ravages de la pébrine, mais ajoutait que ce résultat tendait à être contrebalancé par le développement de la flacherie, moins bien connue et plus difficile à prévenir. En 1886, la Société des agriculteurs de France émettait le vœu « que le gouvernement examine s’il n'y avait pas lieu de procéder à de nouvelles études scientifiques et pratiques sur le caractère épidémique des maladies des vers à soie et sur les moyens de combattre cette influence ». Decourt, qui cite ce vœu, donne des chiffres dont il conclut qu'après les travaux de Pasteur, la production des vers à soie resta toujours très inférieure à ce qu'elle avait été avant l'apparition de la pébrine et conteste dès lors à Pasteur le titre de « sauveur de la sériciculture française ».

### Microbes et vaccins
À partir de 1876, Pasteur travaille successivement sur le filtre et l'autoclave, tous deux mis au point par Charles Chamberland (1851-1908), et aussi sur le flambage des vases.
Bien que ses travaux sur les fermentations, comme on l'a vu, aient stimulé le développement de la théorie microbienne des maladies contagieuses, et bien que, dans l'étude des maladies des vers à soie, il ait fini par se ranger à l'opinion de ceux qui considéraient la pébrine comme « parasitaire », Pasteur, à la fin de 1876 (année où l'Allemand Robert Koch a fait progresser la connaissance de la bactérie du charbon), est encore indécis sur l'origine des maladies contagieuses humaines : « Sans avoir de parti pris dans ce difficile sujet, j'incline par la nature de mes études antérieures du côté de ceux qui prétendent que les maladies contagieuses ne sont jamais spontanées (…) Je vois avec satisfaction les médecins anglais qui ont étudié la fièvre typhoïde avec le plus de vigueur et de rigueur repousser d'une manière absolue la spontanéité de cette terrible maladie ». Mais il devient bientôt un des partisans les plus actifs et les plus en vue de la théorie microbienne des maladies contagieuses, domaine où son plus grand adversaire est Robert Koch, leur rivalité féroce (sur fond de guerre franco-prussienne) mais féconde s'étendant aux écoles qu’ils ont créées et se manifestant d'abord sur l'étiologie du charbon, puis sur le choléra, la sérothérapie antidiphtérique et la peste. En 1877, Pasteur découvre le « vibrion septique », qui provoque un type de septicémie et avait obscurci l'étiologie du charbon; ce microbe sera nommé plus tard Clostridium septicum. En 1880, il découvre le staphylocoque, qu'il identifie comme responsable des furoncles et de l'ostéomyélite. Son combat en faveur de la théorie microbienne ne l'empêche d'ailleurs pas de reconnaître l'importance du « terrain », importance illustrée par l'immunisation vaccinale, à laquelle il va consacrer la dernière partie de sa carrière.

#### Les inoculateurs avant Pasteur: à la recherche de l'atténuation
Quand Pasteur commence ses recherches sur les vaccins, on fait des inoculations préventives contre une maladie humaine, la variole (la méthode de Jenner est célèbre), et contre deux maladies du bétail : la clavelée, maladie du mouton, et la péripneumonie bovine.
Certains clavelisateurs cherchent à atténuer la virulence du claveau (la substance morbide injectée) par culture ou par inoculations successives d'animal à animal, mais, selon un dictionnaire de l'époque, leurs résultats sont illusoires.

#### Le vaccin contre le choléra des poules

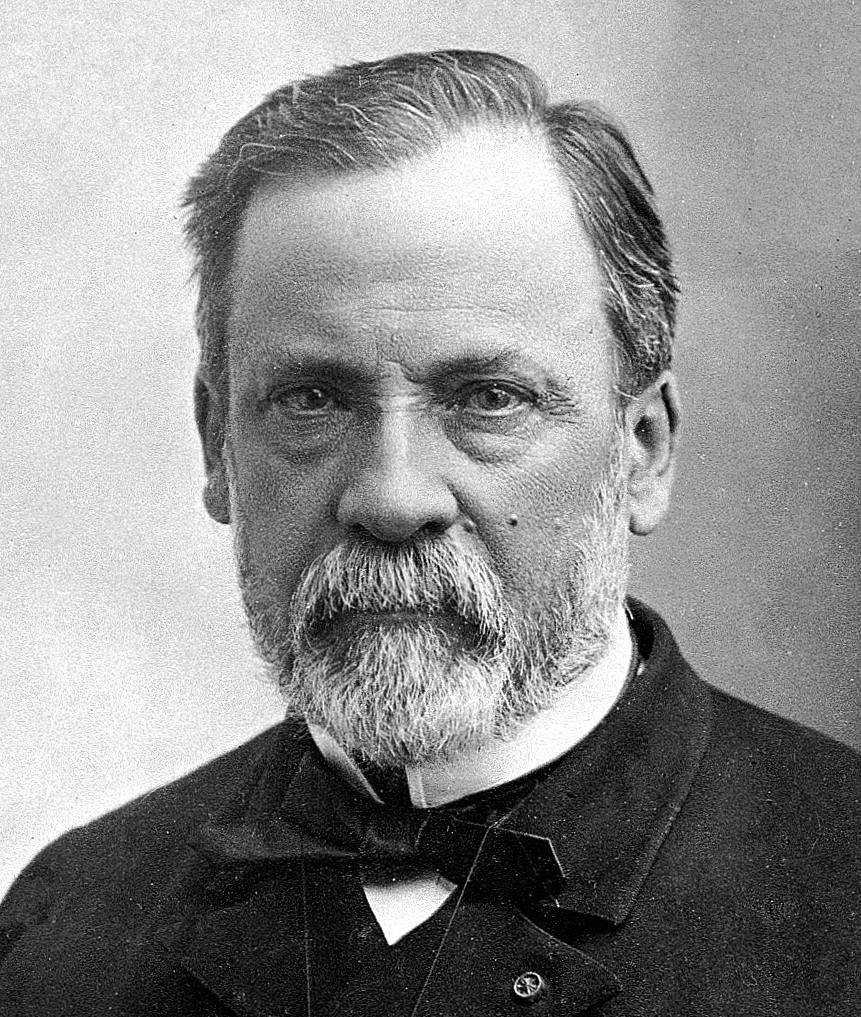
Louis Pasteur par le photographe Félix Nadar en 1878.

Le germe du choléra des poules, nommé ensuite Pasteurella avicida, fut isolé en 1879 par l'italien Perroncito ; la même année Henry Toussaint réussit à le cultiver. C'est d'ailleurs auprès de Toussaint que Pasteur se procura la souche du microbe de choléra des poules.

##### Un don du hasard?
Durant l'été 1879, Pasteur et ses collaborateurs, Émile Roux et Émile Duclaux, découvrent que les poules auxquelles on a inoculé des cultures vieillies du microbe du choléra des poules non seulement ne meurent pas mais résistent à de nouvelles infections — c'est la découverte d'un vaccin d'un nouveau type : contrairement à ce qui était le cas dans la vaccination contre la variole, on ne se sert pas, comme vaccin, d'un virus bénin fourni par la nature (sous forme d'une maladie bénigne qui immunise contre la maladie grave) mais on provoque artificiellement l'atténuation d'une souche initialement très virulente et c'est le résultat de cette atténuation qui est utilisé comme vaccin.
S'il faut en croire la version célèbre de René Vallery-Radot et d'Émile Duclaux, c'est en reprenant de vieilles cultures oubliées (ou laissées de côté pendant les vacances) qu'on se serait aperçu avec surprise qu'elles ne tuaient pas et même immunisaient. Il y aurait là un cas de sérendipité.
Antonio Cadeddu, toutefois, rappelle que « depuis les années 1877-1878, [Pasteur] possédait parfaitement le concept d'atténuation de la virulence ». C'est un des motifs pour lesquels Cadeddu, à la suite de Mirko Grmek, met en doute le rôle allégué du hasard dans la découverte du procédé d'atténuation de la virulence et pense que cette atténuation a sûrement été recherchée activement, ce que les notes de laboratoire de Pasteur semblent bien confirmer.

##### Irrégularité du vaccin contre le choléra des poules
Dans sa double communication du 26 octobre 1880 à l'Académie des Sciences et à l'Académie de médecine, Pasteur attribue l'atténuation de la virulence au contact avec l'oxygène. Il dit que des cultures qu'on laisse vieillir au contact de l'oxygène perdent de leur virulence au point de pouvoir servir de vaccin, alors que des cultures qu'on laisse vieillir dans des tubes à l'abri de l'oxygène gardent leur virulence. Il reconnaît toutefois dans une note de bas de page que l'oxygène ne joue pas toujours son rôle d'atténuation, ou pas toujours dans les mêmes délais : « Puisque, à l'abri de l'air, l'atténuation n'a pas lieu, on conçoit que, si dans une culture au libre contact de l'air (pur) il se fait un dépôt du parasite en quelque épaisseur, les couches profondes soient à l'abri de l'air, tandis que les superficielles se trouvent dans de tout autres conditions. Cette seule circonstance, jointe à l'intensité de la virulence, quelle que soit, pour ainsi dire, la quantité du virus employé, permet de comprendre que l'atténuation d'un virus ne doit pas nécessairement varier proportionnellement au temps d'exposition à l'air ».
Certains voient là un demi-aveu de l'irrégularité du vaccin, irrégularité que la suite confirma : « Cette voie, que le génie de Pasteur avait ouverte et qui fut ensuite si féconde, se révéla bientôt fermée en ce qui concerne la vaccination anti-pasteurellique de la poule. Des difficultés surgirent dans la régularité de l'atténuation et de l'entretien de la virulence à un degré déterminé et fixe ».

##### Rôle de l'oxygène?
La théorie de Pasteur, selon laquelle la virulence du vaccin était atténuée par l'action de l'oxygène, n'a pas été retenue. Th. D. Brock, après avoir présenté comme vraisemblable l'explication, étrangère à Pasteur, de l'atténuation dans les cultures par mutations et sélection (l'organisme vivant, qui possède des défenses immunitaires, exerce une sélection en défaveur des microbes mutants peu virulents, ce qui n'est pas le cas dans les cultures), ajoute : « Ses recherches [= de Pasteur] sur les effets de l'oxygène sont quelque chose de curieux. Bien que l'oxygène puisse jouer un rôle en accélérant les processus d'autolyse, il n'a probablement pas une action aussi directe que Pasteur le pensait ».

#### Le vaccin contre la maladie du charbon

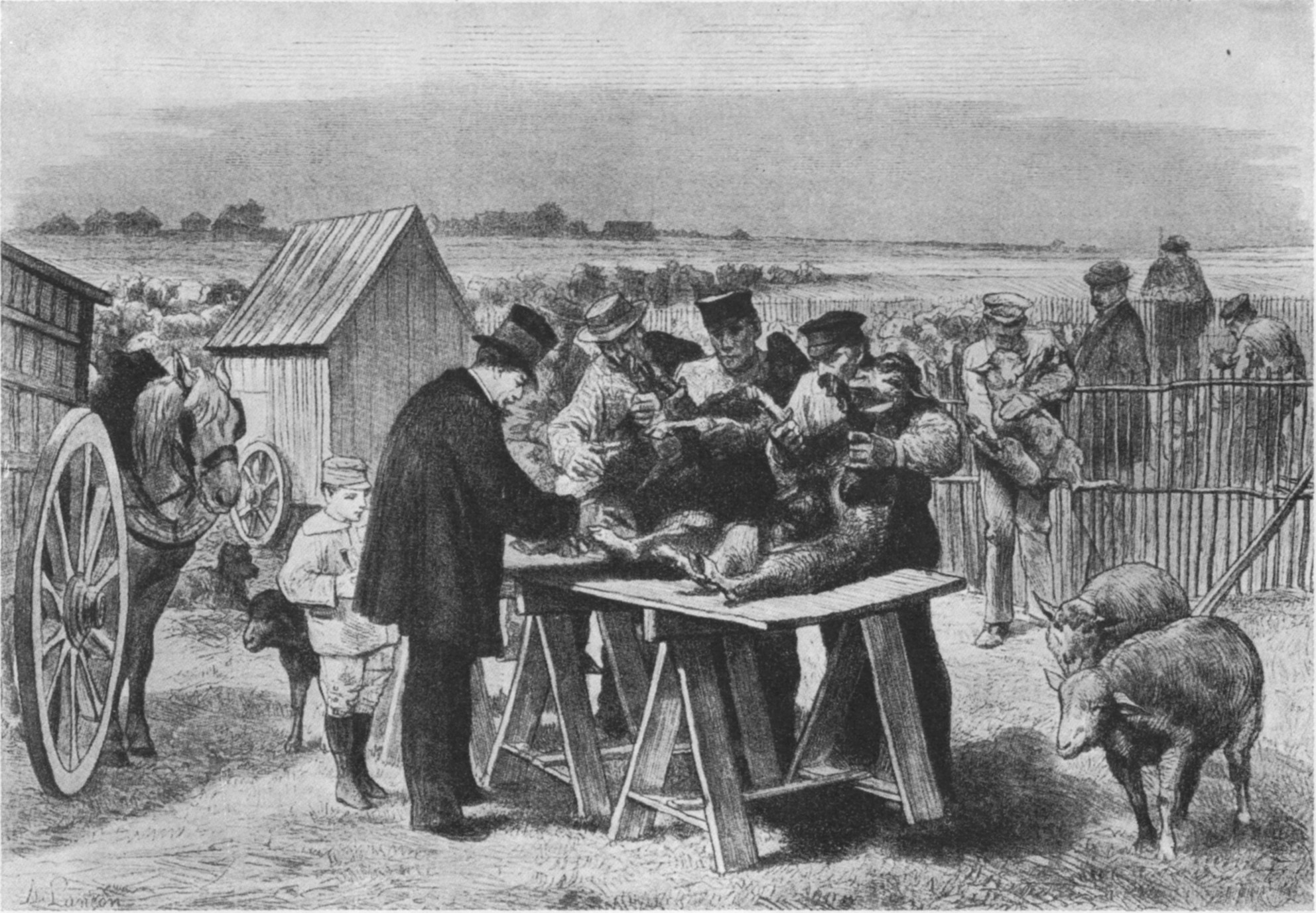
Pasteur vaccinant des moutons contre le charbon à Pouilly-le-Fort (illustration du XXe siècle).

En 1880, Auguste Chauveau et Henry Toussaint publient les premières expériences françaises d'immunisation d'animaux contre le charbon par inoculation préventive. À la même époque, W.S. Greenfield, à Londres, obtient l'immunisation en inoculant le bacille préalablement atténué par culture. Au vu des publications de Greenfield, certains auteurs estiment qu'il a la priorité sur Pasteur, mais Greenfield reconnaissait lui-même que ses résultats étaient peu concluants.
Le 5 mai 1881, lors de la célèbre expérience de Pouilly-le-Fort, un troupeau de moutons est vacciné contre la maladie du charbon à l'aide d'un vaccin mis au point par Pasteur, Émile Roux et surtout Charles Chamberland. Cette expérience fut un succès complet. Certains auteurs reprochent cependant à Pasteur d'avoir induit le public scientifique en erreur sur la nature exacte du vaccin utilisé lors de cette expérience. C'est ce qu'on a appelé le « Secret de Pouilly-le-Fort ».
Afin de répondre à la demande importante de vaccins charbonneux qui s'est manifestée immédiatement après l'expérience de Pouilly-le-fort, et ce tant en France qu'à l’étranger, et tandis qu'un décret de juin 1882 inscrivait le vaccin charbonneux dans la loi de police sanitaire des animaux, Pasteur doit organiser « précipitamment » la production et la distribution en nombre de vaccin. Pour ce faire une entité est créée Le Vaccin charbonneux, rue Vauquelin. Des accidents vaccinaux survenus à l'automne 1881 et au printemps 1882, en France et à l’étranger, imposent à Pasteur de revenir sur le postulat de la fixité des vaccins. En 1886, la diffusion du vaccin charbonneux à l'étranger est confiée à une société commerciale, la Compagnie de Vulgarisation du Vaccin Charbonneux qui détenait un monopole commercial mais aussi technique visant tant à préserver les secrets de fabrication qu'à garantir l'homogénéité des vaccins.
Le vaccin de Pasteur et ses dérivés donnaient des résultats globalement satisfaisants, mais ils s'affaiblissaient parfois au point de ne pas provoquer une réaction immunitaire suffisante et, dans d'autres cas, ils restaient assez virulents pour communiquer la maladie qu'ils étaient censés prévenir. Nicolas Stamatin en 1931 et Max Sterne en 1937 obtinrent des vaccins plus efficaces à l'aide de bacilles dépourvus de la capacité de former une capsule (bacilles acapsulés ou acapsulogènes).

#### Le vaccin contre le rouget des porcs
Envoyé par Pasteur dans le Sud-est de la France où sévit une épidémie de rouget du porc, dit aussi le mal rouge, Louis Thuillier identifie le bacille de cette maladie le 15 mars 1882. Cette découverte a en réalité déjà été faite par H.J. Detmers à Chicago. La description originellement donnée par Pasteur et Thuillier d'un bacille en forme de 8 est fautive. Le pasteurien Adrien Loir écrira en 1937-1938 que le bacille qu'ils ont cultivé et qui a servi à produire le vaccin (voir plus loin) était bien celui du rouget, même s'ils l'ont décrit incorrectement, mais en 1957, Gaston Ramon estimera que le bacille découvert par Thuillier était une pasteurelle du porc et non le bacille du rouget. Dans une communication datée du 26 novembre 1883 et intitulée La vaccination du rouget des porcs à l'aide du virus mortel atténué de cette maladie , Pasteur présente à l'Académie des Sciences un vaccin obtenu par une diminution de la virulence du bacille à l'aide de passage successifs sur le lapin, espèce naturellement peu réceptive à cette maladie. Il s'agit d'une nouvelle méthode d'atténuation de la virulence, qui s'apparente à celle sur laquelle est basée le vaccin de Jenner. En dépit des efforts de l'administration française, le vaccin du rouget, mis sur le marché dès 1886, ne rencontre pas un grand succès en France. Le 22 octobre 1884, Pasteur note que « la Société vétérinaire de la Charente a été de nouveau découragée pour des vaccinations de rouget par un échec qu'elle a subi en octobre ». Cet échec a été attribué à un investissement insuffisant de Chamberland chargé d'en assurer le développement dans le cadre du laboratoire Pasteur. Ainsi pour la seule année 1890, seuls 20 000 porcs sont vaccinés en France, alors qu'en Hongrie ce nombre se monte alors à 250 000.

#### La rage

##### Travaux antérieurs de Duboué et Galtier
Faute de données précises, l'épidémiologie de la rage humaine et animale est difficile à retracer avant le XXe siècle. Elle semble en extension en Europe occidentale à partir du XVIe siècle, probablement en raison d'une croissance démographique perturbant les habitats de la faune sauvage, avec multiplication des contacts entre animaux sauvages et domestiques, notamment lors du marronnage. La rage des loups, renards et chiens est présente en Europe tout au long du siècle en causant plusieurs centaines de décès humains.
En 1879, Pierre-Henri Duboué dégage de divers travaux de l'époque une « théorie nerveuse » de la rage : « Dans cette hypothèse, le virus rabique s'attache aux fibrilles nerveuses mises à nu par la morsure et se propage jusqu'au bulbe. » Le rôle de la voie nerveuse dans la propagation du virus de la rage, conjecturé par Duboué presque uniquement à partir d'inductions, fut plus tard confirmé expérimentalement par Pasteur et ses assistants.
La même année 1879, Galtier montre qu'on peut utiliser le lapin, beaucoup moins dangereux que le chien, comme animal d'expérimentation. Il envisage aussi de mettre à profit la longue durée d'incubation (c'est-à-dire la longue durée que le virus met à atteindre les centres nerveux) pour faire jouer à un moyen préventif (qu'il en est encore à chercher ou à expérimenter) un rôle curatif : « J'ai entrepris des expériences en vue de rechercher un agent capable de neutraliser le virus rabique après qu'il a été absorbé et de prévenir ainsi l'apparition de la maladie, parce que, étant persuadé, d'après mes recherches nécroscopiques, que la rage une fois déclarée est et restera longtemps, sinon toujours incurable, à cause des lésions qu'elle détermine dans les centres nerveux, j'ai pensé que la découverte d'un moyen préventif efficace équivaudrait presque à la découverte d'un traitement curatif, surtout si son action était réellement efficace un jour ou deux après la morsure, après l'inoculation du virus ». (Galtier ne précise pas que le moyen préventif auquel il pense doive être un vaccin.)
Dans une note de 1881, il signale notamment qu'il semble avoir conféré l'immunité à un mouton en lui injectant de la bave de chien enragé par voie sanguine. (L'efficacité de cette méthode d'immunisation des petits ruminants : chèvre et mouton, par injection intraveineuse sera confirmée en 1888 par deux pasteuriens, Nocard et Roux).
Dans cette même note, toutefois, Galtier répète une erreur qu'il avait déjà commise dans son Traité des maladies contagieuses de 1880 : parce qu'il n'a pas pu transmettre la maladie par inoculation de fragments de nerfs, de moelle ou de cerveau, il croit pouvoir conclure que, chez le chien, le virus n'a son siège que dans les glandes linguales et la muqueuse bucco-pharyngienne.
Les choses en sont là quand Pasteur, en 1881, commence ses publications sur la rage.

##### Les études de Pasteur

###### Études sur les animaux
Dans une note du 30 mai de cette année, Pasteur rappelle la « théorie nerveuse » de Duboué et l'incapacité où Galtier a dit être de confirmer cette théorie en inoculant de la substance cérébrale ou de la moelle de chien enragé. « J'ai la satisfaction d'annoncer à cette Académie que nos expériences ont été plus heureuses », dit Pasteur, et dans cette note de deux pages, il établit deux faits importants :
1. Le virus rabique ne siège pas uniquement dans la salive, mais aussi, et avec une virulence au moins égale, dans le cerveau ;
2. L'inoculation directe de substance cérébrale rabique à la surface du cerveau du chien par trépanation communique la rage à coup sûr, avec une incubation nettement plus courte (mort en moins de trois semaines) que dans les circonstances ordinaires, ce qui fait gagner un temps précieux aux expérimentateurs.

Dans cette note de 1881, Galtier n'est nommé qu'une fois, et c'est pour être contredit (avec raison).
En décembre 1882, nouvelle note de Pasteur et de ses collaborateurs, établissant que le système nerveux central est le siège principal du virus, où on le trouve à l'état plus pur que dans la salive, et signalant des cas d'immunisation d'animaux par inoculation du virus, autrement dit des cas de vaccination. Galtier est nommé deux fois en bas de page, tout d'abord à propos des difficultés insurmontables auxquelles se heurtait l'étude de la rage avant l'intervention de Pasteur, notamment parce que « la salive était la seule matière où l'on eût constaté la présence du virus rabique » (suit une référence à Galtier) et ensuite à propos de l'absence d'immunisation que les pasteuriens ont constatée chez le chien après injection intraveineuse : « Ces résultats contredisent ceux qui ont été annoncés par M. Galtier, à cette Académie, le 1er août 1881, par des expériences faites sur le mouton. » Galtier, en 1891 puis en 1904, se montra ulcéré de cette façon de traiter sa méthode d'immunisation des petits ruminants par injection intraveineuse, dont l'efficacité fut confirmée en 1888 par deux pasteuriens, Roux et Nocard.
Deux notes de février et mai 1884 sont consacrées à des méthodes de modification du degré de virulence par passages successifs à l'animal (exaltation par passages successifs aux lapins, atténuation par passages successifs aux singes). Les auteurs estiment qu'après un certain nombre de passages chez des animaux d'une même espèce, on obtient un virus fixe, c'est-à-dire un virus dont les propriétés resteront immuables lors de passages subséquents (en 1935, P. Lépine montra que cette fixité était moins absolue qu'on ne le croyait et qu'il était nécessaire de contrôler le degré de virulence et le pouvoir immunogène des souches « fixes »).
En 1885, Pasteur se dit capable d'obtenir une forme du virus atténuée à volonté en exposant de la moelle épinière de lapin rabique desséchée au contact de l'air gardé sec. Cela permet de vacciner par une série d'inoculations de plus en plus virulentes.

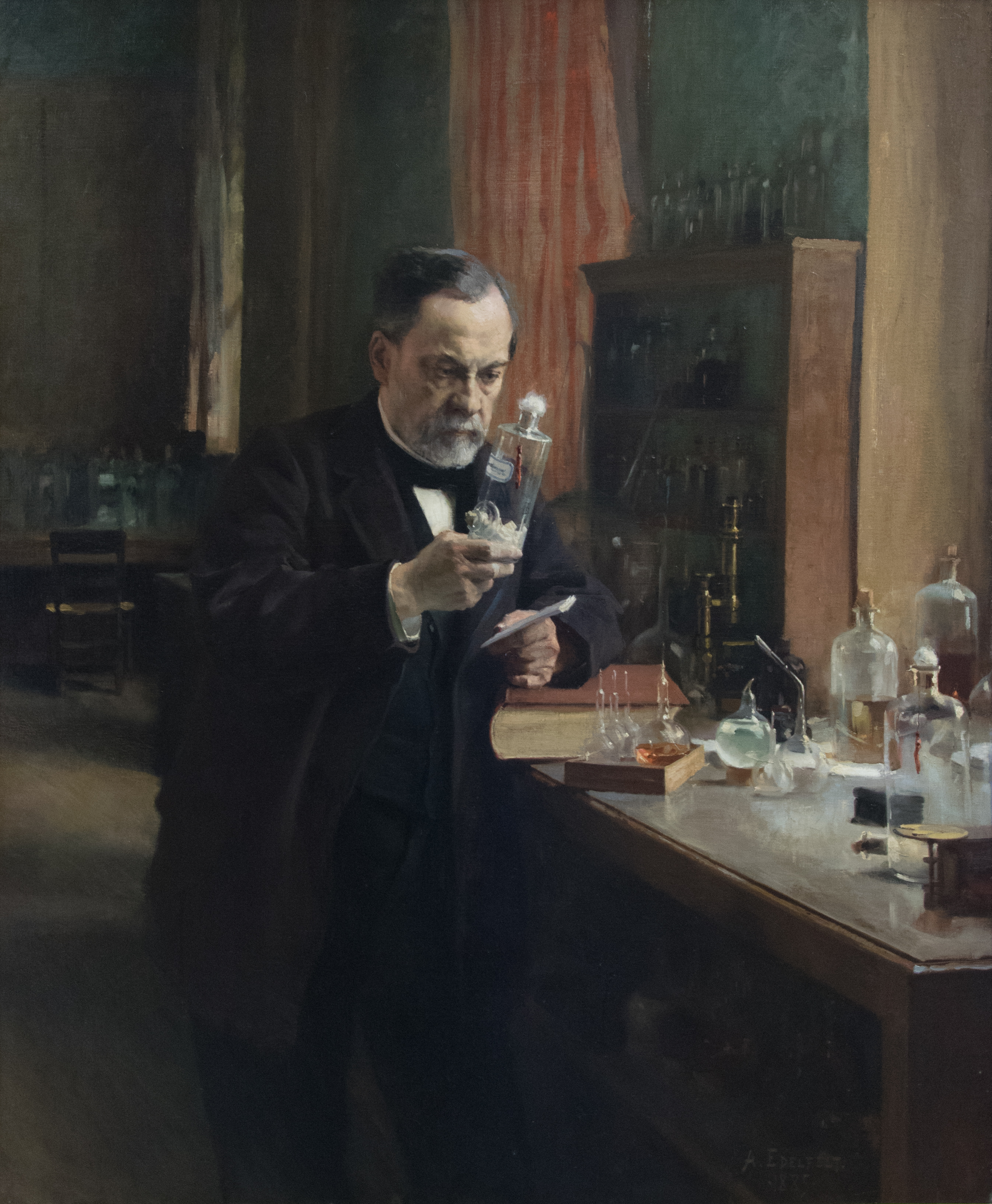
Dans le Louis Pasteur d'Albert Edelfelt, le savant observe dans un bocal une moelle épinière de lapin enragé, suspendue en train de se dessécher au-dessus de cristaux de potasse. C'est le processus qui a permis d'obtenir le vaccin contre la rage.

###### Essais sur l'homme
Pour expérimenter ses recherches sur l'homme, Pasteur écrit, le 22 septembre 1884, à l'Empereur du Brésil pour lui proposer d'offrir aux condamnés à mort de son pays, la possibilité d'échapper à leur exécution en devenant cobayes.
Mais c'est en 1885, en France, qu'il fait ses premiers essais sur l'homme.
Il ne publia rien sur les deux premiers cas : Girard, sexagénaire de l'hôpital Necker, inoculé le 5 mai 1885, et la fillette de 11 ans Julie-Antoinette Poughon, inoculée après le 22 juin 1885, ce qui, selon Patrice Debré, alimente régulièrement une rumeur selon laquelle Pasteur aurait « étouffé » ses premiers échecs. En fait, dans le cas Girard, qui semble avoir évolué favorablement, le diagnostic de rage, malgré des symptômes qui avaient fait conclure à une rage déclarée, était douteux, et, dans le cas de la fillette Poughon (qui mourut le lendemain de la vaccination), il s'agissait très probablement d'une rage déclarée, ce qui était et est encore, avec une quasi-certitude, un arrêt de mort à brève échéance, avec ou sans vaccination.
G. Geison a noté qu'avant de soigner ces deux cas humains de rage déclarée, Pasteur n'avait fait aucune tentative de traitement de rage déclarée sur des animaux.
Le 6 juillet 1885, on amène à Pasteur un petit Alsacien de Steige âgé de neuf ans, Joseph Meister, mordu l'avant-veille par un chien qui avait ensuite mordu son propriétaire. Meister avait reçu quatorze blessures et le chien, toujours agressif, avait été abattu par des gendarmes. Les morsures étant récentes, il n'y a pas de rage déclarée. Cette incertitude du diagnostic rend le cas plus délicat que les précédents et Roux, l'assistant de Pasteur dans les recherches sur la rage, refuse formellement de participer à l'injection. Pasteur hésite, mais deux éminents médecins, Alfred Vulpian et Jacques-Joseph Grancher, estiment que le cas est suffisamment sérieux pour justifier la vaccination et la font pratiquer sous leur responsabilité. Le fort écho médiatique accordé alors à la campagne de vaccination massive contre le choléra menée par Jaume Ferran en Espagne a pu également infléchir la décision de Pasteur. Joseph Meister reçoit sous un pli fait à la peau de l’hypocondre droit treize inoculations réparties sur dix jours, et ce par une demi-seringue de Pravaz d'une suspension d'un broyat de moelle de lapin mort de rage le 21 juin et conservée depuis 15 jours. Il ne développera jamais la rage.
En fait, la valeur de preuve du cas Meister laisse sceptiques certains spécialistes. Ce qui fit considérer que le chien qui l'avait mordu était enragé est le fait que « celui-ci, à l'autopsie, avait foin, paille et fragments de bois dans l'estomac ». Aucune inoculation de substance prélevée sur le chien ne fut faite. Dans une communication à l'Académie de médecine (11 janvier 1887), Peter, principal adversaire de Pasteur et grand clinicien, déclara que le diagnostic de rage par la présence de corps étrangers dans l'estomac était caduc. Victor Babès, disciple de Pasteur, confirmera dans son Traité de la rage que « l'autopsie est, en effet, insuffisante à établir le diagnostic de rage. En particulier, la présence de corps étrangers dans l'estomac est à peu près sans valeur. »
Un détail du traitement de Meister illustre ces mots écrits en 1996 par Maxime Schwartz, alors directeur général de l'Institut Pasteur (Paris) :
« Pasteur n'est pas perçu aujourd'hui comme il y a un siècle ou même il y a vingt ans. Le temps des hagiographies est révolu, les images d'Épinal font sourire, et les conditions dans lesquelles ont été expérimentés le vaccin contre la rage ou la sérothérapie antidiphtérique feraient frémir rétrospectivement nos modernes comités d'éthique. »
Pasteur, en effet, fit faire à Meister, après la série des inoculations vaccinales, une injection de contrôle, consistant à lui inoculer une souche d'une virulence qui lui serait fatale dans le cas où il ne serait pas vacciné ou le serait mal ; afin de conclure avec certitude sur l'efficacité du vaccin si l'enfant en réchappe.
Pasteur a lui-même dit les choses clairement : « Joseph Meister a donc échappé, non seulement à la rage que ses morsures auraient pu développer, mais à celle que je lui ai inoculée pour contrôle de l'immunité due au traitement, rage plus virulente que celle des rues. L'inoculation finale très virulente a encore l'avantage de limiter la durée des appréhensions qu'on peut avoir sur les suites des morsures. Si la rage pouvait éclater, elle se déclarerait plus vite par un virus plus virulent que par celui des morsures ».
À propos de la seconde de ces trois phrases, André Pichot, dans son anthologie d'écrits de Pasteur, met une note : « Cette phrase est un peu déplacée, dans la mesure où il s'agissait ici de soigner un être humain (et non de faire une expérience sur un animal) ».

###### L'efficacité du vaccin de Pasteur remise en cause
Pasteur ayant publié ses premiers succès, son vaccin antirabique devient vite notoire et les candidats affluent (parmi les premiers vaccinés, Jean-Baptiste Jupille est resté célèbre). Déçu par quelques cas où le vaccin a été inefficace, Pasteur croit pouvoir passer à un « traitement intensif », qu'il présente à l'Académie des Sciences le 2 novembre 1886. L'enfant Jules Rouyer, vacciné dans le mois d'octobre précédant cette communication, meurt vingt-quatre jours après la communication et son père porte plainte contre les responsables de la vaccination.
D'après un récit fait une cinquantaine d'années après les évènements par le bactériologiste Adrien Loir, neveu et ancien assistant-préparateur de Pasteur, le bulbe rachidien de l'enfant, inoculé à des lapins, leur communique la rage, mais Roux (en l'absence de Pasteur, qui villégiature à la Riviera) fait un rapport en sens contraire ; le médecin légiste, Brouardel, après avoir dit à Roux « Si je ne prends pas position en votre faveur, c'est un recul immédiat de cinquante ans dans l'évolution de la science, il faut éviter cela ! », conclut dans son expertise que l'enfant Rouyer n'est pas mort de la rage. Patrice Debré accepte ce récit, tout en notant qu'il repose uniquement sur Adrien Loir.
À la même époque, le jeune Réveillac, qui a subi le traitement intensif, meurt en présentant des symptômes atypiques où Peter, le grand adversaire de Pasteur, voit une rage humaine à symptômes de rage de lapin, autrement dit la rage de laboratoire, la rage Pasteur, dont on commence à beaucoup parler.
Selon P. Lépine et L. Cruveilhier, « on renonça plus tard à une méthode de traitement aussi énergique, et qui pouvait présenter quelques dangers ».
En fait, on finit même par renoncer au traitement ordinaire de Pasteur-Roux. En 1908, le médecin italien Claudio Fermi (it) proposa un vaccin contre la rage avec virus traité au phénol. Progressivement, dans le monde entier, le vaccin phéniqué de Fermi supplanta les moelles de lapin de Pasteur et Roux. En France, où on en était resté aux moelles de lapin, P. Lépine et V. Sautter firent en 1937 des comparaisons rigoureuses : une version du vaccin phéniqué protégeait les lapins dans la proportion de 77,7 %, alors que les lapins vaccinés par la méthode des moelles desséchées n'étaient protégés que dans la proportion de 35 %. Dans un ouvrage de 1973, André Gamet signale que la préparation de vaccin contre la rage par la méthode des moelles desséchées n'est plus utilisée. Parmi les méthodes qui le sont encore, il cite le traitement du virus par le phénol.

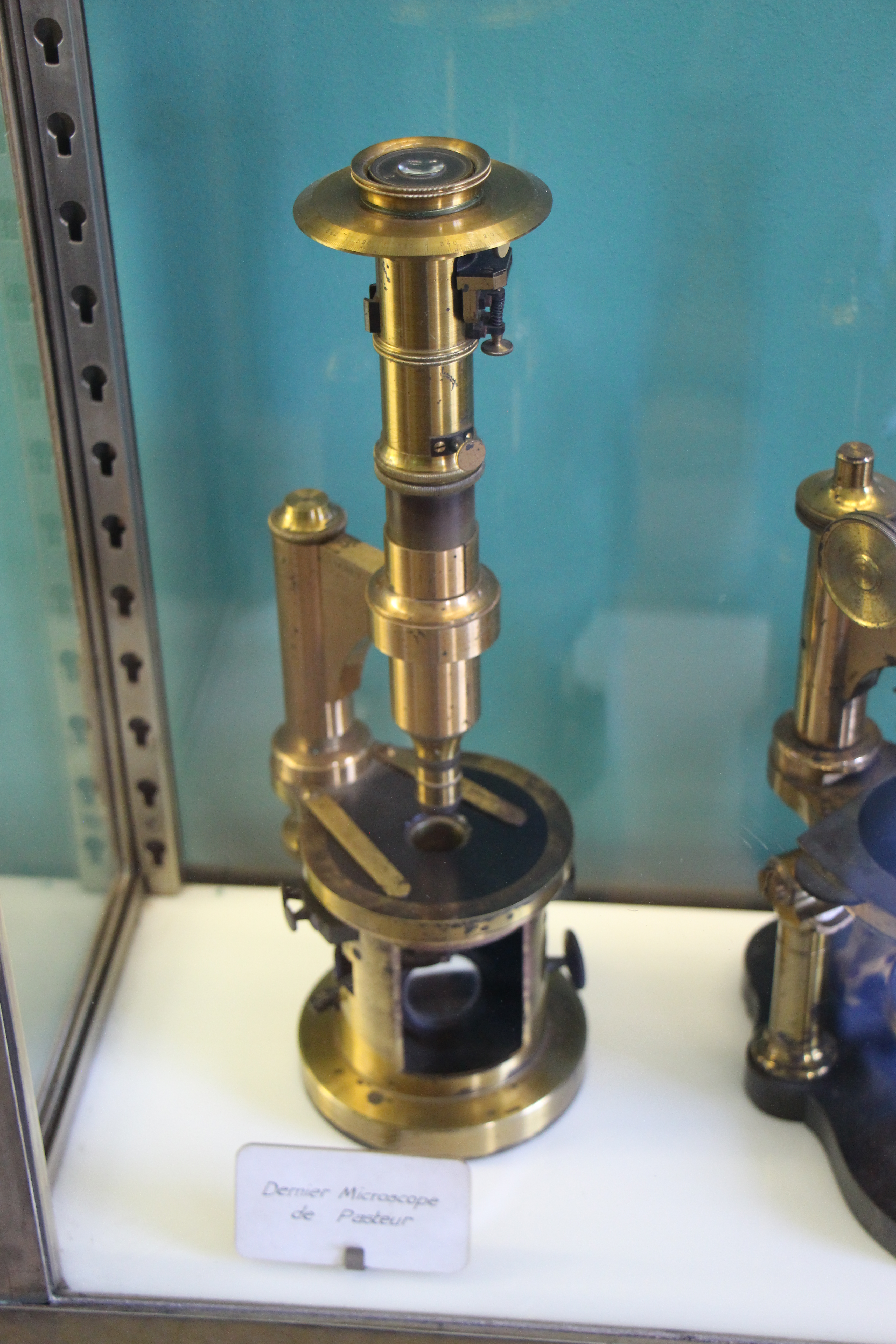
Dernier microscope de Louis Pasteur (vitrine du musée Pasteur de Paris).

Même si ce sont les travaux de Pasteur sur la vaccination antirabique, et donc les derniers de sa carrière, qui ont fini par faire l'essentiel de sa gloire aux yeux du grand public, un immunologiste comme Patrice Debré estime que les œuvres les plus remarquables de Pasteur sont les premières.

#### Fondation de l'Institut Pasteur
La création d'un Institut antirabique sera d'abord évoquée devant l'Académie des Sciences par Vulpian dès octobre 1885 après que Pasteur y eut exposé les résultats de son traitement préventif. Le 1er mars 1886, Pasteur mentionne brièvement son projet devant l'Académie des Sciences : à l'issue de cette même séance une commission ad-hoc adopte ce projet et décide de lancer une souscription internationale afin de permettre le financement de ce qui est déjà nommé Institut Pasteur.Reconnu d'utilité publique par décret du 4 juin 1887, l'Institut Pasteur / Institut Antirabique de Paris sera officiellement inauguré le 14 novembre 1888 en présence du Président Sadi Carnot.

#### Erreurs théoriques

##### Les toxines
En 1877, Pasteur veut tester l'hypothèse selon laquelle le bacille du charbon ne causerait l'état morbide que de façon indirecte, en produisant un « ferment diastasique soluble » qui serait l'agent pathogène immédiat. Il prélève le sang d'un animal qui vient de mourir du charbon, le filtre de façon à en ôter les bacilles et inocule le filtrat à un animal sain. L'animal récepteur ne développe pas la maladie et Pasteur estime que cette expérience « écarte complètement l'hypothèse du ferment soluble ». Dans une publication ultérieure, toujours en 1877, Pasteur note toutefois que le sang filtré, s'il ne cause pas la maladie, rend les globules agglutinatifs, autant et même plus que dans la maladie, et envisage que ce soit l'effet d'une « diastase » formée par les bacilles. En fait, les pasteuriens Roux et Yersin prouveront en 1888 (dans le cas de la diphtérie) que les microbes sécrètent bel et bien une substance (la toxine) qui est la cause directe et isolable de la maladie.
Des épistémologues et historiens des sciences comme F. Dagognet et A. Pichot pensent que le demi-échec de Pasteur à mettre l'existence et le rôle des toxines en évidence a la même cause que son attitude défensive face à la théorie des enzymes : son « vitalisme » (Dagognet dit « végétalisme »), qui tend à séparer rigoureusement les domaines du vivant et du non-vivant. Il faut dire, à la décharge de Pasteur, que l'existence d'une toxine du charbon ne sera démontrée qu'en 1955. En 1880, d'ailleurs, Pasteur accepte d'envisager, à titre d'hypothèse, le rôle d'une substance toxique.

##### Les vaccins par microbes tués (inactivés)
En 1880, le vétérinaire Henry Toussaint estime, à tort ou à raison, avoir immunisé des moutons contre le charbon par deux méthodes : en inoculant du sang charbonneux dont les microbes ont été éloignés par filtration, et en inoculant du sang charbonneux où les microbes ont été laissés, mais tués par chauffage. Pasteur, qui voit ainsi Toussaint, « à son insu, peut-être, car il n'y fait aucune allusion », battre en brèche les opinions publiées antérieurement par Pasteur, rejette l'idée d'un vaccin qui ne contiendrait pas d'agents infectieux vivants. Ici encore, André Pichot voit un effet de la tendance de Pasteur à cloisonner rigoureusement les domaines du vivant et de l'inanimé. Pasteur, toutefois, finira par admettre la possibilité des « vaccins chimiques ».

##### Le mécanisme de l'immunisation
Pour expliquer l'immunisation, Pasteur adopta tour à tour deux idées différentes. La première de ces idées, qu'on trouve déjà chez Tyndall et chez Auzias-Turenne, explique l'immunisation par l'épuisement, chez le sujet, d'une substance nécessaire au microbe. La seconde idée est que la vie du microbe ajoute une matière qui nuit à son développement ultérieur. Aucune de ces deux idées n'a été ratifiée par la postérité, encore que la seconde puisse être considérée comme une esquisse de la théorie des anticorps.

## Le «génie» de Pasteur

### Mise en ordre plutôt qu'innovation

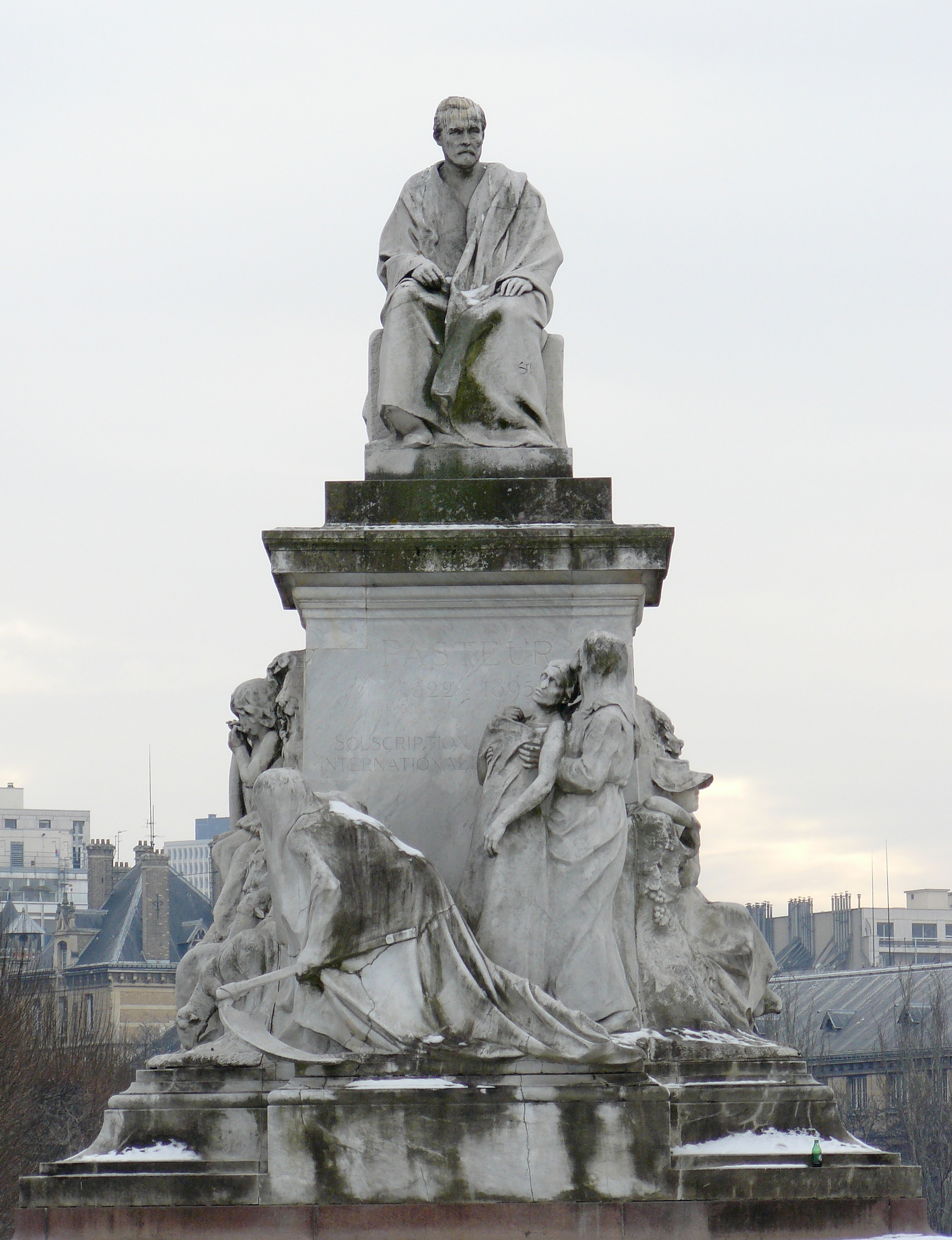
Monument à Pasteur, place de Breteuil (7e-15e arrondissements de Paris).

En 1950, René Dubos faisait gloire à Pasteur « d'audacieuses divinations ». En 1967, François Dagognet cite ce jugement de Dubos, mais pour en prendre le contre-pied : il rappelle que Pasteur a seulement ajouté à la chimie des isomères que Berzelius et Mitscherlich avaient fondée, qu'il avait été précédé par Cagniard-Latour dans l'étude microscopique des fermentations, par Davaine dans la théorie microbienne des maladies contagieuses et, bien sûr, par Jenner dans la vaccination. Il ajoute que la science de Pasteur « consiste moins à découvrir qu'à enchaîner ».
Dans le même ordre d'idées que Dagognet, André Pichot définit comme suit le caractère essentiel de l'œuvre de Pasteur : « C'est là le mot-clé de ses travaux : ceux-ci ont toujours consisté à mettre de l'ordre, à quelque niveau que ce soit. Ils comportent assez peu d'éléments originaux ; mais, le plus souvent, ils partent d'une situation très confuse, et le génie de Pasteur a toujours été de trouver, dans cette confusion initiale, un fil conducteur qu'il a suivi avec constance, patience et application ».
Patrice Debré dit de même : « Pasteur donne parfois même l'impression de se contenter de vérifier des résultats décrits par d'autres, puis de se les approprier. Cependant, c'est précisément quand il reprend des démonstrations laissées, pour ainsi dire, en jachère, qu'il se montre le plus novateur : le propre de son génie, c'est son esprit de synthèse ».

### Un savant dans le monde

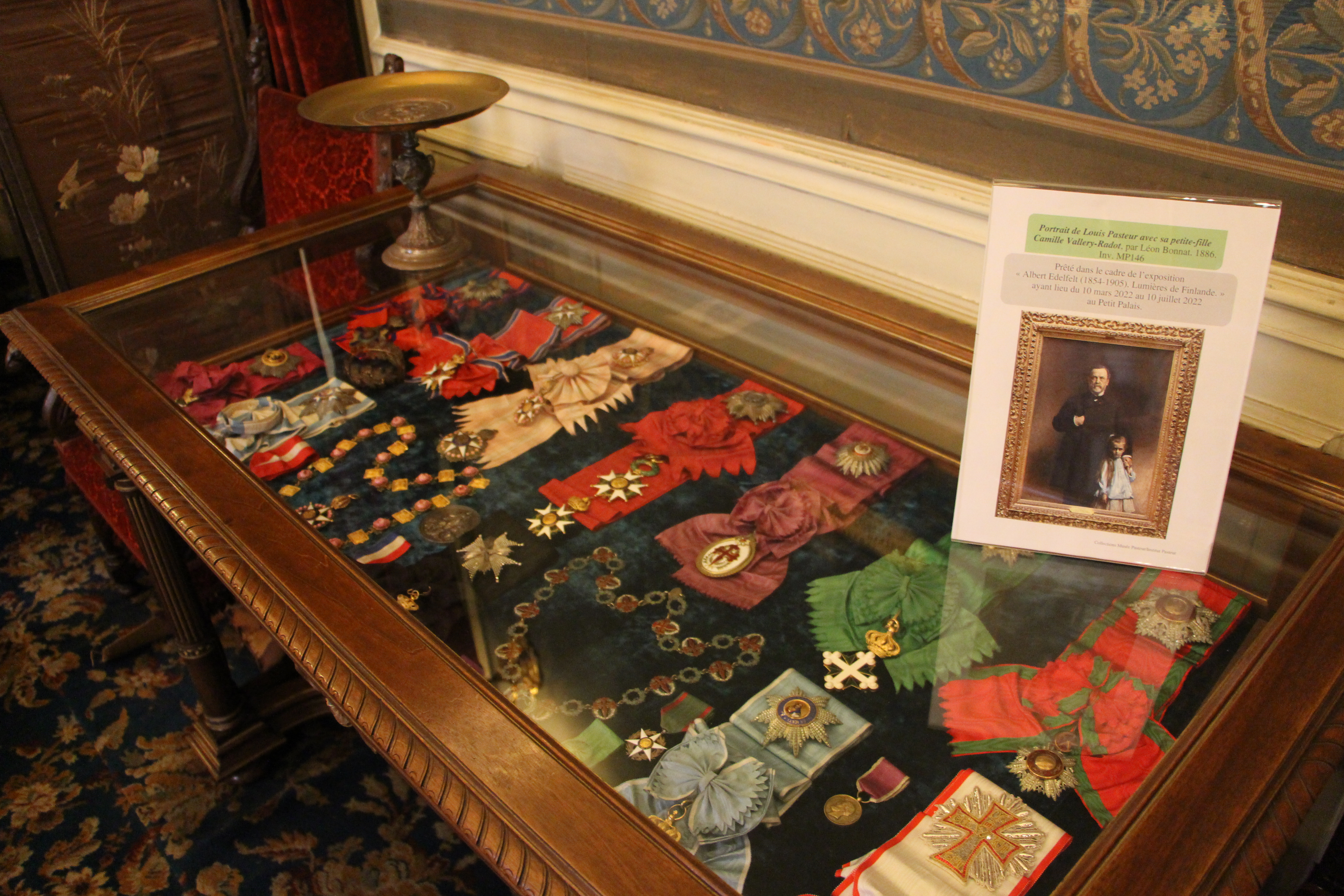
Décorations décernées à Louis Pasteur (vitrine du musée Pasteur de Paris).

Pasteur n'était en rien un chercheur isolé dans sa tour d'ivoire. Ses travaux étaient orientés vers les applications médicales, hygiéniques, agricoles et industrielles. Il a toujours collaboré étroitement avec les professions concernées (même si, parmi les médecins, ses partisans étaient en minorité) et il a su obtenir le soutien des pouvoirs publics à la recherche scientifique.
C'est sans doute à cela que Pasteur doit sa grande popularité. Il a lui-même sciemment contribué à l'édification de sa légende, par ses textes et par ses interventions publiques.
À Lille, Pasteur dépose un brevet sur la fermentation alcoolique le 3 février 1857. À Paris, il dépose un brevet sur la fabrication de l'acide acétique le 9 juillet 1861. Le 11 avril 1865, Pasteur obtient en France un brevet sur la conservation des vins par chauffage modéré à l’abri de l’air (méthode qui portera le nom de pasteurisation). Le 28 juin 1871 il obtient un brevet en France sur la fabrication de la bière. Ce brevet est à l'origine de la création de la «Société des bières inaltérables - procédé Pasteur» que Pasteur crée le 4 mars 1873. Cette société, au capital de 250 000 francs, procède au rachat du brevet sur la bière pour un montant de 150 000 francs. La même année, l'Office américain des brevets accorde en 1873 à Pasteur un brevet « sur une levure exempte de germes organiques de maladie, en tant que produit de fabrication ».
Par la loi du 3 août 1875, l'Assemblée Nationale accorde une pension à Louis Pasteur en récompense des services rendus.
Louis Pasteur, par ailleurs, a eu quelques velléités de s'engager activement en politique.

### Dans la théorie solidariste de Léon Bourgeois
Dans sa théorie solidariste, qui passe pour l’idéologie officielle de la Troisième République, Léon Bourgeois considère Louis Pasteur comme un père fondateur de la République pour avoir identifié un lien biologique entre les humains : selon le résumé du philosophe Pierre Charbonnier, « chacun étant potentiellement pour l’autre une source d’infection, la maladie est une responsabilité collective, le socle le plus tangible de la solidarité qui existe de fait entre nous », ce qui entraîne « la nécessité d’institutions protectrices qui traduisent la solidarité microbienne en mesures d’éducation et de prévoyance ».

## Pasteur, la religion catholique et l'euthanasie
Dans les dernières années du XIXe siècle et les premières du XXe siècle, l'apologétique catholique attribuait volontiers à Pasteur la phrase « Quand on a bien étudié, on revient à la foi du paysan breton. Si j'avais étudié plus encore j'aurais la foi de la paysanne bretonne ».
En 1939 (l'entre-deux-guerres a été la grande époque de l'Union rationaliste), Louis Pasteur Vallery-Radot, petit-fils de Louis Pasteur, fait cette déclaration : « Mon père a toujours eu soin, et ma mère également d'ailleurs, de dire que Pasteur n'était pas pratiquant. Si vous ouvrez la Vie de Pasteur, vous verrez que mon père parle du spiritualisme et non du catholicisme de Pasteur. Je me souviens parfaitement de l'irritation de mon père et de ma mère, quand quelque prêtre, en chaire, se permettait de lui attribuer cette phrase qu'il n'a jamais dite : « J'ai la foi du charbonnier breton. » (…) Toute la littérature qui a été écrite sur le prétendu catholicisme de Pasteur est absolument fausse ».
En 1994-1995, Maurice Vallery-Radot, arrière-petit-neveu de Pasteur , ne se contente pas du spiritualisme, du théisme de Pasteur. Il tient que Pasteur resta, au fond, catholique, même s'il n'allait pas régulièrement à la messe.
Dans son livre Pasteur paru en 1896 (éd. Gauthier-Vilars), Charles Chappuis, son ami d'enfance, témoigne que Louis Pasteur se rendait à Notre-Dame de Paris pour écouter les sermons de carême.
Après le décès de sa petite fille Jeanne, en 1859, il écrit à un proche qu’elle « vient d’aller au Ciel pour prier pour nous ».
En 1882 il est admis sous la coupole de l’Académie française.
Pasteur parla : « Au-delà de cette voûte étoilée, qu’y a-t-il ? De nouveaux cieux étoilés. Soit ! Et au-delà ?…
Quand cette notion [de l’infini] s’empare de l’entendement, il n’y a qu’à se prosterner. On se sent prêt à être saisi par la sublime folie de Pascal ».
Un témoin, Ernest Legouvé, membre de l’Institut, déclarera dans son discours pour les funérailles de Pasteur à Notre-Dame de Paris : « Ces paroles firent courir dans toute l’assemblée un frisson d’enthousiasme et de foi ».
En 2004, Pasteur sert de caution morale à une cause d'une nature différente : son précédent est évoqué à l'Assemblée nationale en faveur de l'euthanasie compassionnelle. La commission rapporte, en se référant à Léon Daudet, que quelques-uns des dix-neuf Russes soignés de la rage par Pasteur développèrent la maladie et que, pour leur épargner les souffrances atroces qui s'étaient déclarées et qui auraient de toute façon été suivies d'une mort certaine, on pratiqua sur eux l'euthanasie avec le consentement de Pasteur.
Pourtant, il y eut une époque où un Pasteur praticien de l'euthanasie n'était pas une chose qu'on exhibait volontiers : Axel Munthe ayant lui aussi raconté l'euthanasie de quelques-uns des mordus russes dans la version originale en anglais de son Livre de San Michele (The Story of San Michele), la traduction française publiée en 1934 par Albin Michel, bien que donnée comme « texte intégral », fut amputée du passage correspondant.

## Distinctions et hommages

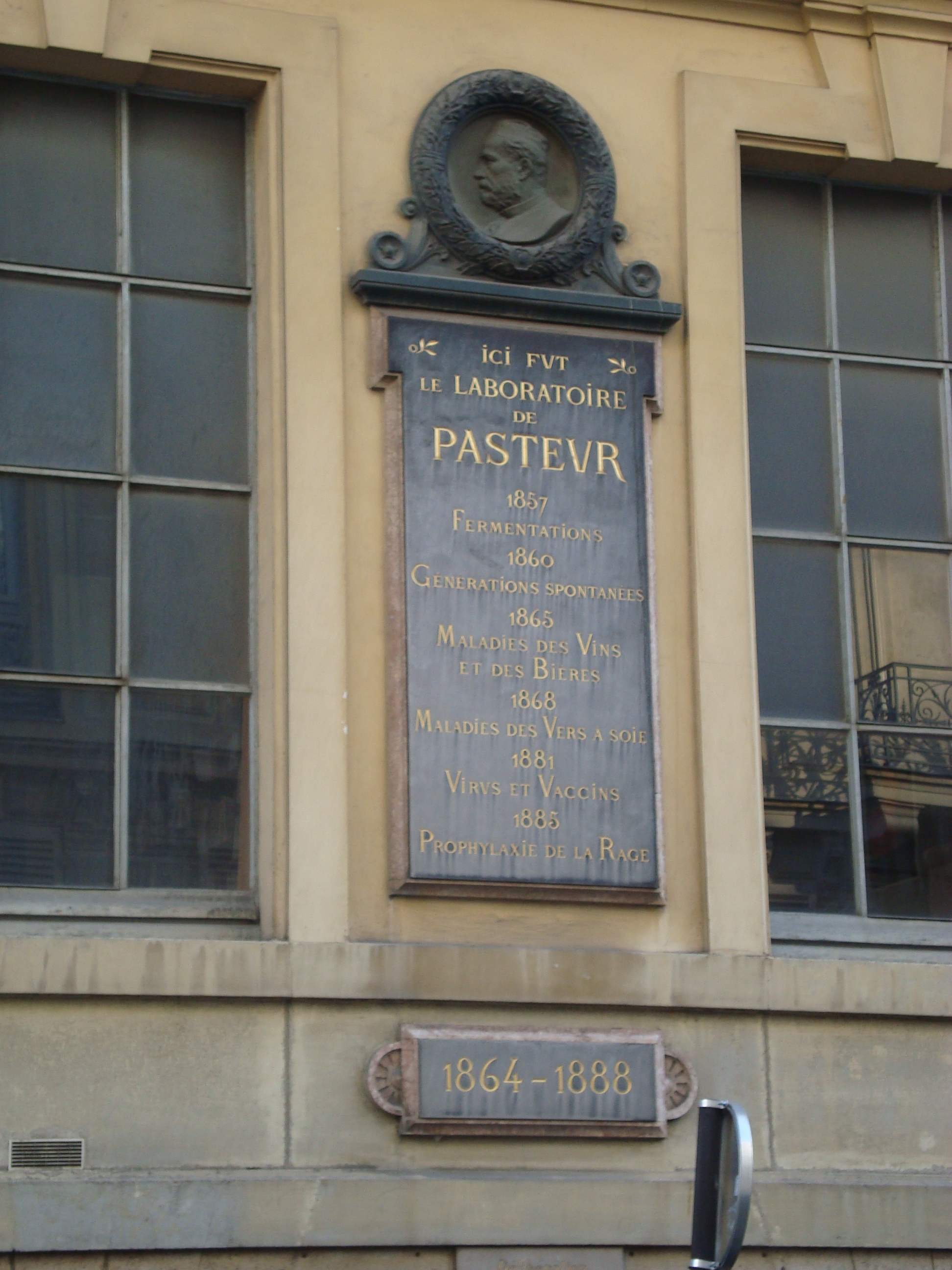
La plaque commémorative sur la façade de son laboratoire rue d'Ulm.

### Distinctions

#### Décorations françaises
- Grand-croix de la Légion d'honneur 7 juillet 1881 (« Cote LH/2064/18 »)
- Chevalier de l'ordre du Mérite agricole le 29 décembre 1883
- Médaille d'honneur des épidémies

#### Décorations étrangères
- Grand-croix de l'ordre des Saints-Maurice-et-Lazare (Italie)
- Commandeur de l'ordre de la Couronne d'Italie
- Grand-croix de l'ordre de Sant'Iago de l'Épée (Portugal)
- Grand-croix de l'ordre de la Rose (Brésil)
- Grand-croix de l'ordre de Saint-Olaf (Norvège)
- Grand-croix de l'ordre royal de l'Étoile polaire (Suède)
- Grand cordon de l'ordre de Léopold (Belgique)
- Grand-croix de l'ordre de l'Étoile de Roumanie
- Grand-croix de l'ordre royal de Saint-Sava (Serbie)

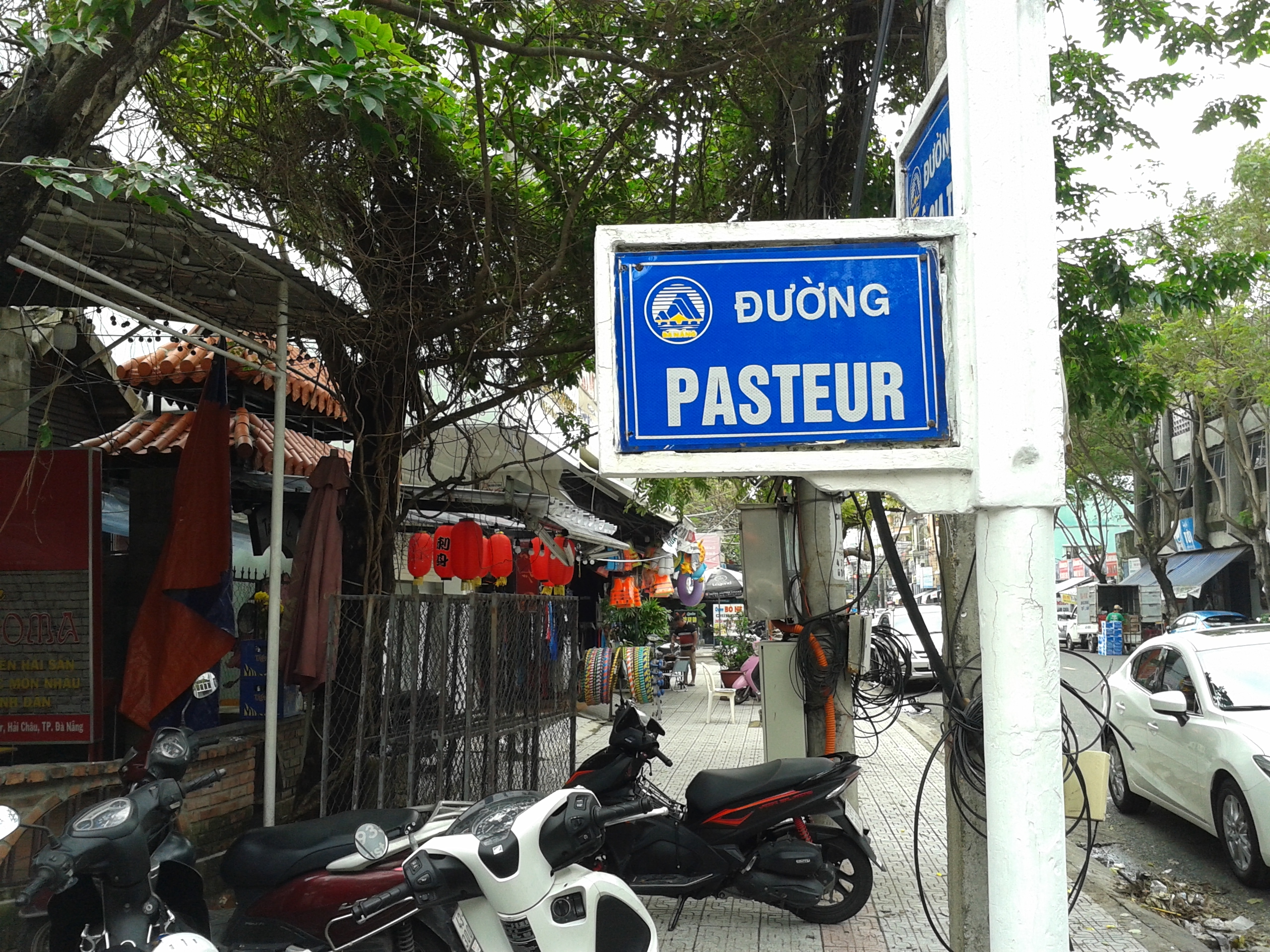
Plaque de la rue Pasteur (Đường Pasteur) à Da Nang, Viêt Nam, année 2020.

### Rues Pasteur
Du vivant même de Pasteur, des rues adoptèrent son nom : il existe à ce jour 2 020 artères (rues, boulevards…) « Pasteur » en France. C'est un des noms propres les plus attribués comme nom de rue. Lors des grands mouvements de décolonisation, qui entraînèrent des changements de nom de rues, les voies nommées en hommage à Pasteur gardèrent souvent leur nom. C'est le cas encore aujourd'hui, par exemple, d'un boulevard du quartier résidentiel de Bellevue à Constantine, en Algérie[réf. souhaitée].
C'est également le cas au Viet Nam dans au moins deux villes importantes : à Ho Chi Minh Ville, dans le 3e arrondissement (vietnamien : Quận 3), où par ailleurs l'Institut Pasteur d'Hô-Chi-Minh-Ville, construit en 1891, est toujours en activité et n'a pas été renommé à la suite de l'indépendance ; à Danang, troisième ville du pays, où l'ancienne rue Pasteur, située dans l'arrondissement Hải Châu (vietnamien : Quận Hải Châu) n'a pas été rebaptisée.

### Établissements Louis Pasteur
En 2015, Pasteur est le onzième personnage le plus célébré au fronton des 67 000 établissements publics français : pas moins de 361 écoles, collèges et lycées lui ont donné son nom, derrière Saint-Joseph (880), Jules Ferry (642), Notre-Dame (546), Jacques Prévert (472), Jean Moulin (434), Jean Jaurès (429), Jeanne d'Arc (423), Antoine de Saint-Exupéry (418), Sainte Marie (377), Victor Hugo (365), mais devant Marie Curie (360), Pierre Curie (357), Jean de la Fontaine (335).

### Numismatique
- Le graveur Oscar Roty réalisa en 1892 une médaille rectangulaire avec le buste de Pasteur ainsi que plusieurs modèles de jetons pour financer par souscription publique la construction de l'Institut Pasteur.
- Louis Pasteur figure sur le billet 5 francs Pasteur créé en 1966.
- Pièce de 2 francs Louis Pasteur est une pièce de monnaie commémorative de deux francs français émise en 1995 à l'occasion du centenaire de la mort de Louis Pasteur.
- Il figure aussi sur une pièce de 10 € en argent éditée en 2012 par la Monnaie de Paris pour représenter sa région natale, la Franche-Comté[305].

### Astronomie et géographie
- Pasteur, un cratère lunaire depuis 1961.
- Pasteur, un cratère situé sur la planète Mars.
- (4804) Pasteur, un astéroïde de la ceinture principale.
- Glacier Pasteur, dans les îles Kerguelen des Terres australes et antarctiques françaises.

### Philatélie

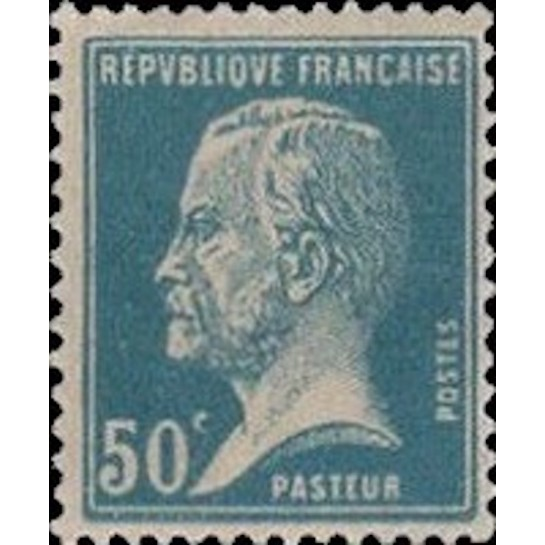
Timbre-poste, 50 c.

La Poste française émet en 1923 (centenaire) une série de timbres-poste d'usage courant à l'effigie de Louis Pasteur. Vingt-cinq timbres à ce type, dont des surchargés ou préoblitérés, sont émis jusqu'en 1932.
Pasteur sera célébré aussi par des timbres de grand format en 1936, 1938, 1973, 1995 et 2022.
Le paquebot Pasteur, lancé en 1938, a fait l'objet d'un timbre de 70 centimes non émis (en 1939), surchargé 1F + 1F en 1941.

### Cinéma et télévision
- 1922 : Pasteur, film muet de Jean Epstein et Jean Benoît-Levy avec dans le rôle de Louis Pasteur ; Charles Mosnier ;
- 1935 : Pasteur, film de Sacha Guitry avec dans le rôle de Louis Pasteur : Sacha Guitry ;
- 1936 : La vie de Louis Pasteur, film américain de William Dieterle avec dans le rôle de Louis Pasteur : Paul Muni ;
- 1942 : Louis Pasteur, the Benefactor réaliser par Pictorial Films ;
- 1947 : L'oeuvre scientifique de Pasteur, moyen métrage de Jean Painlevé et Georges Rouquier avec dans le rôle de Louis Pasteur : Roland Tirat ;
- 1950 : Semmelweis – Retter der Mütter de Georg C. Klaren avec Theodor Vogeler ;
- 1955 : Si Paris nous était conté de Sacha Guitry avec Charles Lahet ;
- 1958 : The Invisible Armies de Rex Tucker avec Hugh Davis ;
- 1971 :
  - Biografía de Pasteur avec José María Escuer ;
  - Louis Pasteur ou les chemins de la vérité, documentaire de Claude de Givray ;
- 1977 : Louis Pasteur d’Igor Ciel avec Daniel Michaelli ,
- 1989 : Around the World in 80 Days de Buzz Kulik avec Hugo de Vernier ;
- 1995 : Pasteur – cinq années de rage de Luc Béraud avec Bernard Fresson ;
- 2011 : Pasteur, l’homme qui a vu d’Alain Brunard avec André Marcon ;
- 2018 : Pasteur et Koch. Un duel de géants dans le monde des microbes de Mathieu Schwartz avec Patrick Bonnel.

## Iconographie

### Tableau
- Albert Edelfelt, Louis Pasteur, 1885, Paris, musée d'Orsay[306].
- Édouard Detaille : Funérailles nationales de Louis Pasteur célébrées à Notre-Dame de Paris, le 5 octobre 1895, 1897, huile sur toile, 95 × 150 cm, château de Versailles[307].
- Lucien Laurent-Gsell : "Le laboratoire de Pasteur" , présenté au Salon de 1886, musée La Cohue, Vannes.
- Léon Bonnat : "Louis Pasteur et sa petite-fille, Camille" (Salon de 1886) musée Pasteur, Paris.

### Sculpture

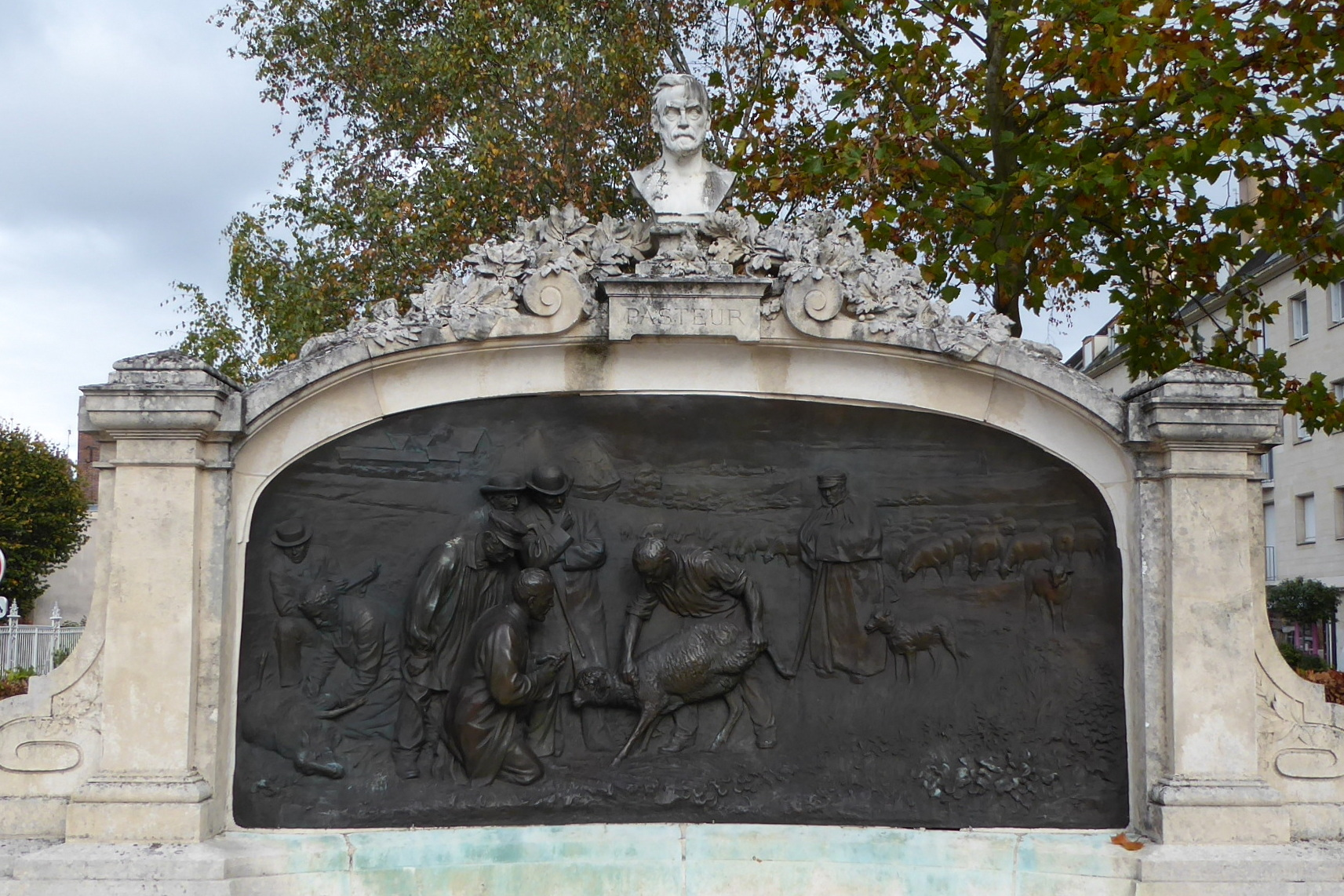
Paul Richer, Monument à Louis Pasteur (1903), Chartres,.

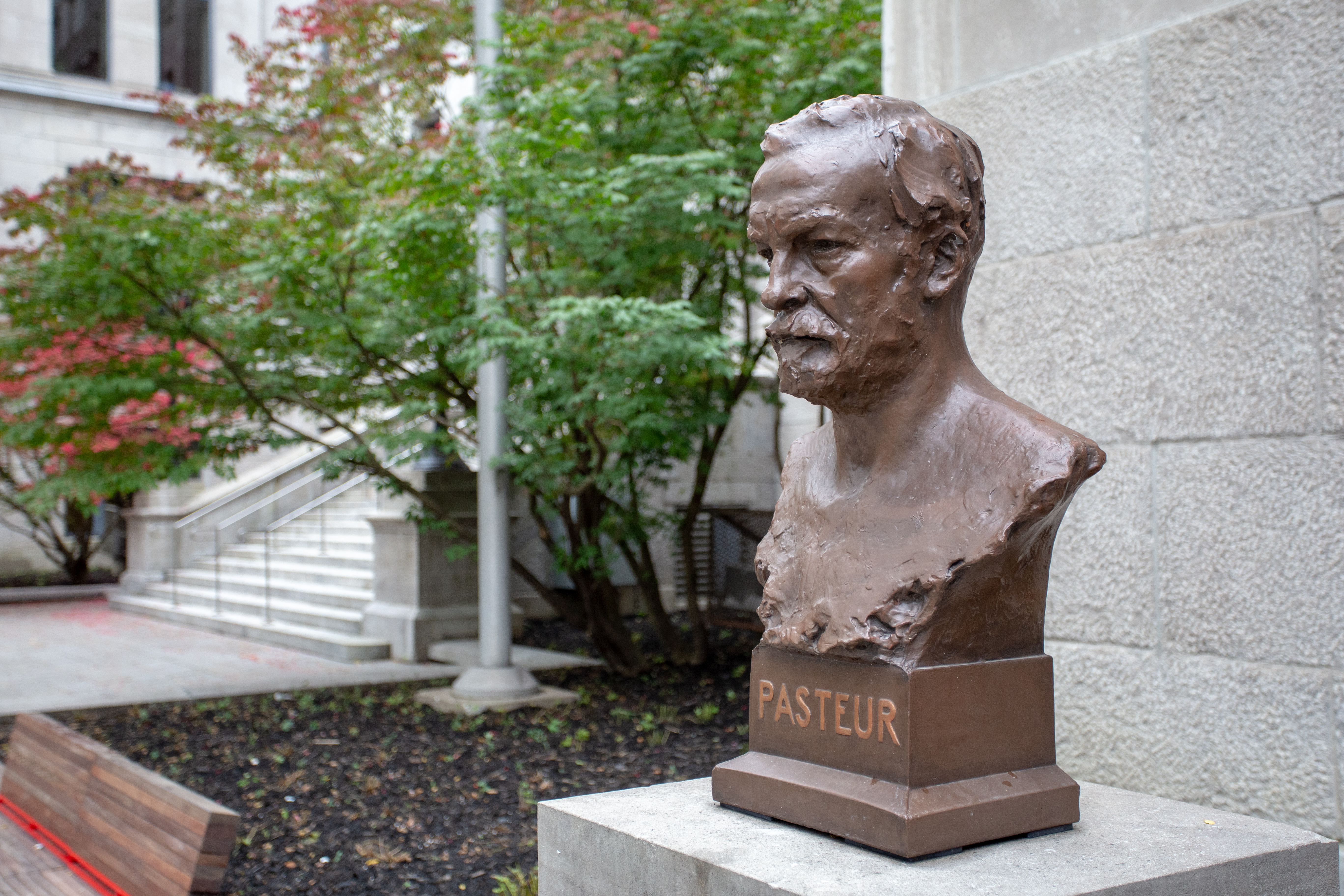
D'après Naoum Aronson, Buste de Louis Pasteur (1923), université du Québec à Montréal.

- Tony Noël, Monument à Louis Pasteur, 1896, Alès, inaugurée en présence du fils du savant, de son gendre René Valléry-Radot et de son collaborateur Désiré Gernez. Premier monument élevé en hommage au « bienfaiteur de l’humanité ».
- Alphonse-Amédée Cordonnier, Monument à Louis Pasteur, 1899, Lille, place Philippe Lebon, composé de statues (1897) et de bas-reliefs (1898)[310].
- Monument à Louis Pasteur, 1899 (?), buste en marbre blanc[Par qui ?], Lille, Institut Pasteur.
- Paul Richer, Monument à Louis Pasteur, 1903, rue Danièle-Casanova en face de la préfecture de Chartres, œuvre composée d'un buste en pierre et d'un haut-relief en bronze. Celui-ci est envoyé à la fonte sous le régime de Vichy, puis reconstitué en 1950[311].
- Alexandre Falguière, Monument à Pasteur, 1904, Paris, place de Breteuil.
- Cyril de La Patellière :
  - Statue de Pasteur, 1999, Nice, collège Pasteur, inaugurée en présence de l'artiste et de Jacques Peyrat, maire de Nice ;
  - Statue de Pasteur, 2000, Charenton-le-Pont, école Louis Pasteur, œuvre inaugurée le 10 octobre 2000 en présence de l'artiste, Alain Griotteray, maire de Charenton et de François Jacob, prix Nobel de médecine ;
  - Buste de Louis Pasteur, 2001, Paris, Institut Pasteur.
- Armand Martial, Le Génie de la science, Bollène, monument en hommage à Pasteur.

### Photographie
- Nadar, Portrait de Louis Pasteur, 1878.
- Dornac, Portrait de Louis Pasteur (1822-1895), entre 1885 et 1895, photographie, tirage sur papier albuminé, Paris, musée Carnavalet[312].

## Musées Pasteur
- Musée des Applications de la Recherche, dédié à Pasteur, dans le Pavillon des Cent-Gardes à Marnes-la-Coquette.
- Maison de Louis Pasteur à Dole
- Maison de Louis Pasteur à Arbois
- Musée Pasteur dans le 15e arrondissement de Paris
- Musée de l'Institut Pasteur de Lille[313]

## Les écrits de Pasteur

### Éditions originales
- Études sur le vin, ses maladies, causes qui les provoquent. Procédés nouveaux pour le conserver et pour le vieillir, Imprimerie impériale, 1866, 264 pages
- Études sur la maladie des vers A soie moyen pratique assure de la combattre et d'en prévenir le retour, Tome I : La Pébrine et la Flacherie, Ed Gauthier-Villars, Paris, 1870, 322 pages
- Études sur la maladie des vers A soie moyen pratique assure de la combattre et d'en prévenir le retour, Tome II : Notes et documents, Ed Gauthier-Villars, Paris, 1870, 326 pages
- Études sur le vin, ses maladies, causes qui les provoquent. Procédés nouveaux pour le conserver et pour le vieillir, deuxième édition revue et augmentée, librairie F. Savy, Paris, 1873, 344 pages
- Études sur la bière, ses maladies, causes qui les provoquent, procédé pour la rendre inaltérable avec une Théorie nouvelle de la fermentation, Ed Gauthier-Villars, Paris, 1876, 387 pages

### Rééditions
L’œuvre complète de Pasteur est téléchargeable sur le site de la Bibliothèque nationale de France, Gallica (cliquer sur le lien puis en haut et à droite à la rubrique « Télécharger »)
- Pasteur Œuvres tome 1 – Dissymétrie moléculaire [PDF]
- Pasteur Œuvres tome 2 – Fermentations et générations dites spontanées [PDF]
- Pasteur Œuvres tome 3 – Étude sur le vinaigre et le vin [PDF]
- Pasteur Œuvres tome 4– Étude sur la maladie des vers à soie [PDF]
- Pasteur Œuvres tome 5 – Étude sur la bière [PDF]
- Pasteur Œuvres tome 6 - Maladie virulentes. Virus. Vaccins. Prophylaxie de la rage [PDF] (À la date du 13 décembre 2008, l'exemplaire de ce volume mis en ligne sur Gallica est incomplet. Il s'arrête à la p. 550 et ne contient donc pas les travaux sur la rage.)
- Pasteur Œuvres tome 7 - Mélanges scientifiques et littéraires [PDF]
- Pasteur – Correspondances (1840-1895) [PDF]
- Article de 1848 de Pasteur sur la dissymétrie moléculaire, en ligne et commenté sur le site BibNum.
- (fr) Trois plis cachetés de Louis Pasteur ouverts le 16 décembre 1963, Paris, 1964. Extrait des Comptes rendus des séances de l'Académie des sciences, t. 258, séance du 16 mars 1964, en ligne.
- Recherches sur la capacité de saturation de l'acide arsénieux. Étude des arsénites de potasse, de soude et d'ammoniaque. Suivi de Étude des phénomènes relatifs à la polarisation rotatoire des liquides. Application de la polarisation rotatoire des liquides à la solution de diverses questions de chimie, 1847. Thèse de Louis Pasteur, bibliothèque numérique de l'UPMC.
- Faits nouveaux pour servir à la théorie de la fermentation, document extrait des « Comptes rendus de la 1re session, 1872, Bordeaux », de l'Association française pour l'avancement des sciences. 1872, texte en ligne disponible sur IRIS.
- Louis Pasteur, Écrits scientifiques et médicaux; choix, présentation et notes par André Pichot, Paris, Flammarion, 1994.

## Élèves, émules de Pasteur (non cités dans le corps de l'article)
- Jules Raulin
- Philippe Van Tieghem
- Désiré Gernez
- Ulysse Gayon
- Léon Boutroux
- Vladimir Haffkine
- Eugène Maillot
- Jules Joubert

### Documentaire
- Maxime Schwartz et Annick Perrot, Pasteur et Koch, un duel de géants dans le monde des microbes, Arte, 6 octobre 2018.

#### Institutions liées à l'œuvre de Pasteur
- l'Institut Pasteur
- l'EPCC Terre de Louis Pasteur site officiel de la maison natale de Pasteur à Dole et de sa maison à Arbois.
- la Fondation Louis Pasteur de l'Académie des sciences (et notamment la maison d'Arbois, Jura)
- Association "Société des Amis de Pasteur" de Dole (Jura)

#### Articles
- « Louis Pasteur et la fermentation » par Ysabelle Poulin et Stéphanie Lemay
- Louis Pasteur, savant jurassien - Patrimoine suisse section jurassienne - Vania Atudorei [PDF]
- Pasteur, histoire d’un esprit - S. Charaire et Cie, 1896 - Émile Duclaux [PDF]
- L'interdisciplinarité et la transdisciplinarité dans l'œuvre de Louis Pasteur., Claude Debru

#### Autres sites
- Louis Pasteur et sa terre natale

Pasteur est l’abréviation botanique standard de Louis Pasteur.
Consulter la liste des abréviations d'auteur en botanique ou la liste des plantes assignées à cet auteur par l'IPNI, la liste des champignons assignés par MycoBank, la liste des algues assignées par l'AlgaeBase et la liste des fossiles assignés à cet auteur par l'IFPNI.